# Chetniks
Os Chetniks (Servo-croata: Четници / Četnici, pronúncia em servo-croata: [tʃɛ̂tniːtsi]; em esloveno:  Četniki), formalmente os Destacamentos Chetnik do Exército Iugoslavo, e também o Exército Iugoslavo na Pátria e o Movimento Ravna Gora, foi um movimento monarquista iugoslavo e nacionalista sérvio e uma força de guerrilha   na Iugoslávia ocupada pelo Eixo. Embora não fosse um movimento homogêneo,  foi liderado por Draža Mihailović. Embora fosse anti-Eixo em seus objetivos de longo prazo e envolvido em atividades de resistência marginal por períodos limitados,  também se engajou em colaboração tática ou seletiva com as forças do Eixo durante quase toda a guerra.  O movimento Chetnik  adotou uma política de colaboração  em relação ao Eixo e se engajou na cooperação em um grau ou outro, estabelecendo um modus vivendi e operando como forças auxiliares "legalizadas" sob o controle do Eixo. Durante um período de tempo, e em diferentes partes do país, o movimento foi progressivamente  traçado acordos de colaboração: primeiro com o Governo de Salvação Nacional da Sérvia no território ocupado pelos alemães da Sérvia, depois com os italianos na Dalmácia e Montenegro ocupados, com algumas das forças Ustaše no norte da Bósnia e, após a capitulação italiana em setembro de 1943, com os alemães diretamente. 
Os chetniks estiveram ativos na revolta no território ocupado pelos alemães da Sérvia de julho a dezembro de 1941. Após o sucesso inicial do levante, os ocupantes alemães adotaram a fórmula de Adolf Hitler para suprimir a resistência antinazista na Europa Oriental, uma proporção de 100 reféns executados para cada soldado alemão morto e 50 reféns executados para cada soldado ferido. Em outubro de 1941, soldados alemães e colaboradores sérvios perpetraram dois massacres contra civis em Kraljevo e Kragujevac, com um número combinado de mortos atingindo mais de 4.500 civis, a maioria dos quais eram sérvios. Isso convenceu Mihailović de que matar tropas alemãs resultaria apenas em mais mortes desnecessárias de dezenas de milhares de sérvios. Como resultado, ele decidiu reduzir os ataques da guerrilha Chetnik e esperar pelo desembarque dos Aliados nos Bálcãs. Enquanto a colaboração chetnik atingiu proporções "extensas e sistemáticas",  os próprios chetniks se referiram à sua política de colaboração  como "usar o inimigo".  A cientista política Sabrina Ramet observou: "Tanto o programa político dos chetniks quanto a extensão de sua colaboração foram amplamente, até volumosamente, documentados; é mais do que decepcionante, portanto, que ainda possam ser encontradas pessoas que acreditam que os chetniks estavam fazendo qualquer coisa além de tentar realizar uma visão de um estado etnicamente homogêneo da Grande Sérvia, que pretendiam promover, a curto prazo, por uma política de colaboração com as forças do Eixo". 
Os chetniks foram parceiros no padrão de terror e contra-terror que se desenvolveu na Iugoslávia durante a Segunda Guerra Mundial. Eles usaram táticas de terror contra croatas em áreas onde sérvios e croatas estavam misturados, contra a população muçulmana na Bósnia, Herzegovina e Sanjaco, e contra os guerrilheiros iugoslavos liderados pelos comunistas e seus apoiadores em todas as áreas. Essas táticas incluíam o assassinato de civis, queima de aldeias, assassinatos e destruição de propriedades e exacerbação das tensões étnicas existentes entre croatas e sérvios. As táticas  terror contra os croatas foram, pelo menos até certo ponto, uma reação ao terror perpetrado pelos Ustaše croatas.  Croatas e bósnios que viviam em áreas destinadas a fazer parte da Grande Sérvia deveriam ser limpos de não-sérvios de qualquer maneira, de acordo com a diretiva de Mihailović de 20 de dezembro de 1941.  O terror contra os guerrilheiros comunistas e seus apoiadores era ideologicamente dirigido.  Vários historiadores consideram as ações Chetnik durante este período como constituindo genocídio.    As estimativas do número de mortes causadas pelos chetniks na Croácia e na Bósnia e Herzegovina variam de 50.000 a 68.000, enquanto mais de 5.000 vítimas são registradas apenas na região de Sanjaco. Cerca de 300 aldeias e pequenas cidades foram destruídas, juntamente com um grande número de mesquitas e igrejas católicas.

## Etimologia
Etimologicamente, acredita-se que Chetnik tenha se desenvolvido a partir da palavra turca "çete" (saquear e incendiar), ou palavras relacionadas a conflitos, como çatmak e çatışmak. Matija Ban usou a palavra Chetnik em 1848 em termos da necessidade de estabelecer unidades armadas fora do Principado da Sérvia para agir em oposição ao domínio otomano. O primeiro uso de Chetnik para descrever membros do exército e unidades policiais apareceu em meados do século XVIII. No final do século XIX, o termo foi estendido a membros de organizações militares ou paramilitares com objetivos etnonacionalistas sérvios.  Datado de 1904, a palavra sérvia četnik era comumente usado para descrever um membro de uma força de guerrilha dos Bálcãs chamada Cheta (četa / чета), que significa "banda" ou "tropa".  Hoje, a palavra Chetnik é usada para se referir a membros de qualquer grupo que segue "a política hegemônica e expansionista impulsionada pela ideologia da Grande Sérvia". 
A palavra também pode derivar da palavra latina coetus "reunir, assembléia".  O sufixo -nik é um sufixo pessoal comum eslavo que significa "pessoa ou coisa associada ou envolvida em". 

## Antecedentes

### Até 1918

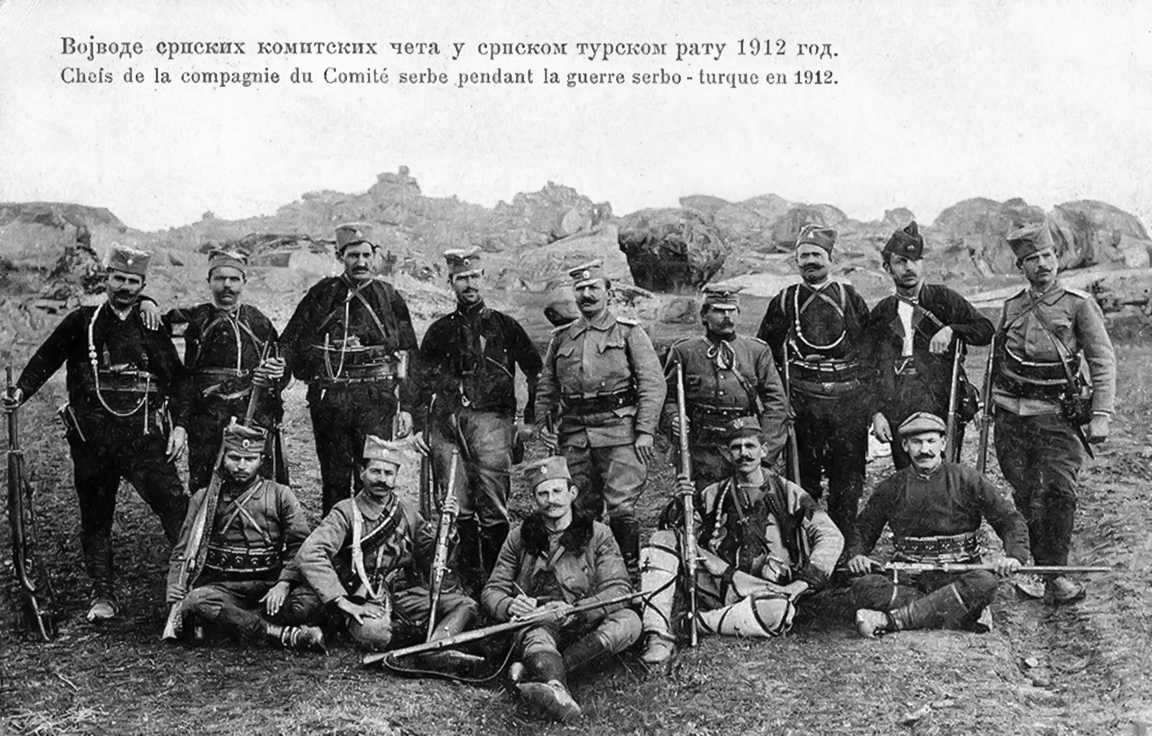
Vojin Popović com um grupo de comandantes Chetnik em 1912

A atividade rebelde em pequena escala semelhante à guerra de guerrilha tem uma longa história nas terras eslavas do sul, particularmente nas áreas que estiveram sob o domínio otomano por um longo período. Na Primeira Revolta Sérvia que começou em 1804, companhias  de bandidos (hajdučke čete) desempenhou um papel importante até que a luta em larga escala deu aos otomanos a vantagem e a revolta foi reprimida em 1813. Uma segunda rebelião eclodiu dois anos depois, e a guerra de guerrilha foi novamente utilizada com efeito significativo, auxiliando no estabelecimento do parcialmente independente Principado da Sérvia, que foi expandido significativamente em 1833 e tornou-se totalmente independente em 1878.  Ao longo deste período período e até o final do século 19 o interesse pela guerra de guerrilha permaneceu, com livros sobre o assunto sendo encomendados pelo governo sérvio e publicados em 1848 e 1868.  Quatro anos após a independência, o principado tornou-se o Reino da Sérvia. 
Entre 1904 e 1912, pequenos grupos de combatentes que haviam sido recrutados, equipados e financiados privadamente na Sérvia, viajaram para a região da Macedônia dentro do Império Otomano com o objetivo de libertar a área do domínio otomano e anexá-la à Sérvia, independentemente do desejos da população local. Esses grupos eram, em sua maioria, comandados e liderados por oficiais e suboficiais em serviço ativo no Exército Real da Sérvia, e o governo sérvio logo assumiu a direção dessas atividades. Forças semelhantes foram enviadas à Macedônia pela Grécia e Bulgária, que também desejavam integrar a região em seus próprios estados, resultando no confronto dos chetniks sérvios com seus rivais da Bulgária e também com as autoridades otomanas. Exceto pela imprensa social-democrata, essas ações chetniks foram apoiadas na Sérvia e interpretadas como sendo de interesse nacional.   Essas atividades chetniks cessaram em grande parte após a Revolução dos Jovens Turcos de 1908 no Império Otomano.  Os chetniks estiveram ativos nas guerras dos Bálcãs de 1912–1913; durante a Primeira Guerra Balcânica contra os otomanos, eles foram usados como vanguarda para suavizar o inimigo à frente dos exércitos que avançavam, para ataques às comunicações atrás das linhas inimigas, para espalhar pânico e confusão, como gendarmaria de campo e para estabelecer administração básica em áreas ocupadas. Eles também foram bem utilizados contra os búlgaros na Segunda Guerra Balcânica. Após as guerras dos Bálcãs, os bandos dos chetniks foram usados na pacificação das novas áreas da Sérvia conquistadas durante as guerras, que ocasionalmente envolviam o terror de civis. 
Como eles se mostraram valiosos durante as Guerras dos Bálcãs, o exército sérvio usou Chetniks na Primeira Guerra Mundial da mesma forma e, embora úteis, sofreram pesadas perdas. No final da Campanha Sérvia de 1914–1915, eles se retiraram com o exército na Grande Retirada para Corfu e mais tarde lutaram na Frente da Macedônia. Os chetniks montenegrinos também lutaram contra a ocupação austro-húngara. No final de 1916, novas companhias Chetniks estavam sendo organizadas para lutar no sudeste da Sérvia ocupada pela Bulgária. Preocupado com as represálias contra um levante em grande escala, o exército sérvio enviou o veterano líder Chetnik Kosta Pećanac para prevenir o surto. No entanto, os búlgaros começaram a recrutar sérvios e centenas de homens se juntaram aos destacamentos de Chetnik. Isso resultou na Revolta de Toplica em 1917 sob a liderança de Kosta Vojinović, à qual Pećanac acabou se juntando. Bem-sucedido no início, o levante acabou sendo reprimido pelos búlgaros e austro-húngaros, e seguiram-se represálias sangrentas contra a população civil.  Pećanac então usou Chetniks para sabotagem e ataques contra as tropas de ocupação búlgaras, então se infiltrou na zona ocupada austro-húngara.  Pouco antes do fim da guerra, os destacamentos chetniks foram dissolvidos, com alguns enviados para casa e outros absorvidos pelo resto do exército.  O Reino dos Sérvios, Croatas e Eslovenos foi criado com a fusão da Sérvia, Montenegro e as áreas habitadas pelos eslavos do sul da Áustria-Hungria em 1º de dezembro de 1918, logo após a guerra. 

### Período entreguerras

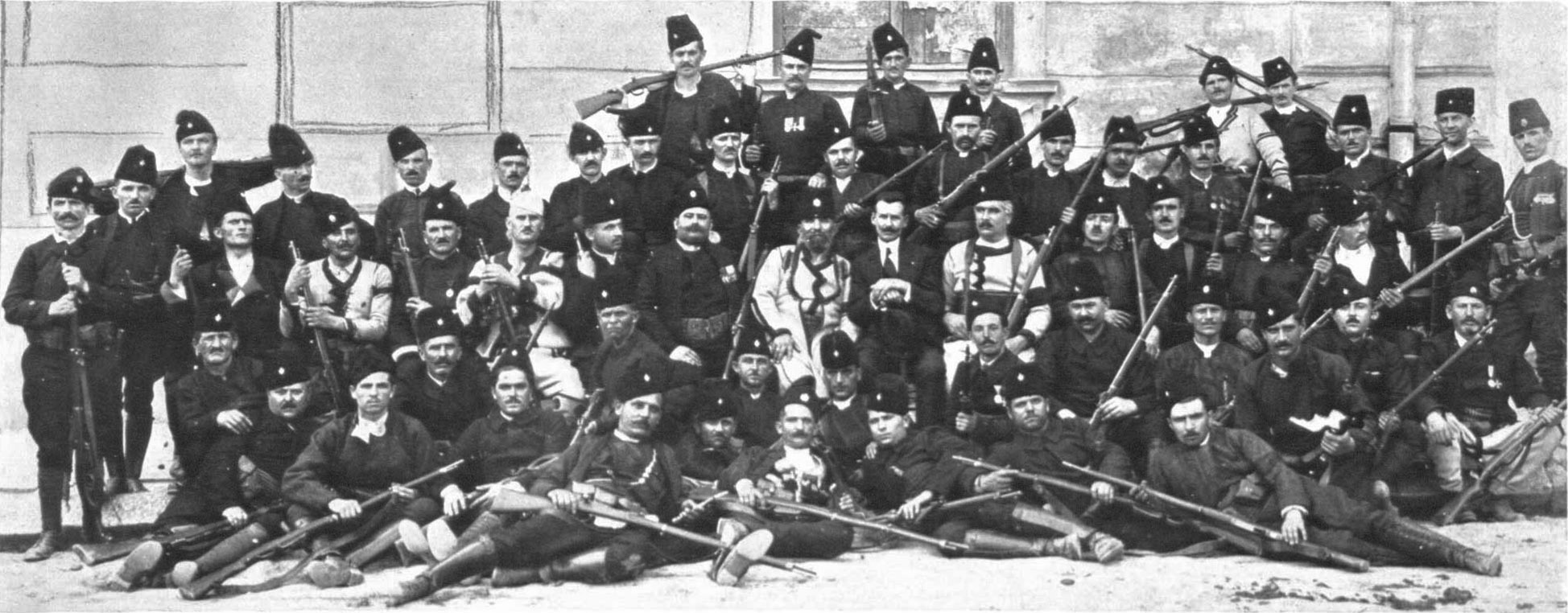
Um grupo de Chetniks no início de 1920

Devido ao seu histórico militar desde 1904, os veteranos de Chetnik estavam entre os principais grupos patrióticos sérvios no novo estado. Em 1921, a "Associação Chetnik para a Liberdade e Honra da Pátria" foi organizada em Belgrado por veteranos Chetnik, com objetivos organizacionais de cultivar a história Chetnik, espalhar ideias patrióticas Chetnik e cuidar das viúvas e órfãos de Chetniks que haviam sido mortos, junto com chetniks deficientes. Era também um grupo de pressão política, e desde o início houve questionamentos sobre sua liderança e ideologia política. Inicialmente, a principal influência política na organização era o liberal Partido Democrata, mas um desafio de influência do dominante Partido Radical do Povo levou a uma divisão em 1924. Os elementos pró-radicais da Grande Sérvia da associação se separaram e formaram duas novas organizações em 1924, a "Associação dos Chetniks Sérvios pelo Rei e Pátria" e a "Associação dos Chetniks Sérvios Petar Mrkonjić". Em julho de 1925, essas duas organizações se fundiram como a "Associação dos chetniks sérvios Petar Mrkonjić pelo rei e pela pátria" liderada por Puniša Račić, que foi eleito para a Assembleia Nacional como representante radical em 1927 e, em 1928, assassinou três camponeses croatas do Partido representantes no plenário da Assembleia Nacional. Ele presidiu muitas dissensões até que a organização deixou de funcionar. Após a imposição da ditadura real pelo rei Alexandre em 1929, época em que o estado foi renomeado como Reino da Iugoslávia, a antiga organização de Račić foi dissolvida e os ex-dissidentes se juntaram à original "Associação Chetnik para a Liberdade e Honra da Pátria",  que foi oficialmente sancionado. 
Imediatamente após o fim da Primeira Guerra Mundial e a formação do novo estado, houve agitação generalizada.  O sentimento pró-búlgaro era comum na Macedônia, que era chamada de Sérvia do Sul pelo governo de Belgrado. Houve pouco apoio entre a população macedônia para o regime. Medidas extensas foram tomadas para "serbianizar" a Macedônia, incluindo o fechamento de escolas da Igreja Ortodoxa Búlgara, revisão de livros didáticos de história, demissão de professores "não confiáveis", proibição do uso da língua búlgara e imposição de longas penas de prisão para os condenados por atividades antiestatais. Mais de 300 defensores macedônios da Grande Bulgária foram assassinados entre 1918 e 1924, milhares foram presos no mesmo período e cerca de 50.000 soldados estavam estacionados na Macedônia. Milhares de colonos sérvios foram estabelecidos na Macedônia. Bandos de chetniks, incluindo um liderado por Jovan Babunski, foram organizados para aterrorizar a população, matar líderes da resistência pró-búlgara e convencer a população local a fazer trabalhos forçados para o exército.  A resistência da Organização Revolucionária Interna da Macedônia foi recebida com mais terror, que incluiu a formação em 1922 da Associação contra os Bandidos Búlgaros liderada por Pećanac e Ilija Trifunović-Lune, baseada em Štip, no leste da Macedônia. Esta organização rapidamente conquistou uma reputação de terrorismo indiscriminado da população macedônia.  Pećanac e seus chetniks também foram ativos na luta contra os albaneses que resistiam à colonização sérvia e montenegrina de Kosovo. 
Mesmo sob as pressões homogeneizadoras da ditadura, os chetniks não foram um movimento monolítico.  Em 1929, Ilija Trifunović-Birčanin tornou-se presidente da associação, servindo até 1932, quando se tornou presidente de outra organização nacionalista sérvia, Narodna Odbrana (Defesa Nacional) e estabeleceu a rival "Associação dos Velhos Chetniks", mas esta última nunca desafiou a principal organização Chetnik. Ele foi substituído por Pećanac,  que continuou a liderar a organização até a invasão da Iugoslávia em abril de 1941.  A partir de 1929, as principais organizações chetniks estabeleceram filiais em pelo menos 24 cidades e vilas fora da Sérvia propriamente dita, muitas delas que tinha grandes populações croatas. Essa expansão do que permaneceu como um movimento "nacionalista-chauvinista" sérvio fora da Sérvia aumentou as tensões étnicas, especialmente o conflito entre sérvios e croatas.   Sob a liderança de Pećanac, a adesão à organização Chetnik foi aberta a novos membros jovens que não haviam servido na guerra e estavam interessados em ingressar por razões políticas e econômicas, e no decorrer da década de 1930 ele assumiu a organização de uma associação nacionalista de veteranos focada na proteção dos direitos dos veteranos, a uma organização política sérvia agressivamente partidária que alcançou 500.000 membros em toda a Iugoslávia em mais de 1.000 grupos.   Trifunović-Birčanin e outros ficaram descontentes com a expansão agressiva da organização e seu afastamento dos ideais tradicionais de Chetnik.  Depois de 1935, a atividade Chetnik foi oficialmente proibida tanto na predominantemente croata Sava Banovina quanto na quase inteiramente eslovena Drava Banovina, mas os grupos Chetnik nessas regiões foram capazes de continuar operando em um nível inferior.  Durante este período, Pećanac formou laços estreitos com o governo de extrema-direita da União Radical Iugoslava de Milan Stojadinović, que governou a Iugoslávia de 1935 a 1939.  Durante o período entre guerras, treinamento limitado em guerrilha foi dado a oficiais subalternos. do exército, e em 1929 o Handbook on Guerilla Warfare foi publicado pelo governo para fornecer orientação.  Em 1938, o Estado-Maior revisou a abordagem detalhada em 1929, reconhecendo que operações semelhantes às realizadas pelos chetniks entre 1904 e 1918 não seriam possíveis em uma guerra moderna, e indicando claramente que não confiaria nenhuma operação importante em tempo de guerra. funções para a Associação Chetnik. 

## História

### Formação

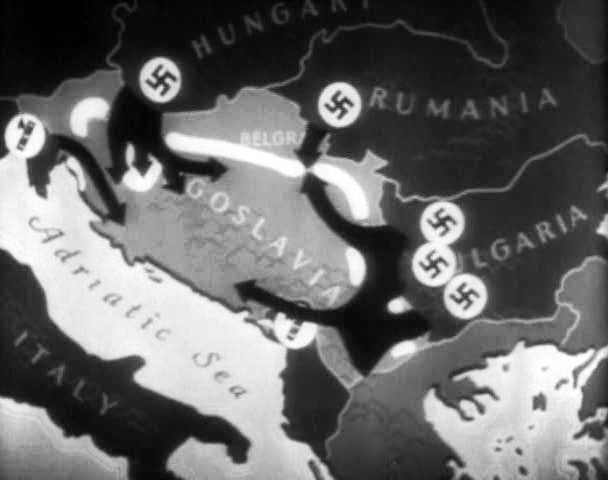
Ilustração da invasão do Eixo na Iugoslávia em abril de 1941

Após a eclosão da Segunda Guerra Mundial em setembro de 1939, o Estado-Maior estava ciente de que a Iugoslávia não estava pronta para a guerra contra as potências do Eixo e estava preocupado com os países vizinhos iniciando uma guerra civil na Iugoslávia.  Apesar de suas dúvidas sobre o uso de Chetniks para a guerra de guerrilha,  em abril de 1940, o Estado-Maior estabeleceu o Comando Chetnik,  que eventualmente compreendeu seis batalhões completos espalhados por todo o país. No entanto, está claro a partir da série de planos de guerra iugoslavos entre 1938 e 1941 que o Estado-Maior não tinha nenhum compromisso real com a guerra de guerrilha antes da invasão do Eixo na Iugoslávia em abril de 1941 e não considerou seriamente empregar a Associação Chetnik na função.  Pouco antes da invasão,  Pećanac foi abordado pelo Estado-Maior,  autorizando-o a organizar unidades de guerrilha na área do 5º Exército,  e fornecendo-lhe armas e fundos para o efeito;  o 5º Exército era responsável pelas fronteiras romena e búlgara entre os Portões de Ferro e a fronteira grega. 
Em 6 de abril de 1941, a Iugoslávia foi arrastada para a Segunda Guerra Mundial quando Alemanha, Itália e Hungria invadiram e ocuparam o país, que foi então dividido. Alguns territórios iugoslavos foram anexados por seus vizinhos do Eixo: Hungria, Bulgária e Itália. Os alemães projetaram e apoiaram a criação do estado-fantoche fascista Ustaše, o Estado Independente da Croácia (em croata:  Nezavisna Država Hrvatska, NDH), que compreendia aproximadamente a maior parte da Banovina Croácia pré-guerra, juntamente com o restante da atual Bósnia e Herzegovina e alguns territórios adjacentes.  Antes da derrota, o rei Pedro II e seu governo foram para o exílio, reformando-se em junho como o governo iugoslavo no exílio reconhecido pelos Aliados Ocidentais em Londres.  Todos os elementos do Comando Chetnik foram capturados durante a invasão, e não há registro de que eles tenham sido usados para o fim a que se destinam ou que elementos dessas unidades tenham operado de forma organizada após a rendição.  

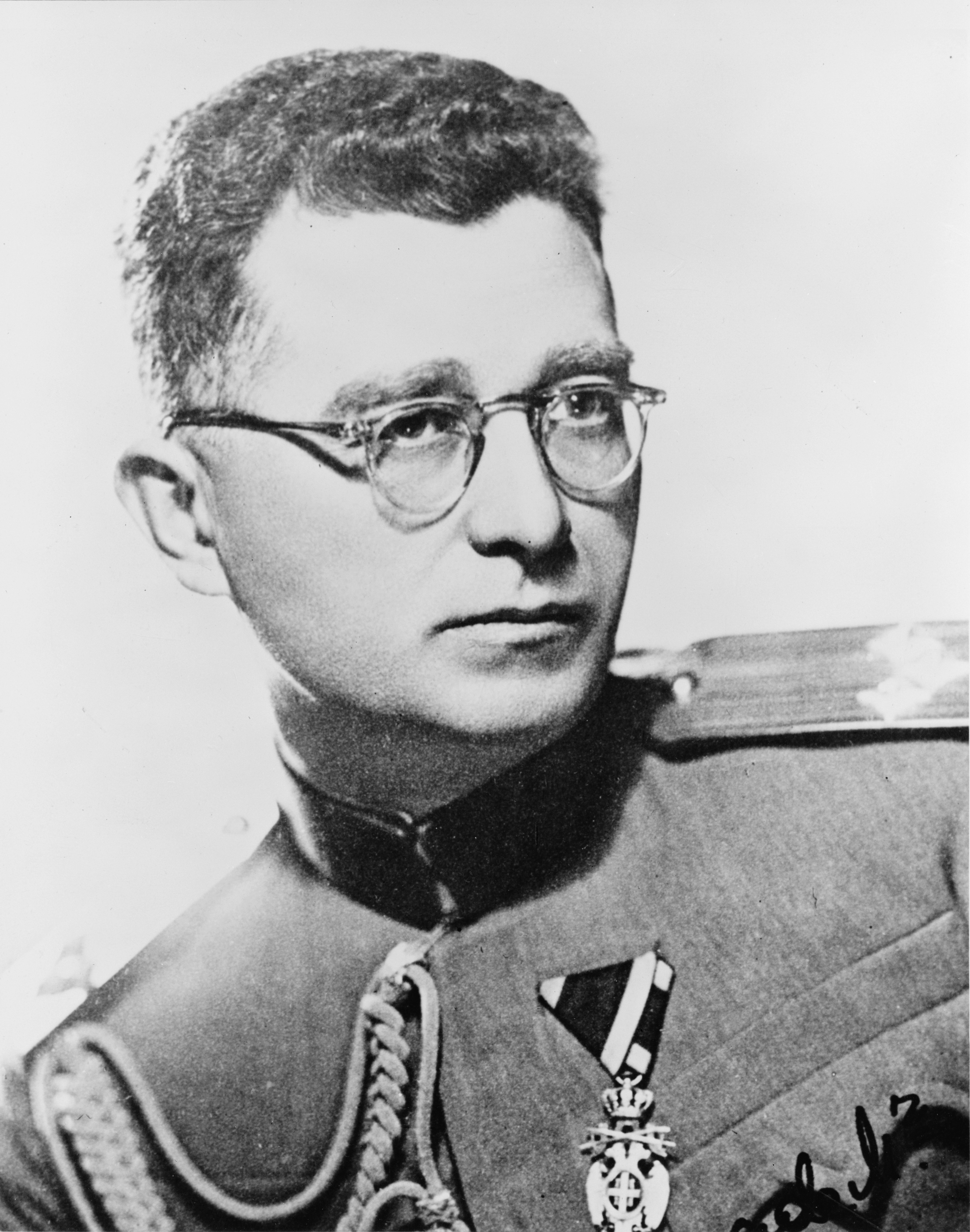
Coronel Draža Mihailović como adido militar iugoslavo em Praga, Tchecoslováquia em 1937

Nos primeiros dias da invasão, o exército Pukovnik (Coronel) Draža Mihailović era vice-chefe de gabinete do 2º Exército implantado na Bósnia.  Em 13 de abril, ele comandava uma unidade que estava na área de Doboj em 15 de abril, quando foi avisado da decisão do Estado-Maior Supremo (o Estado-Maior durante a guerra) de se render.  Algumas dezenas de membros da unidade, quase exclusivamente sérvios, juntaram-se a Mihailović quando ele decidiu não seguir essas ordens, e o grupo foi para as colinas. Eles marcharam para o sudeste e depois para o leste, com o objetivo de chegar ao interior montanhoso do que se tornou o território da Sérvia ocupado pelos alemães, na esperança de se unir a outros elementos do exército derrotado que optaram por continuar resistindo.   Nos primeiros dias, o grupo de Mihailović foi atacado por forças alemãs. O grupo foi acompanhado por outros grupos de soldados, mas não ouviu notícias de outros continuando a resistir. Em 28 de abril, o grupo tinha cerca de 80 homens,  e cruzou o rio Drina para o território ocupado da Sérvia no dia seguinte,  embora nos dias seguintes tenha perdido vários oficiais e praças que estavam preocupados. sobre as dificuldades e incertezas pendentes. Depois de cruzar o Drina, o grupo também foi atacado por gendarmes pertencentes ao governo fantoche colaboracionista Governo Comissário.  Em 6 de maio, o grupo restante de Mihailović foi cercado por tropas alemãs perto de Užice e quase completamente destruído.  Em 13 de maio, Mihailović chegou a algumas cabanas de pastores em Ravna Gora, nas encostas ocidentais da montanha Suvobor, perto da cidade de Gornji Milanovac, na parte central do território ocupado,  quando seu grupo consistia em apenas sete oficiais e 27 outras patentes.  Neste ponto, agora cientes de que nenhum elemento do exército continuava a lutar, eles se depararam com a decisão de se render aos próprios alemães ou formar o núcleo de um movimento de resistência, e Mihailović e seus homens escolheram o último. Devido à localização de sua sede, a organização de Mihailović ficou conhecida como "Movimento Ravna Gora". 

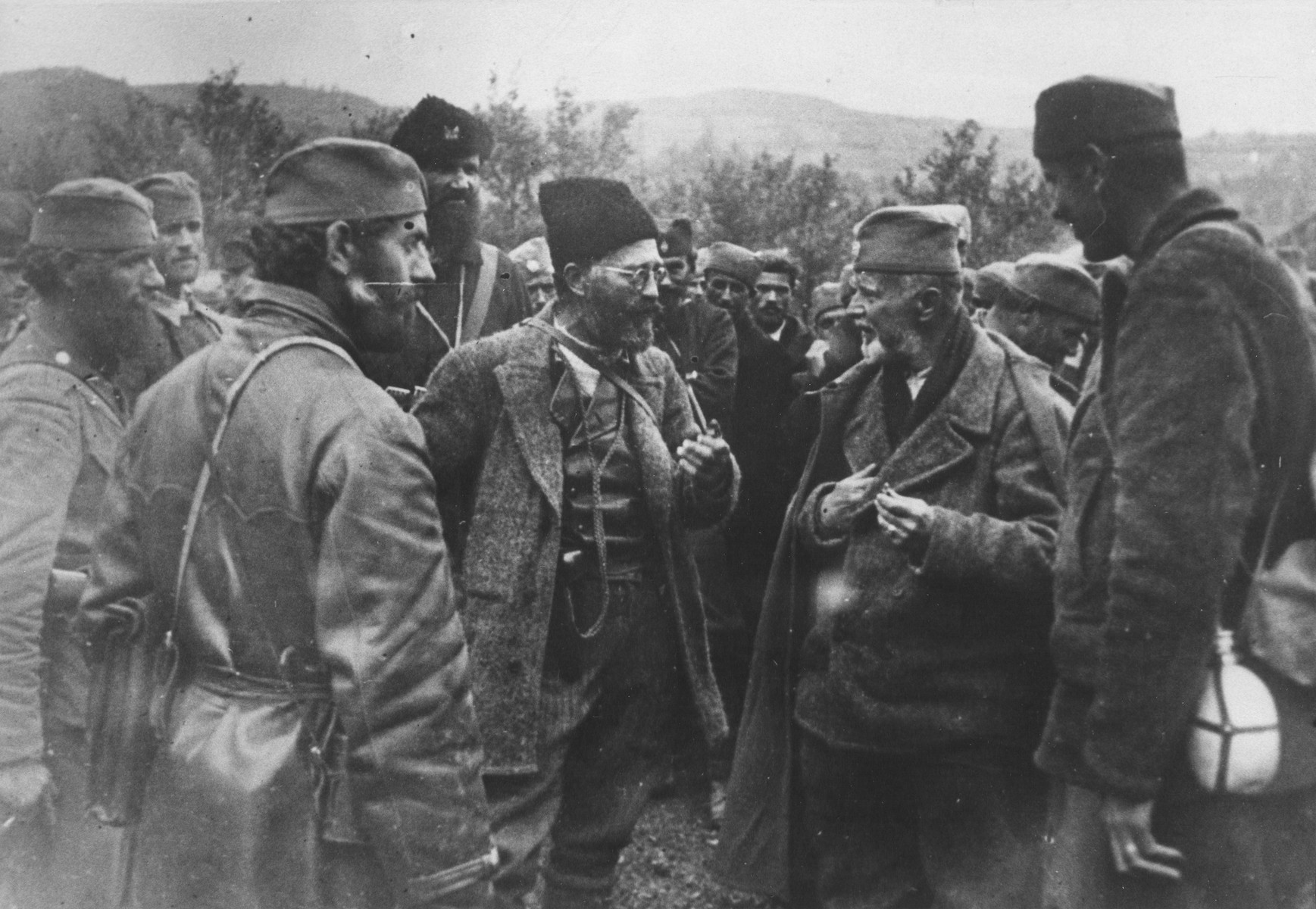
Draža Mihailović (centro com óculos) confere com seu principal conselheiro político Dragiša Vasić (segundo da direita) e outros em 1943

Embora os adeptos do movimento Chetnik tenham afirmado que os Chetniks de Mihailović foram o primeiro movimento de resistência a ser fundado na Iugoslávia na Segunda Guerra Mundial,  isso não é exato se um movimento de resistência for definido como uma organização política e militar de números relativamente grandes de homens conduzindo operações armadas destinadas a serem executadas com determinação e mais ou menos continuamente.  Logo após sua chegada a Ravna Gora, os chetniks de Mihailović estabeleceram um posto de comando e se autodenominaram "Destacamentos Chetnik do Exército Iugoslavo".   Embora este nome fosse claramente derivado dos primeiros chetniks e evocasse as tradições do longo e distinto registro dos chetniks de conflitos anteriores, a organização de Mihailović não estava de forma alguma ligada às associações chetniks entre guerras ou ao Comando Chetnik estabelecido em 1940.  
Já em agosto, o Comitê Nacional Central dos Chetniks foi formado para fornecer conselhos a Mihailović sobre assuntos políticos domésticos e internacionais e para fazer a ligação com a população civil em todo o território ocupado e em outras partes da Iugoslávia ocupada, onde o movimento Chetnik tinha forte apoio. Os membros eram homens que tinham alguma posição nos círculos políticos e culturais sérvios antes da guerra, e alguns membros do CNK também serviram no Comitê Chetnik de Belgrado que apoiou o movimento. Grande parte do CNK inicial foi retirado do minúsculo Partido Republicano Iugoslavo ou do menor Partido Agrário.    Os três membros mais importantes do CNK, que compuseram o comitê executivo durante grande parte da guerra, foram: Dragiša Vasić, advogado, ex-vice-presidente do clube cultural sérvio nacionalista e ex- membro do Partido Republicano Iugoslavo;   Stevan Moljević, um advogado sérvio-bósnio;   e Mladen Žujović, sócio do escritório de advocacia de Vasić que também foi membro do Partido Republicano Iugoslavo. Vasić era o mais importante dos três e foi designado por Mihailović como o membro mais graduado de um comitê de três homens, junto com Potpukovnik (tenente-coronel) Dragoslav Pavlović e o major Jezdimir Dangić, que assumiriam a liderança da organização se qualquer coisa deve acontecer com ele.  Na verdade, Vasić era o vice de Mihailović. 

### Ideologia

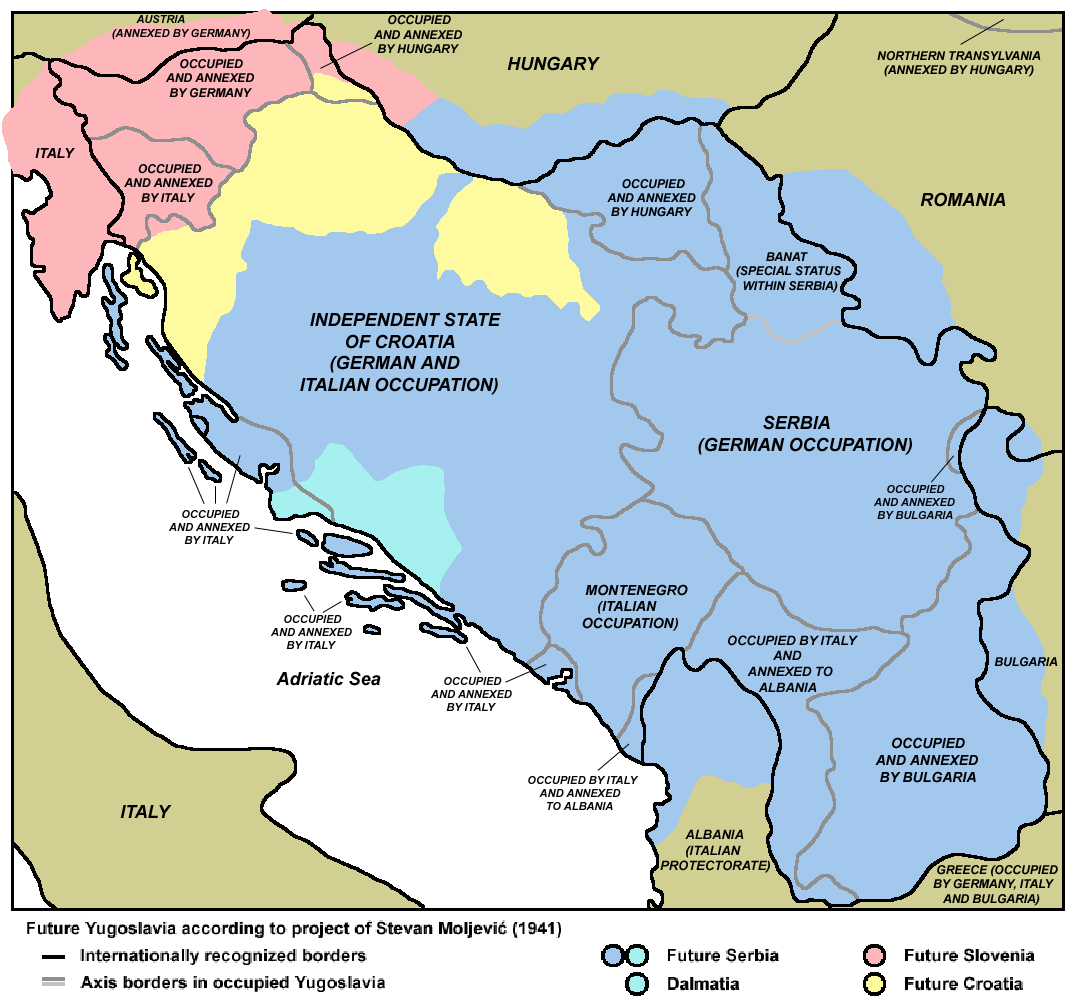
A extensão da Grande Sérvia prevista por Moljević

Desde o início do movimento de Mihailović em maio de 1941 até o Congresso Ba em janeiro de 1944, a ideologia e os objetivos do movimento foram promulgados em uma série de documentos.  Em junho de 1941, dois meses antes de se tornar um membro-chave do CNK, Moljević escreveu um memorando intitulado Sérvia Homogênea, no qual defendia a criação de uma Grande Sérvia dentro de uma Grande Iugoslávia que incluiria não apenas a grande maioria do território iugoslavo pré-guerra, mas também uma quantidade significativa de território que pertencia a todos os vizinhos da Iugoslávia. Dentro disso, a Grande Sérvia consistiria de 65 a 70 por cento do total do território e da população iugoslava, e a Croácia seria reduzida a um pequeno pedaço. Seu plano também incluía transferências populacionais em larga escala, expulsando a população não sérvia de dentro das fronteiras da Grande Sérvia, embora ele não sugerisse nenhum número.   
Ao mesmo tempo em que Moljević desenvolvia a Sérvia Homogênea, o Comitê Chetnik de Belgrado formulou uma proposta que continha disposições territoriais muito semelhantes às detalhadas no plano de Moljević, mas foi além, fornecendo detalhes das mudanças populacionais em larga escala necessárias para tornar a Grande Sérvia etnicamente homogêneo. Defendeu a expulsão de 2.675.000 pessoas da Grande Sérvia, incluindo 1.000.000 croatas e 500.000 alemães. Um total de 1.310.000 sérvios seriam trazidos para a Grande Sérvia de fora de suas fronteiras, dos quais 300.000 seriam sérvios da Croácia. A Grande Sérvia não seria totalmente sérvia, no entanto, já que cerca de 200.000 croatas teriam permissão para permanecer dentro de suas fronteiras. Nenhuma cifra foi proposta para o deslocamento de muçulmanos bósnios para fora da Grande Sérvia, mas eles foram identificados como um "problema" a ser resolvido nos estágios finais da guerra e imediatamente depois.  O CNK aprovou o projeto da Grande Sérvia após sua formação em agosto.  Pode-se supor que Mihailović,  que também era um nacionalista sérvio radical,  endossou todas ou a maioria de ambas as propostas. Isso ocorre porque seu conteúdo foi refletido em um folheto Chetnik de 1941 intitulado Our Way, e ele fez referências específicas a eles em uma proclamação ao povo sérvio em dezembro e em um conjunto de instruções detalhadas datadas de 20 de dezembro de 1941 para Pavle Đurišić e Đorđije Lašić, recém-nomeados comandantes Chetnik na província italiana de Montenegro. A proposta do Comitê Chetnik de Belgrado também foi contrabandeada para fora da Sérvia ocupada em setembro e entregue ao governo iugoslavo no exílio em Londres pelo agente Chetnik Miloš Sekulić. 
Em março de 1942, a Divisão Chetnik Dinara promulgou uma declaração que foi aceita no mês seguinte por uma reunião de comandantes Chetnik da Bósnia, Herzegovina, norte da Dalmácia e Lika em Strmica perto de Knin. Este programa continha detalhes muito semelhantes aos incluídos nas instruções de Mihailović para Đurišić e Lašić em dezembro de 1941. Mencionou a mobilização dos sérvios nessas regiões para "limpá-los" de outros grupos étnicos e adotou várias estratégias adicionais: colaboração com os ocupantes italianos; determinada oposição armada às forças do NDH e aos guerrilheiros; tratamento decente aos muçulmanos bósnios para impedi-los de se juntarem aos guerrilheiros, embora pudessem ser eliminados posteriormente; e a criação de unidades croatas separadas de Chetnik formadas por croatas pró-Iugoslavos e antipartidários. 
De 30 de novembro a 2 de dezembro de 1942, a Conferência dos Jovens Intelectuais Chetniks de Montenegro reuniu-se em Šahovići, no Montenegro ocupado pelos italianos. Mihailović não compareceu, mas seu chefe de gabinete Zaharije Ostojić, Đurišić e Lašić compareceram,  com Đurišić desempenhando o papel dominante.  Avançou estratégias que constituíram uma versão importante e ampliada do programa geral de Chetnik, e o relatório da reunião trazia um selo oficial de Chetnik. Reforçou o principal objetivo da Grande Sérvia do movimento Chetnik e, além disso, defendeu a manutenção da dinastia Karađorđević, defendeu uma Iugoslávia unitária com unidades autogovernadas sérvias, croatas e eslovenas, mas excluindo entidades para outros povos iugoslavos, como macedônios e montenegrinos como assim como outras minorias. Previa uma ditadura chetnik pós-guerra que manteria todo o poder dentro do país com a aprovação do rei, com uma gendarmeria recrutada nas fileiras chetnik e intensa promoção da ideologia chetnik em todo o país. 
O documento ideológico Chetnik final que apareceu antes do Congresso Ba em janeiro de 1944 foi um manual preparado pela liderança Chetnik na mesma época da Conferência dos Jovens Intelectuais Chetnik de Montenegro no final de 1942. Explicou que os chetniks viam a guerra em três fases: a invasão e capitulação por outros; um período de organização e espera até que as condições justificassem uma revolta geral contra as forças de ocupação; e, finalmente, um ataque geral aos ocupantes e a todos os competidores pelo poder, a assunção de controle total sobre a Iugoslávia pelos chetniks, a expulsão da maioria das minorias nacionais e a prisão de todos os inimigos internos. Crucialmente, identificou as duas tarefas mais importantes durante a segunda fase como: organização liderada por Chetnik para a terceira fase sem qualquer influência política partidária; e incapacitação de seus inimigos internos, sendo a primeira prioridade os guerrilheiros.  A vingança contra os guerrilheiros e Ustaše foi incorporada ao manual como um "dever sagrado". 
O manual falava um pouco do iugoslavismo, mas os chetniks realmente não desejavam se tornar um movimento totalmente iugoslavo porque isso era inconsistente com seu objetivo principal de alcançar uma Grande Sérvia dentro da Grande Iugoslávia. Devido à sua postura nacionalista sérvia, eles nunca desenvolveram uma visão realista da "questão nacional" na Iugoslávia porque desconsideraram os interesses legítimos dos outros povos iugoslavos. Sua ideologia, portanto, nunca foi atraente para os não sérvios, exceto para os macedônios e montenegrinos que se consideravam sérvios. O único aspecto novo da ideologia Chetnik da Grande Sérvia em relação à tradicional de longa data era seu plano de "limpar" a Grande Sérvia de não-sérvios, o que foi claramente uma resposta aos massacres de sérvios pelos Ustaše no NDH. 
Os documentos finais detalhando a ideologia Chetnik foram produzidos pelo Congresso Ba convocado por Mihailović em janeiro de 1944,    em resposta à Segunda Sessão de novembro de 1943 do Conselho Antifascista liderado pelos comunistas para a Libertação Nacional de Iugoslávia (em servo-croata:  Antifašističko vijeće narodnog oslobođenja Jugoslavije, AVNOJ) dos guerrilheiros.    A Segunda Sessão do AVNOJ decidiu que a Iugoslávia do pós-guerra seria uma república federal baseada em seis repúblicas constituintes iguais, afirmou que era o único governo legítimo da Iugoslávia e negou o direito do King para retornar do exílio antes de um referendo popular para determinar o futuro de seu governo.  Um mês após a Segunda Sessão do AVNOJ, as principais potências aliadas se reuniram em Teerã e decidiram fornecer seu apoio exclusivo aos guerrilheiros e retirar o apoio dos chetniks.  O congresso foi realizado em circunstâncias em que grande parte do movimento Chetnik foi progressivamente atraído para a colaboração com as forças de ocupação e seus ajudantes ao longo da guerra,   e pode ter sido realizado com o tácito aprovação dos alemães.  
O documento que foi produzido pelo Congresso Ba foi chamado Os Objetivos do Movimento Ravna Gora e veio em duas partes. A primeira parte, Os Objetivos Iugoslavos do Movimento Ravna Gora afirmava que a Iugoslávia seria uma federação democrática com três unidades, uma para os sérvios, croatas e eslovenos, e as minorias nacionais seriam expulsas.  A segunda parte, Os Objetivos Sérvios do Movimento Ravna Gora reforçou a ideia Chetnik existente de que todas as províncias sérvias seriam unidas na unidade sérvia dentro do arranjo federal, com base na solidariedade entre todas as regiões sérvias da Iugoslávia, sob um parlamento unicameral. O congresso também decidiu que a Iugoslávia deveria ser uma monarquia constitucional chefiada por um soberano sérvio.   De acordo com alguns historiadores, o novo programa dos chetniks era o iugoslavismo social-democrata,  com uma mudança para uma estrutura federal iugoslava com uma unidade sérvia dominante,  mas afirmando a necessidade de reunir todos os sérvios em uma única entidade, os objetivos sérvios do movimento Ravna Gora eram reminiscentes da Sérvia homogênea . O congresso também não reconheceu a Macedônia e Montenegro como nações separadas, e também deu a entender que a Croácia e a Eslovênia seriam efetivamente apêndices da entidade sérvia. O efeito líquido disso, de acordo com o historiador Jozo Tomasevich, foi que o país não apenas retornaria ao mesmo estado dominado pelos sérvios em que esteve durante o período entre guerras, mas seria pior do que isso, principalmente para os croatas. Ele conclui que esse resultado era esperado dada a composição majoritariamente sérvia do congresso,  que incluía apenas dois ou três croatas, um esloveno e um muçulmano bósnio entre seus mais de 300 participantes.   O historiador Marko Attila Hoare concorda que, apesar de seu iugoslavismo superficial, o congresso tinha claras inclinações para a Grande Sérvia.  O congresso manifestou interesse em reformar a situação econômica, social e cultural do país, particularmente em relação aos ideais democráticos. Este foi um afastamento significativo dos objetivos anteriores de Chetnik expressos no início da guerra, especialmente em termos de promoção de princípios democráticos com algumas características socialistas. Tomasevich observa que essas novas metas provavelmente estavam mais relacionadas à consecução de objetivos de propaganda do que refletindo intenções reais, visto que não havia interesse real em considerar as necessidades dos povos não sérvios da Iugoslávia.  O resultado prático do congresso foi o estabelecimento de um único partido político para o movimento, a União Democrática Nacional Iugoslava (em servo-croata:  Jugoslovenska demokratska narodna zajednica, JDNZ), e uma expansão do CNK,   no entanto, o congresso não fez nada para melhorar a posição do movimento Chetnik.  
Além do principal objetivo irredentista sérvio,  o movimento Chetnik de Mihailović era uma organização nacionalista sérvia extremista,  e embora falasse da boca para fora ao iugoslavismo,  na verdade se opunha a ele.    Também era anticroata,   antimuçulmano,   apoiava a monarquia,  e era anticomunista.  Dadas as divisões étnicas e religiosas na Iugoslávia, a estreita ideologia do movimento Chetnik afetou seriamente seu potencial militar e político.  A cientista política Sabrina Ramet observou: "Tanto o programa político dos chetniks quanto a extensão de sua colaboração foram amplamente, até volumosamente, documentados; é mais do que um pouco decepcionante, portanto, que ainda possam ser encontradas pessoas que acreditam que os chetniks estavam fazendo qualquer coisa além de tentar realizar uma visão de um estado etnicamente homogêneo da Grande Sérvia, que pretendiam promover, a curto prazo, por uma política de colaboração com as forças do Eixo". 

### Composição e organização

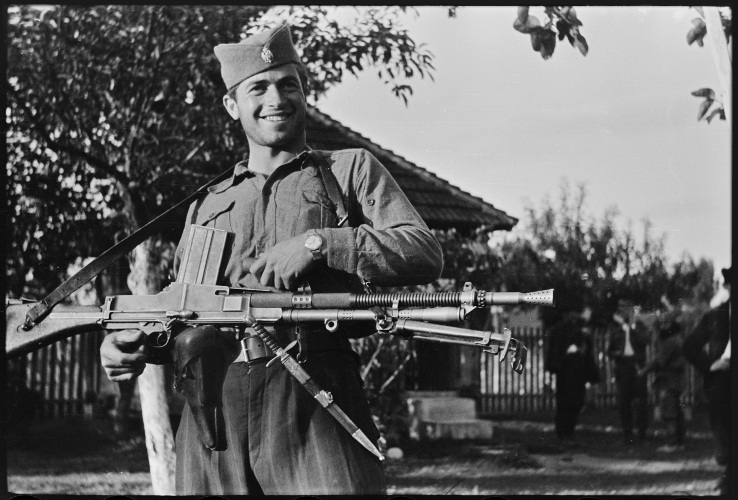
Um Chetnik com uma metralhadora leve ZB vz. 26

Os chetniks eram quase exclusivamente compostos por sérvios, exceto por um grande número de montenegrinos que se identificavam como sérvios,  e consistiam em "unidades de defesa locais, bandos saqueadores de aldeões sérvios, auxiliares antiguerrilheiros, camponeses mobilizados à força e refugiados armados., que pequenos grupos de oficiais iugoslavos não capturados tentavam, sem sucesso, moldar em uma força de combate organizada".  O mencionado manual Chetnik do final de 1942 discutiu a ideia de alistar um número significativo de croatas para o movimento, mas o movimento atraiu apenas pequenos grupos de croatas alinhados com Chetnik no centro da Dalmácia e Primorje, e eles nunca tiveram qualquer influência política ou significado militar dentro dos Chetniks.  Um pequeno grupo de eslovenos sob o comando do major Karl Novak na província anexada à Itália de Ljubljana também apoiou Mihailović, mas também nunca desempenhou um papel importante. 

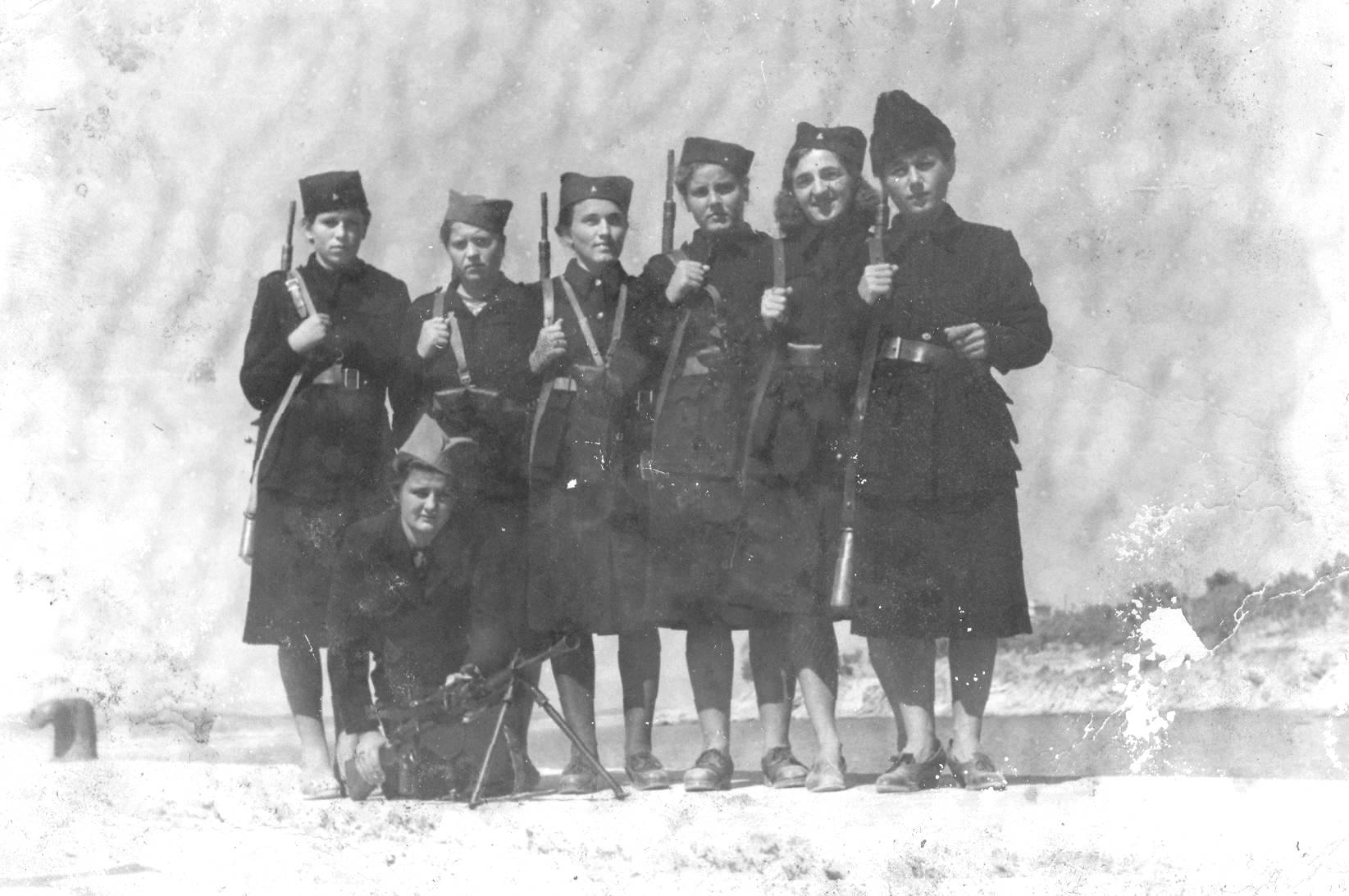
Mulheres em unidades Chetniks

Houve longa animosidade mútua entre muçulmanos e sérvios em toda a Bósnia,  e no período do final de abril e maio de 1941, as primeiras atrocidades em massa Chetnik foram realizadas contra não-sérvios na Bósnia e Herzegovina e em outras áreas etnicamente heterogêneas.  Alguns muçulmanos e bósnios de Sandžakapoiaram Mihailović,   e alguns judeus se juntaram aos chetniks, especialmente aqueles que eram membros do movimento de direita sionista Betar, mas foram alienados pela xenofobia sérvia e acabaram saindo.  com alguns desertando para os guerrilheiros.  A colaboração dos chetniks com os italianos e depois com os alemães também pode ter sido um fator na rejeição judaica do movimento chetnik.  A grande maioria dos sacerdotes ortodoxos apoiou os chetniks com alguns, notavelmente Momčilo Đujić e Savo Božić, tornando-se comandantes. 
As políticas de Chetnik proibiam as mulheres de desempenhar funções importantes.  Nenhuma mulher participou de unidades de combate e foi restrita a enfermagem e trabalho de inteligência ocasional. O baixo status das camponesas nas áreas da Iugoslávia onde os chetniks eram mais fortes poderia ter sido utilizado e vantajoso em termos militares, políticos e psicológicos. O tratamento das mulheres era uma diferença fundamental entre os chetniks e os guerrilheiros  e a propaganda chetnik menosprezava o papel feminino nos guerrilheiros. 

### Atividades iniciais

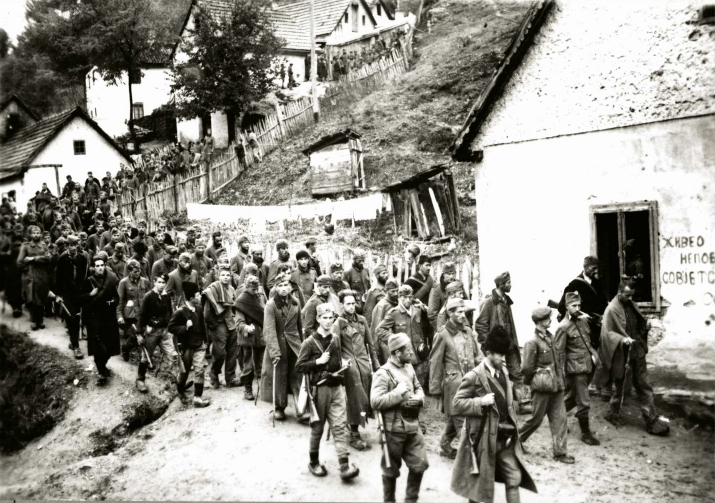
Os chetniks e os partisans lideraram os alemães capturados através de Užice, no outono de 1941.

Inicialmente, a organização de Mihailović estava focada em recrutar e estabelecer grupos em diferentes áreas, arrecadar fundos, estabelecer uma rede de correio e coletar armas e munições.   Desde o início, sua estratégia era organizar e aumentar sua força, mas adiar as operações armadas contra as forças de ocupação até que eles se retirassem diante de um esperado desembarque dos aliados ocidentais na Iugoslávia.  
O líder Chetnik pré-guerra, Pećanac, logo chegou a um acordo com o regime colaboracionista de Nedić no Território do Comandante Militar na Sérvia.  O coronel Draža Mihailović, que estava "interessado em resistir às potências ocupantes", montou seu quartel-general em Ravna Gora e nomeou seu grupo "O Movimento Ravna Gora" para distingui-lo dos Pećanac Chetniks. No entanto, outros chetniks estavam envolvidos em colaboração com os alemães e o nome Chetnik voltou a ser associado a Mihailović. 
O movimento foi mais tarde renomeado como "Exército Iugoslavo na Pátria",   embora o nome original do movimento tenha permanecido o mais comum em uso durante a guerra, mesmo entre os próprios chetniks. São essas forças que são geralmente chamadas de "os chetniks" durante a Segunda Guerra Mundial, embora o nome também tenha sido usado por outros grupos menores, incluindo os de Pećanac, Nedić e Dimitrije Ljotić.  Em junho de 1941, após o início da Operação Barbarossa, os guerrilheiros liderados pelos comunistas sob Josip Broz Tito organizaram uma revolta e no período entre junho e novembro de 1941, os chetniks e guerrilheiros cooperaram amplamente em suas atividades anti-Eixo.
Revoltas Chetnik, muitas vezes em conjunto com os guerrilheiros, contra as forças de ocupação do Eixo começaram no início de julho de 1941 no oeste da Sérvia. Revoltas nas áreas de Loznica, Rogatica, Banja Koviljača e Olovo levaram a vitórias iniciais. Em 19 de setembro de 1941, Tito e Mihailović se encontraram pela primeira vez em Struganik, onde Tito ofereceu a Mihailović o cargo de chefe de gabinete em troca da fusão de suas unidades. Mihailović recusou-se a atacar os alemães, temendo represálias, mas prometeu não atacar os guerrilheiros.  De acordo com Mihailović, a razão era humanitária: a prevenção de represálias alemãs contra os sérvios na taxa publicada de 100 civis para cada soldado alemão morto, 50 civis para cada soldado ferido.  Em 20 de outubro, Tito propôs um programa de 12 pontos a Mihailović como base para a cooperação. Seis dias depois, Tito e Mihailović se encontraram no quartel-general de Mihailović, onde Mihailović rejeitou os principais pontos da proposta de Tito, incluindo o estabelecimento de um quartel-general comum, ações militares conjuntas contra os alemães e formações de traidores, estabelecimento de um estado-maior combinado para o fornecimento de tropas e a formação dos comités de libertação nacional.  Essas divergências levaram à repressão de levantes em Montenegro e Novi Pazar devido à má coordenação entre as forças de resistência. Os temores de Mihailović por represálias contínuas se tornaram realidade com duas campanhas de assassinato em massa conduzidas contra civis sérvios em Kraljevo e Kragujevac, atingindo um número combinado de mortes de mais de 4.500 civis. Assassinatos no Estado Independente da Croácia também estavam em pleno andamento, com milhares de civis sérvios sendo mortos pela milícia Ustaše e esquadrões da morte.  No final de outubro, Mihailović concluiu que os guerrilheiros, e não as forças do Eixo, eram os principais inimigos dos chetniks. 

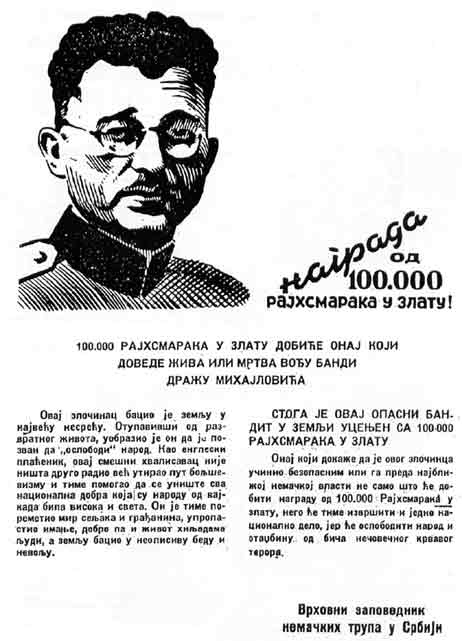
Mandado alemão para Mihailović oferecendo uma recompensa de 100.000 marcos de ouro por sua captura, vivo ou morto, 1943

Para evitar represálias contra civis sérvios, os chetniks de Mihailović lutaram como uma força de guerrilha, em vez de um exército regular.  Estima-se que três quartos do clero ortodoxo na Iugoslávia ocupada apoiavam os chetniks, enquanto alguns como Momčilo Đujić se tornaram comandantes chetniks proeminentes.   Enquanto os guerrilheiros optaram por atos abertos de sabotagem que levaram a represálias contra civis pelas forças do Eixo, os chetniks optaram por uma forma mais sutil de resistência. Em vez de detonar o TNT para destruir trilhos ferroviários e interromper as linhas ferroviárias do Eixo, os chetniks contaminaram as fontes de combustível das ferrovias e adulteraram os componentes mecânicos, garantindo que os trens descarrilhassem ou quebrassem em momentos aleatórios.  Martin sugere que esses atos de sabotagem prejudicaram significativamente as linhas de suprimentos para o Afrika Korps lutando no norte da África. 
Em 2 de novembro, os chetniks de Mihailović atacaram o quartel-general do Partisan em Užice. O ataque foi rechaçado e um contra-ataque se seguiu no dia seguinte, os chetniks perderam 1.000 homens nessas duas batalhas e uma grande quantidade de armamento. Em 18 de novembro, Mihailović aceitou uma oferta de trégua de Tito, embora as tentativas de estabelecer uma frente comum tenham falhado.  Naquele mês, o governo britânico, a pedido do governo iugoslavo no exílio, insistiu que Tito nomeasse Mihailović o comandante-chefe das forças de resistência na Iugoslávia, uma exigência que ele recusou. 
As tréguas guerrilheiros-chetniks foram repetidamente violadas pelos chetniks, primeiro com o assassinato de um comandante guerrilheiro local em outubro e depois, sob as ordens da equipe de Mihailović, massacrando 30 apoiadores dos guerrilheiros, a maioria meninas e feridos, em novembro. Apesar disso, os chetniks e guerrilheiros no leste da Bósnia continuaram a cooperar por algum tempo. 
Em dezembro de 1941, o governo iugoslavo no exílio em Londres sob o comando do rei Pedro II promoveu Mihailović a Brigadeiro-General e o nomeou comandante do Exército da Pátria Iugoslava. A essa altura, Mihailović havia estabelecido relações amistosas com Nedić e seu Governo de Salvação Nacional e os alemães de quem ele solicitou armamento para lutar contra os guerrilheiros. Isso foi rejeitado pelo general Franz Böhme, que afirmou que eles próprios poderiam lidar com os guerrilheiros e exigiu a rendição de Mihailović.  Nessa época, os alemães lançaram um ataque às forças de Mihailović em Ravna Gora e efetivamente derrotaram os chetniks do Território do Comandante Militar na Sérvia. A maior parte das forças Chetnik recuou para o leste da Bósnia e Sandžak e o centro da atividade Chetnik mudou-se para o Estado Independente da Croácia.  O contato britânico com Mihailović aconselhou o comando aliado a parar de abastecer os chetniks após seus ataques aos guerrilheiros no ataque alemão a Užice, mas a Grã-Bretanha continuou a fazê-lo. 
Ao longo do período de 1941 e 1942, tanto os chetniks quanto os guerrilheiros forneceram refúgio para prisioneiros de guerra aliados, especialmente tropas ANZAC que escaparam de vagões ferroviários a caminho da Iugoslávia para os campos de prisioneiros de guerra do Eixo. De acordo com Lawrence, após a derrota dos Aliados na Batalha de Creta, prisioneiros de guerra foram transportados via Iugoslávia em vagões ferroviários com algumas tropas ANZAC escapando na Sérvia ocupada. Chetniks sob o comando de Mihailović forneceram refugiados para essas tropas ANZAC e foram repatriados ou recapturados pelas forças do Eixo.

### Ofensivas do Eixo
Em abril de 1942, os comunistas na Bósnia estabeleceram dois Batalhões de Choque Anti-Chetnik (Grmeč e Kozara), compostos por 1.200 melhores soldados de etnia sérvia para lutar contra os chetniks. Mais tarde, durante a guerra, os Aliados estavam considerando seriamente uma invasão dos Bálcãs, então os movimentos de resistência iugoslavos aumentaram em importância estratégica, e havia a necessidade de determinar qual das duas facções estava lutando contra os alemães. Vários agentes do Executivo de Operações Especiais (SOE) foram enviados à Iugoslávia para determinar os fatos no terreno. De acordo com novas evidências de arquivo, publicadas em 1980 pela primeira vez, algumas ações contra o Eixo realizadas por Mihailović e seus chetniks, com o oficial de ligação britânico Brigadeiro Armstrong, foram erroneamente creditadas a Tito e suas forças comunistas.  Nesse ínterim, os alemães, também cientes da crescente importância da Iugoslávia, decidiram acabar com os guerrilheiros com ofensivas determinadas. Os chetniks, nessa época, concordaram em fornecer apoio às operações alemãs e, por sua vez, receberam suprimentos e munições para aumentar sua eficácia.
A primeira dessas grandes ofensivas antipartidárias foi Fall Weiss, também conhecida como Batalha de Neretva. Os chetniks participaram com uma força significativa de 20.000 homens, prestando assistência ao cerco alemão e italiano do leste (a outra margem do rio Neretva). No entanto, os guerrilheiros de Tito conseguiram romper o cerco, cruzar o rio e enfrentar os chetniks. O conflito resultou em uma vitória partidária quase total, após a qual os chetniks ficaram quase totalmente incapacitados na área a oeste do rio Drina. Os guerrilheiros continuaram e mais tarde escaparam novamente dos alemães na Batalha de Sutjeska. Nesse ínterim, os Aliados pararam de planejar uma invasão dos Bálcãs e finalmente rescindiram seu apoio aos chetniks e, em vez disso, forneceram aos guerrilheiros. Na Conferência de Teerã de 1943 e na Conferência de Yalta de 1945, o líder soviético Joseph Stalin e o primeiro-ministro britânico Winston Churchill decidiram dividir sua influência na Iugoslávia pela metade.

### Colaboração com o Eixo

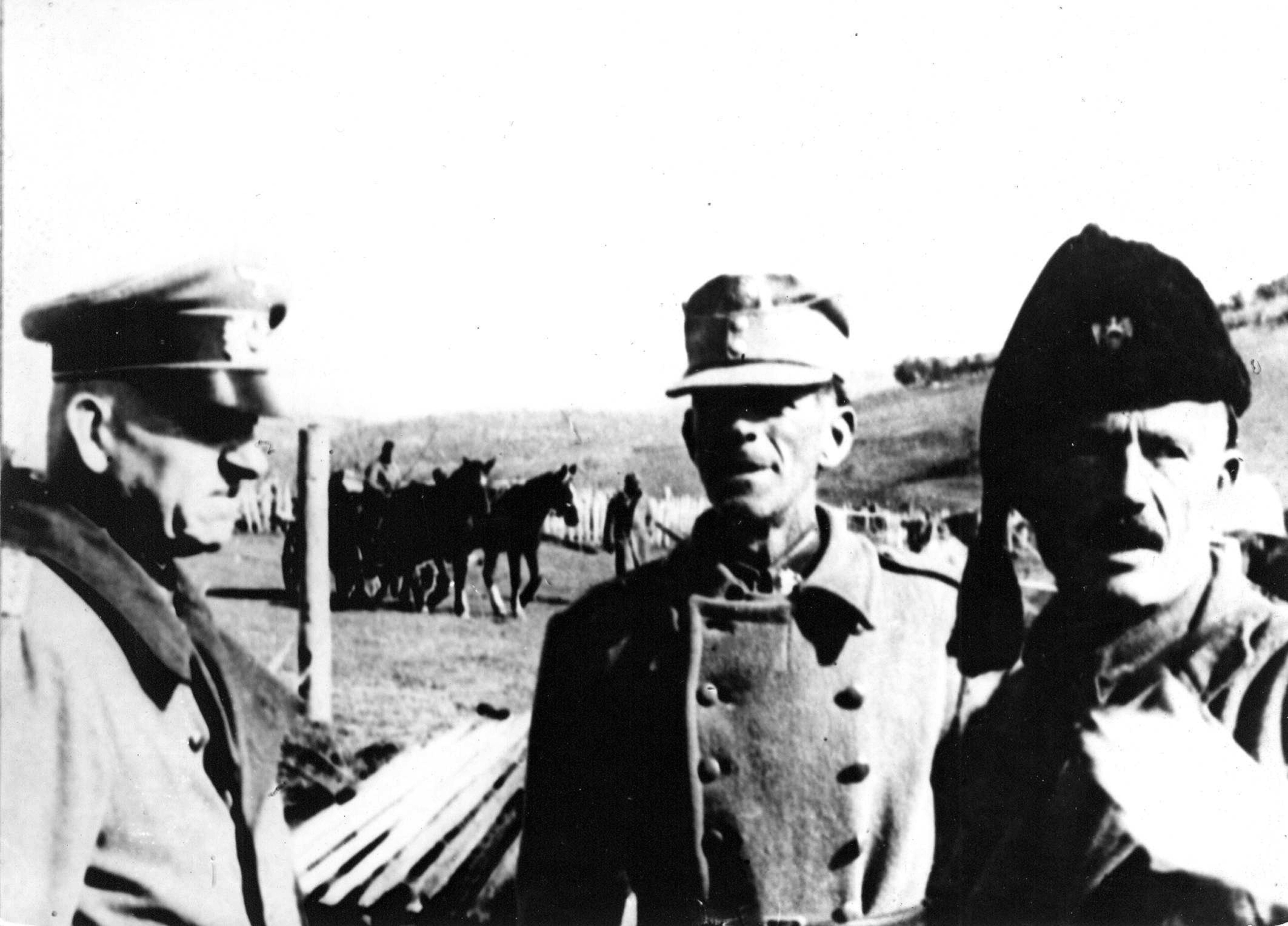
O Generalmajor Alemão (Brigadeiro) Friedrich Stahl está ao lado de um oficial Ustaše e comandante Chetnik Rade Radić no centro da Bósnia em meados de 1942.

Ao longo da guerra, o movimento Chetnik permaneceu inativo contra as forças de ocupação e colaborou cada vez mais com o Eixo, perdendo seu reconhecimento internacional como força de resistência iugoslava.    Após um breve período inicial de cooperação, os guerrilheiros e os chetniks rapidamente começaram a lutar uns contra os outros. Gradualmente, os chetniks acabaram lutando principalmente contra os guerrilheiros em vez das forças de ocupação, e começaram a cooperar com o Eixo em uma luta para destruir os guerrilheiros, recebendo quantidades crescentes de assistência logística. Mihailović admitiu a um coronel britânico que os principais inimigos dos chetniks eram "os guerrilheiros, os Ustasha, os muçulmanos, os croatas e por último os alemães e italianos" [nessa ordem]. 
No início do conflito, as forças de Chetnik estavam ativas na revolta contra a ocupação do Eixo e mantinham contatos e negociações com os guerrilheiros. Isso mudou quando as negociações foram interrompidas e eles passaram a atacar os últimos (que lutavam ativamente contra os alemães), enquanto continuavam a enfrentar o Eixo apenas em escaramuças menores. Atacar os alemães provocou forte retaliação e os chetniks começaram a negociar cada vez mais com eles para impedir mais derramamento de sangue. As negociações com os ocupantes foram auxiliadas pelo objetivo mútuo dos dois lados de destruir os guerrilheiros. Essa colaboração apareceu pela primeira vez durante as operações na "República de Užice" partidária, onde os chetniks participaram do ataque geral do Eixo. 

#### Colaboração com os italianos

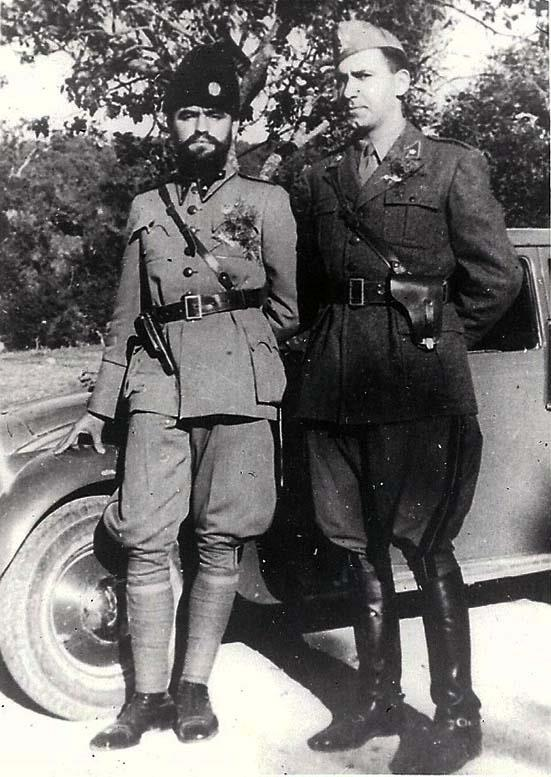
Comandante Chetnik Momčilo Đujić (esquerda) com um oficial italiano

A colaboração Chetnik com as forças de ocupação da Itália fascista ocorreu em três áreas principais: na Dalmácia ocupada pela Itália (e anexada pela Itália); no estado fantoche italiano de Montenegro; e na província de Ljubljana, anexada pela Itália e posteriormente ocupada pela Alemanha, na Eslovênia. A colaboração na Dalmácia e partes da Bósnia e Herzegovina foi a mais difundida. A divisão entre guerrilheiros e chetniks ocorreu anteriormente nessas áreas. 

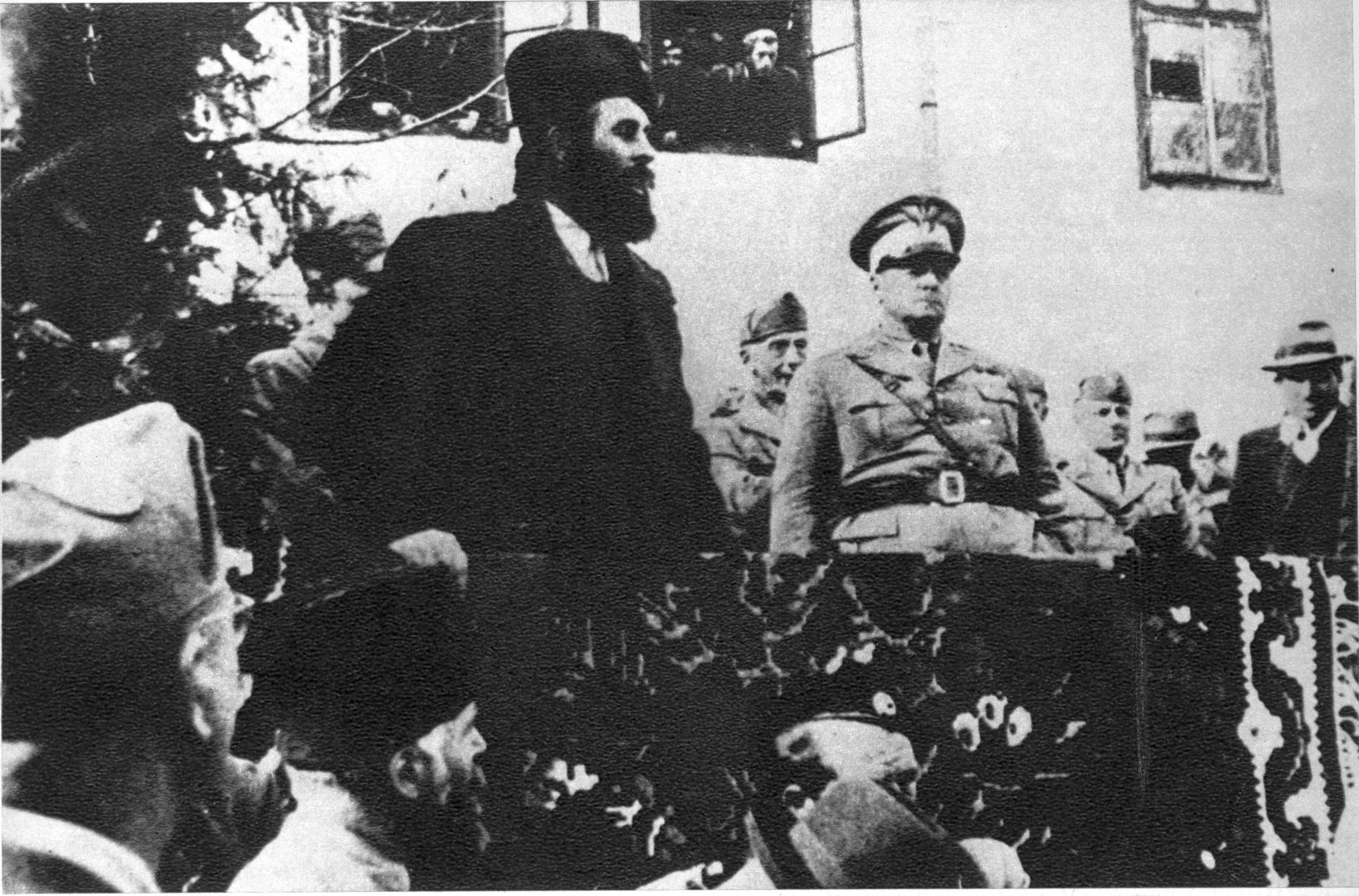
O comandante chetnik Pavle Đurišić (à esquerda) fazendo um discurso aos chetniks na presença do general Pirzio Biroli, governador italiano de Montenegro

Os guerrilheiros consideravam todas as forças de ocupação como "o inimigo fascista", enquanto os chetniks odiavam os Ustaše, mas se recusavam a lutar contra os italianos e abordaram o VI Corpo de Exército Italiano (General Renzo Dalmazzo, Comandante) já em julho e agosto de 1941 para assistência, através de um político sérvio da Lika, Stevo Rađenović . Em particular, Chetnik vojvodas ("líderes") Trifunović-Birčanin e Jevđević eram favoráveis aos italianos, acreditando que a ocupação italiana sobre toda a Bósnia-Herzegovina seria prejudicial à influência do estado Ustaše. Outra razão para a colaboração foi a necessidade de proteger os sérvios dos Ustaše e Balli Kombëtar.  Quando o Balli Kombëtar destinou o mosteiro Visoki Dečani para destruição, tropas italianas foram enviadas para proteger o mosteiro ortodoxo da destruição e destacaram aos chetniks a necessidade de colaboração. 
Por esta razão, eles buscaram uma aliança com as forças de ocupação italianas na Iugoslávia. Os chetniks perceberam que a Itália nos territórios ocupados implementava uma política tradicional de enganar os croatas com a ajuda dos sérvios e acreditavam que a Itália, em caso de vitória das potências do Eixo, favoreceria os sérvios em Lika, norte da Dalmácia e Bósnia e Herzegovina e que os sérvios autonomia seria criada nesta área sob o protetorado italiano. Os italianos (especialmente o general Dalmazzo) viam com bons olhos essas abordagens e esperavam primeiro evitar lutar contra os chetniks e depois usá-los contra os guerrilheiros, uma estratégia que eles pensaram que lhes daria uma "enorme vantagem". Um acordo foi concluído em 11 de janeiro de 1942 entre o representante do 2º Exército italiano, capitão Angelo De Matteis e o representante Chetnik para o sudeste da Bósnia, Mutimir Petković, e posteriormente assinado pelo delegado-chefe de Draža Mihailović na Bósnia, major Boško Todorović. Entre outras disposições do acordo, foi acordado que os italianos apoiariam as formações Chetnik com armas e provisões e facilitariam a libertação de "indivíduos recomendados" dos campos de concentração do Eixo (Jasenovac, Rab, etc.). O principal interesse dos chetniks e dos italianos seria ajudar uns aos outros no combate à resistência liderada pelos guerrilheiros.   De acordo com Martin, a trégua chetnik-italiana recebeu aprovação da inteligência britânica, pois foi vista como uma forma de obter informações.  Birčanin foi instruído a reunir informações sobre instalações portuárias, movimentos de tropas, operações de mineração e comunicações do Eixo em preparação para uma invasão aliada da costa de Dubrovnik marcada para 1943, uma invasão que nunca aconteceu.

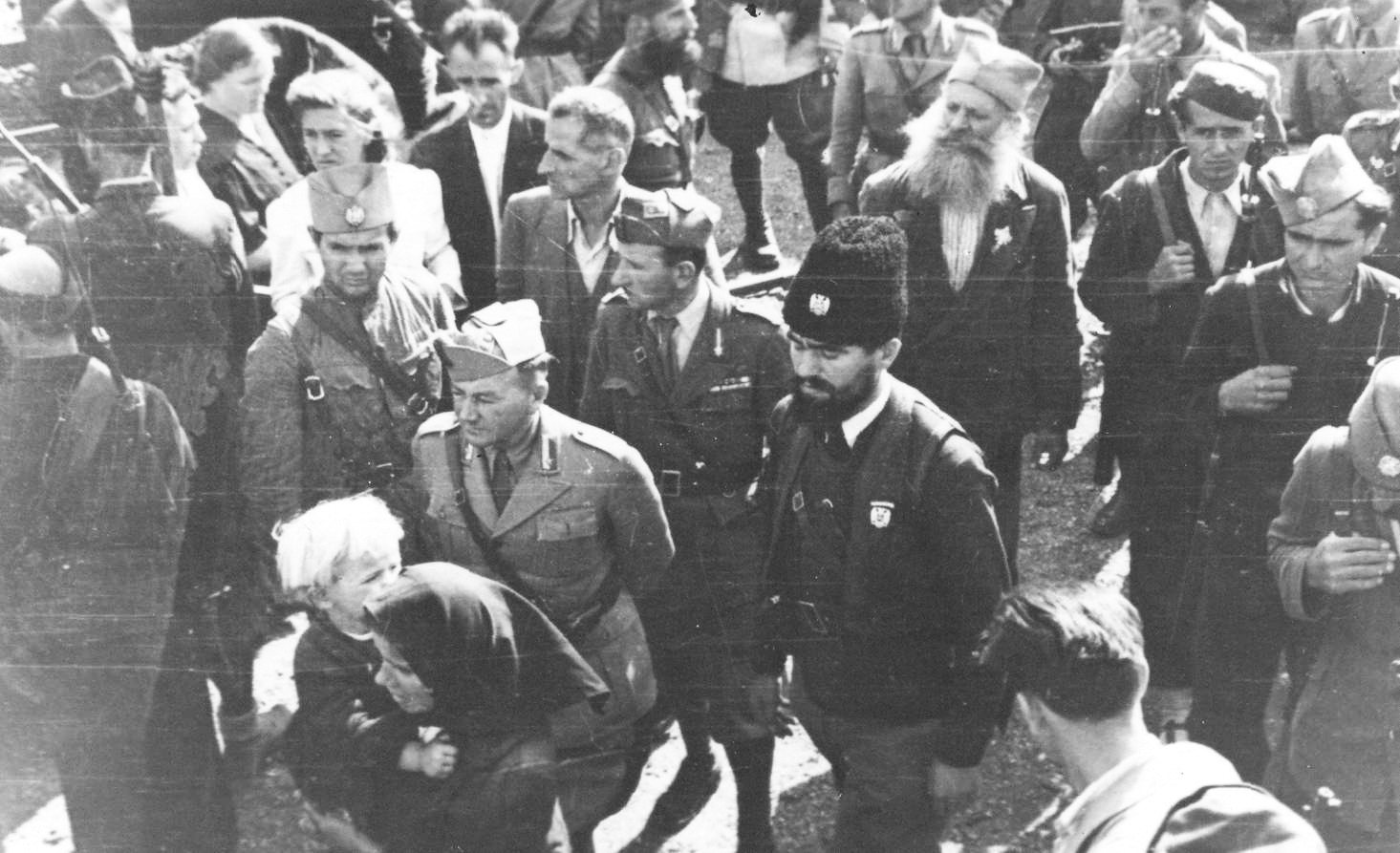
Momčilo Đujić com Chetniks e italianos

Nos meses seguintes de 1942, o general Mario Roatta, comandante do 2º Exército italiano, trabalhou no desenvolvimento de uma Linea di condotta ("Diretriz de Política") sobre as relações com Chetniks, Ustaše e Partisans. Em consonância com esses esforços, o general Vittorio Ambrosio delineou a política italiana na Iugoslávia: Todas as negociações com o (quisling) Ustaše deveriam ser evitadas, mas os contatos com os chetniks eram "aconselháveis". Quanto aos guerrilheiros, seria uma "luta até o amargo fim". Isso significava que o general Roatta estava essencialmente livre para agir em relação aos chetniks como bem entendesse.  Em abril de 1942, chetniks e italianos cooperaram em batalhas com guerrilheiros em torno de Knin.
Ele delineou os quatro pontos de sua política em seu relatório ao Estado-Maior do Exército Italiano:
Para apoiar os chetniks o suficiente para fazê-los lutar contra os comunistas, mas não tanto a ponto de permitir-lhes muita latitude em sua própria ação; exigir e garantir que os chetniks não lutem contra as forças e autoridades croatas; para permitir que eles lutem contra os comunistas por sua própria iniciativa (para que eles possam "se matar"); e, finalmente, para permitir que eles lutem em paralelo com as forças italianas e alemãs, como fazem os bandos nacionalistas [Chetniks e separatistas Verdes] em Montenegro.— General Mario Roatta, 1942

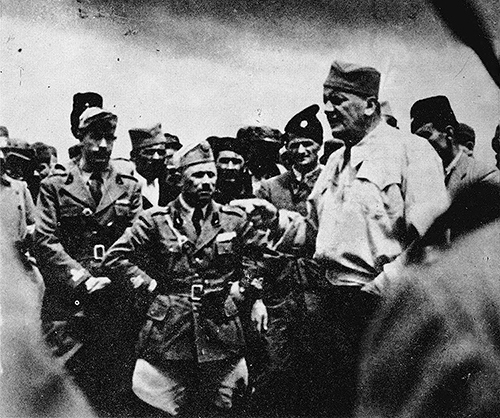
Chetnik comandante Dobroslav Jevđević conferindo com oficiais italianos em fevereiro de 1943

Durante 1942 e 1943, uma proporção esmagadora de forças Chetnik nas áreas controladas pelos italianos da Iugoslávia ocupada foram organizadas como forças auxiliares italianas na forma da Milícia Voluntária Anticomunista ( Milizia volontaria anti comunista, MVAC). De acordo com o general Giacomo Zanussi (então coronel e chefe de gabinete de Roatta), havia de 19.000 a 20.000 chetniks no MVAC apenas nas partes ocupadas pelos italianos do Estado Independente da Croácia. Os chetniks foram amplamente fornecidos com milhares de rifles, granadas, morteiros e peças de artilharia. Em um memorando datado de 26 de março de 1943 para o Estado-Maior do Exército Italiano, intitulado "A Conduta dos Chetniks".
A lealdade entre os chetniks e os italianos foi crucial para proteger os sérvios na região de Lika e da Dalmácia dos ataques contínuos dos Ustaše.  As forças italianas forneceram armas aos civis sérvios para proteger suas aldeias e acomodaram milhares de civis sérvios que escapavam do genocídio em andamento dos sérvios no Estado Independente da Croácia. Đujić usou esses eventos como forma de justificar a lealdade e quando Mihailović ordenou em fevereiro de 1943 para quebrar essa lealdade, Đujić recusou e afirmou que a quebra de uma trégua significaria a morte certa para dezenas de milhares de civis sérvios. 

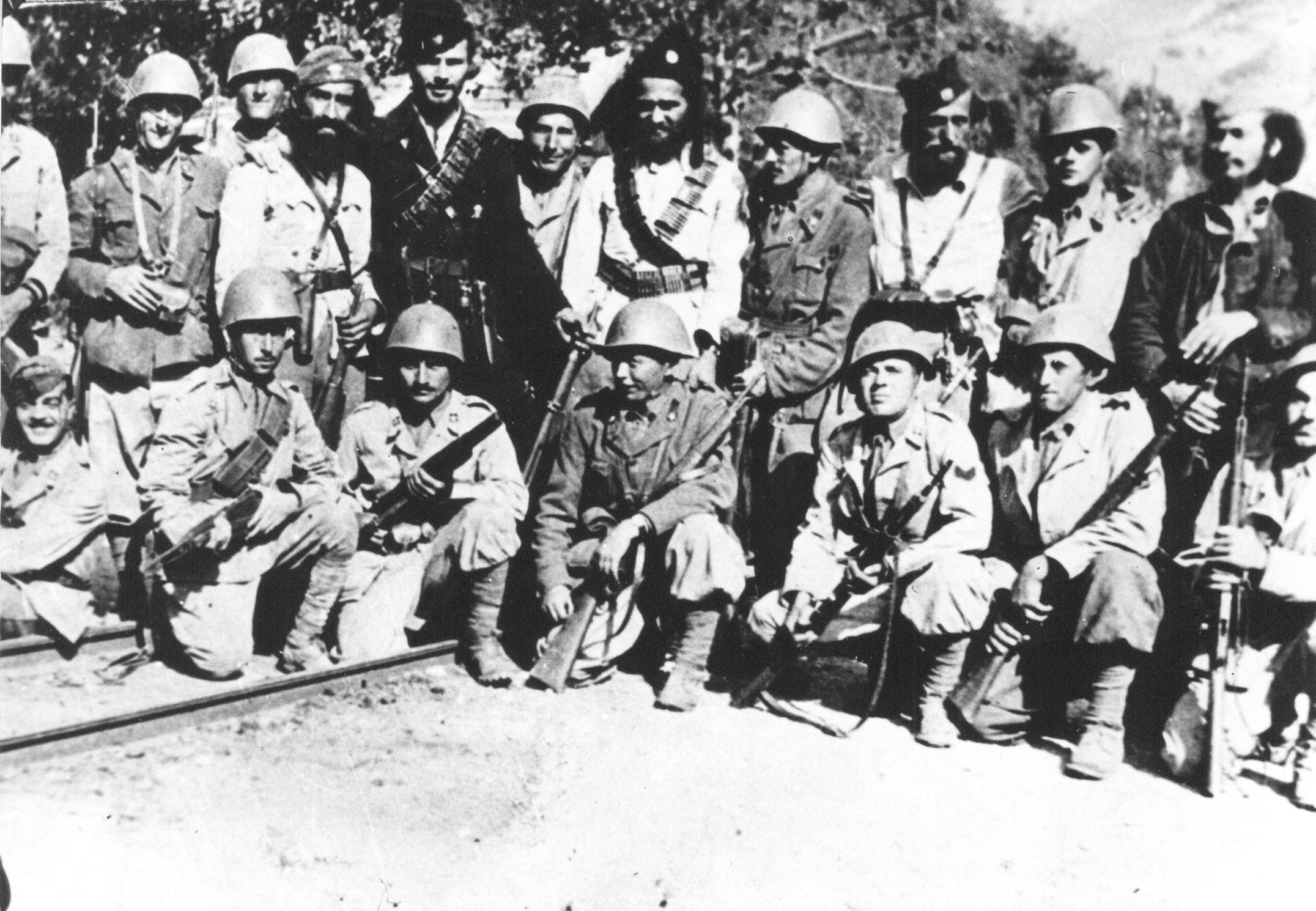
Chetniks e italianos em Jablanica em 1943

Oficiais italianos observaram que o controle final dessas unidades colaboradoras de Chetnik permaneceu nas mãos de Draža Mihailović e contemplaram a possibilidade de uma reorientação hostil dessas tropas à luz da mudança na situação estratégica. O comandante dessas tropas era Trifunović-Birčanin, que chegou a Split anexada à Itália em outubro de 1941 e recebeu suas ordens diretamente de Mihailović na primavera de 1942. Quando a Itália capitulou em 8 de setembro de 1943, todos os destacamentos Chetnik nas partes controladas pelos italianos do Estado Independente da Croácia haviam, em um momento ou outro, colaborado com os italianos contra os guerrilheiros.  Essa colaboração durou até a capitulação italiana, quando as tropas de Chetnik passaram a apoiar a ocupação alemã na tentativa de expulsar os guerrilheiros das cidades costeiras que os guerrilheiros libertaram após a retirada italiana.   Depois que os Aliados não desembarcaram na Dalmácia como esperavam, esses destacamentos chetniks entraram em colaboração com os alemães para evitar serem pegos entre os alemães e os guerrilheiros. 

#### Colaboração com o Estado Independente da Croácia

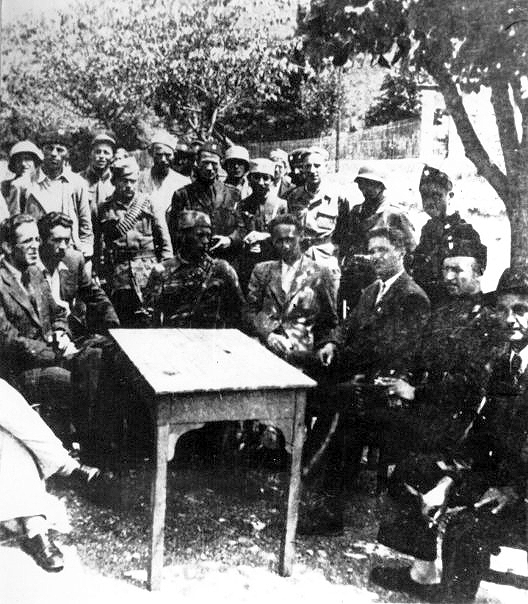
Representantes Chetnik reunidos na Bósnia com Ustaše e oficiais da Guarda Nacional Croata do Estado Independente da Croácia

Os grupos Chetnik estavam em desacordo fundamental com os Ustaše em praticamente todas as questões, mas encontraram um inimigo comum nos guerrilheiros, e esta foi a razão primordial para a colaboração que se seguiu entre as autoridades Ustaše do NDH e os destacamentos Chetnik na Bósnia. </link> O acordo entre o comandante major Emil Rataj e o comandante das organizações Chetnik na área de Mrkonjić Grad Uroš Drenović foi assinado em 27 de abril de 1942 após pesada derrota no conflito com o batalhão guerrilheiro de Kozara. As partes contratantes obrigadas a uma luta conjunta contra os guerrilheiros, em troca, as aldeias sérvias seriam protegidas pelas autoridades do NDH junto com os chetniks de "ataques de comunistas, os chamados guerrilheiros". Os comandantes Chetnik entre Vrbas e Sana em 13 de maio de 1942, fizeram uma confissão por escrito às autoridades do NDH sobre a cessação das hostilidades e que eles participariam voluntariamente da luta contra os guerrilheiros.

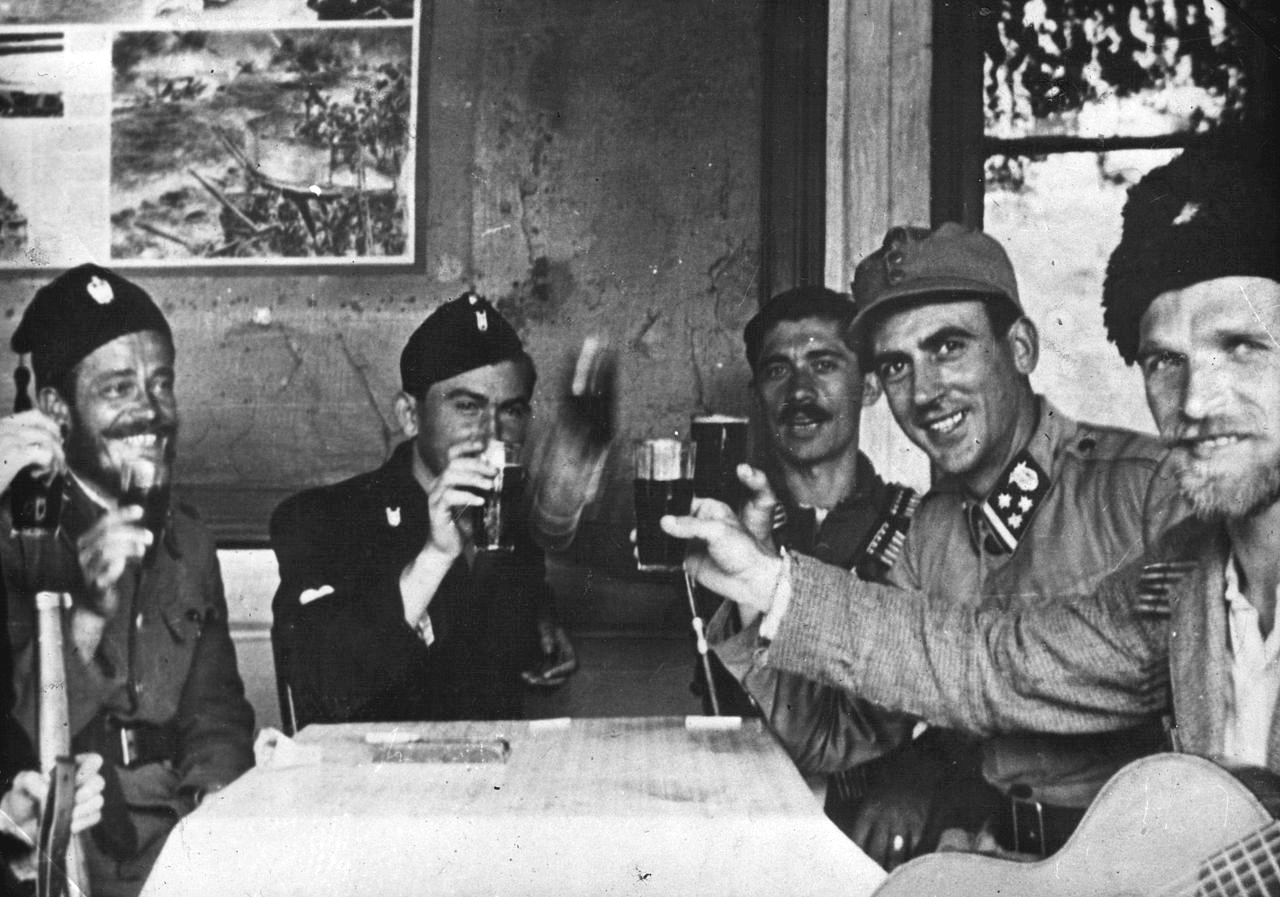
Comandante Chetnik Uroš Drenović (extrema esquerda) bebendo com a Guarda Nacional Croata e tropas Ustaše

Em Banja Luka, dois dias depois, foi assinado um acordo sobre a cessação das hostilidades contra os Chetniks na área entre Vrbas e Sana e sobre a retirada das unidades da Guarda Nacional desta área, entre Petar Gvozdić e os comandantes Chetnik Lazar Tešanović (Destacamento Chetnik "Obilić" ) e Cvetko Aleksić (destacamento Chetnik "Mrkonjić"). Depois de vários acordos assinados, os comandantes Chetnik em uma reunião perto de Kotor Varoš concluíram que os destacamentos Chetnik restantes também assinariam tais acordos porque perceberam que tais acordos trariam grandes benefícios para o movimento Chetnik. As autoridades do NDH durante maio e junho de 1942 assinaram tais acordos e com alguns destacamentos Chetniks do leste da Bósnia. O comandante do destacamento de Ozren Chetnik, Cvijetin Todić, solicitou uma reunião para chegar a um acordo com representantes das autoridades do NDH. Ante Pavelic nomeou pessoas para essas negociações e deu as seguintes condições: que voltassem para casa, entregassem as armas e fossem leais às autoridades do NDH. Em troca, foi prometido que todas as aldeias sérvias receberiam armas para lutar contra os guerrilheiros, que conseguiriam empregos estatais e os chetniks que se destacassem na luta contra os guerrilheiros receberiam condecorações e prêmios. Os destacamentos de Ozren e Trebava Chetnik assinaram este acordo em 28 de maio de 1942. Em 30 de maio de 1942, o destacamento Majevica Chetnik assinou um acordo com uma importante novidade neste acordo, os Chetniks da área de Ozren e Trebava receberam "poder de autogoverno", ou seja, autonomia que seria executada pelos comandantes dos Chetniks. Um acordo quase idêntico foi assinado em 14 de junho de 1942 com o destacamento Zenica Chetnik. No período posterior, acordos semelhantes foram assinados com destacamentos Chetnik na área de Lika e no norte da Dalmácia.
Durante as três semanas seguintes, três acordos adicionais foram assinados, cobrindo grande parte da área da Bósnia (compreendendo os destacamentos Chetnik dentro dela). Pela disposição desses acordos, os chetniks deveriam cessar as hostilidades contra o estado Ustaše, e os Ustaše estabeleceriam uma administração regular nessas áreas. De acordo com o relatório de Edmund Glaise-Horstenau de 26 de fevereiro de 1944, com base em dados oficiais do NDH, no território do NDH existiam trinta e cinco grupos Chetnik, dos quais dezenove grupos com 17.500 homens colaboraram com as autoridades croatas e alemãs, enquanto como rebeldes Chetniks existiam dezesseis grupos com 5.800- homem.  Os chetniks reconheceram a soberania do Estado Independente da Croácia e se tornaram um movimento legalizado nele.  A disposição principal, art. 5º do contrato, assim redigido:
Enquanto houver perigo dos bandos armados guerrilheiros, as formações Chetnik cooperarão voluntariamente com os militares croatas na luta e destruição dos guerrilheiros e nessas operações estarão sob o comando geral das forças armadas croatas. (... ) As formações Chetnik podem se envolver em operações contra os guerrilheiros por conta própria, mas isso eles terão que relatar, a tempo, aos comandantes militares croatas.— Acordo de colaboração Chetnik-Ustaše, 28 de maio de 1942
A conveniência militar e política explicou melhor esses acordos, como observa o historiador Enver Redžić: "Os acordos Ustasha-Chetnik não foram conduzidos por uma confluência de interesses nacionais sérvios e croatas nem por desejo mútuo de aceitação e respeito, mas sim porque cada lado precisava obstruir Avanços partidários."  Os acordos não impediram os crimes contra os sérvios pelos Ustaše ou contra os muçulmanos e croatas pelos Chetniks. Eles persistiram em áreas onde o outro tinha controle e em regiões onde não existiam acordos. 
A munição e provisões necessárias foram fornecidas aos chetniks pelos militares Ustaše. Os chetniks feridos em tais operações seriam atendidos em hospitais NDH, enquanto os órfãos e viúvas dos chetniks mortos em ação seriam apoiados pelo estado de Ustaše. As pessoas especificamente recomendadas pelos comandantes Chetnik seriam devolvidas dos campos de concentração Ustaše. Esses acordos cobriam a maioria das forças chetniks na Bósnia, a leste da linha de demarcação germano-italiana, e duraram a maior parte da guerra. Como as forças croatas estavam imediatamente subordinadas à ocupação militar alemã, a colaboração com as forças croatas era, de fato, uma colaboração indireta com os alemães.  
Embora a Divisão Dinara sob o comando de Đujić recebesse apoio do NDH, os chetniks sob o comando de Mihailović recusaram-se a colaborar com o NDH. Ao longo da guerra, Mihailović continuou a se referir ao NDH como um inimigo e engajou as forças Ustaše nas áreas de fronteira com a Sérvia.   A animosidade de Mihailović contra os Ustaše foi devido às políticas genocidas em curso do NDH contra a população sérvia e outros grupos minoritários. 
Fugindo dos guerrilheiros, em março de 1945, Pavle Đurišić negociou um acordo com os Ustaše e o separatista montenegrino apoiado por Ustaše, Sekula Drljević, para fornecer salvo-conduto para seus chetniks em todo o NDH.  Os Ustaše concordaram com isso, mas quando os Chetniks falharam em seguir a rota de retirada acordada, os Ustaše atacaram os Chetniks no Campo Lijevče, depois matando os comandantes capturados, enquanto os Chetniks restantes continuaram a se retirar para a Áustria com o NDH. 
O líder Ustaše, Ante Pavelić ordenou aos militares do NDH que dessem a Momčilo Đujić e aos Chetniks da sua Divisão Dinara uma "passagem ordenada e desimpedida",  com a qual Đujić e as suas forças fugiram através do NDH para a Eslovénia e Itália. Como ele próprio admitiu, em abril de 1945, Ante Pavelić recebeu "dois generais do quartel-general de Draža Mihailović e chegou a um acordo com eles sobre uma luta conjunta contra os comunistas de Tito". No início de maio de 1945, as forças de Chetnik retiraram-se de Zagreb, controlado por Ustaše; muitos deles foram posteriormente mortos, junto com os Ustaše capturados, pelos guerrilheiros como parte das repatriações de Bleiburg.

### Caso Branco
Uma importante colaboração Chetnik com o Eixo ocorreu durante a "Batalha de Neretva", a fase final do "Caso Branco", conhecida na historiografia iugoslava como a "Quarta Ofensiva Inimiga". Em 1942, as forças partidárias estavam em ascensão, tendo estabelecido grandes territórios libertados na Bósnia e Herzegovina. As forças Chetnik, em parte devido à sua colaboração com a ocupação italiana, também estavam a ganhar força, mas não eram páreo para os Partidários e necessitavam do apoio logístico do Eixo para atacar os territórios libertados. À luz da mudança da situação estratégica, Hitler e o alto comando alemão decidiram desarmar os Chetniks e destruir os Partisans para sempre. Apesar da insistência de Hitler, as forças italianas acabaram por recusar desarmar os Chetniks (tornando assim impossível essa acção), sob a justificativa de que as forças de ocupação italianas não se podiam dar ao luxo de perder os Chetniks como aliados na manutenção da ocupação.

#### Colaboração com os alemães

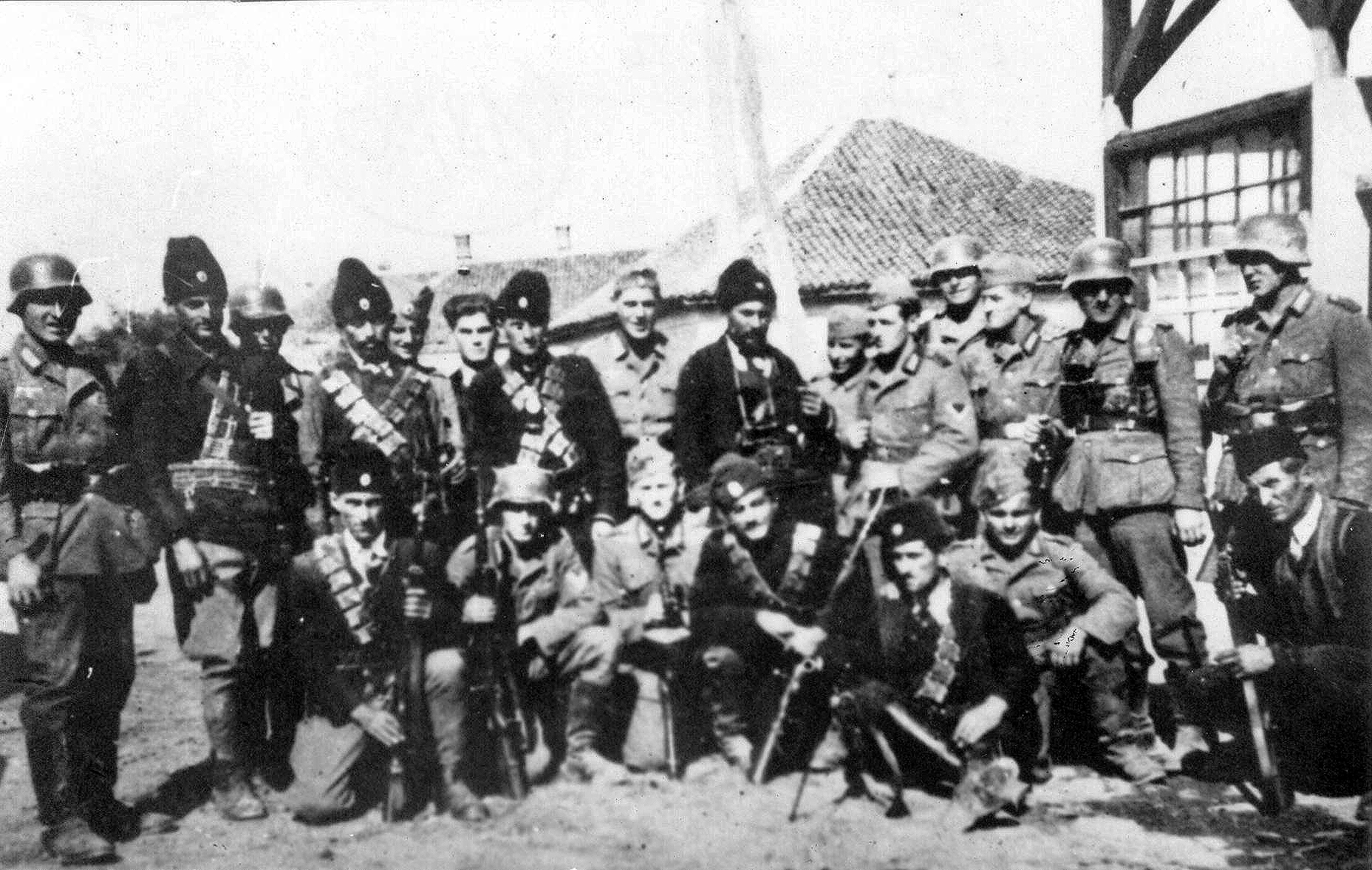
Um grupo de Chetniks posa com soldados alemães em uma vila não identificada na Sérvia

Quando os alemães invadiram a Iugoslávia, encontraram nos Chetniks uma organização treinada e adaptada para a guerra de guerrilha.  Embora tenha havido alguns confrontos entre os alemães e os Chetniks já em maio de 1941, Mihailović pensou na resistência em termos de criação de uma organização que, quando chegasse o momento, se levantaria contra as forças de ocupação.  A política britânica em relação aos movimentos de resistência europeus consistia em impedi-los de actividades que levariam à sua destruição prematura, e esta política coincidiu inicialmente com os conceitos com base nos quais o movimento de Mihailović estava a ser operado.  Para se dissociar dos Chetniks que colaboravam com os alemães, Mihailović inicialmente chamou seu movimento de "Movimento Ravna Gora". 
Já na Primavera de 1942, os alemães favoreceram o acordo de colaboração que os Ustaše e os Chetniks tinham estabelecido numa grande parte da Bósnia e Herzegovina. Uma vez que os militares Ustaše foram fornecidos e imediatamente subordinados à ocupação militar alemã, a colaboração entre os dois constituiu uma colaboração indireta entre a Alemanha e o Chetnik. Tudo isto foi favorável aos alemães principalmente porque o acordo foi dirigido contra os guerrilheiros, contribuiu para a pacificação de áreas significativas para os suprimentos de guerra alemães e reduziu a necessidade de tropas de ocupação alemãs adicionais (já que os chetniks estavam ajudando na ocupação). Após a capitulação italiana em 8 de setembro de 1943, a 114ª Divisão Jäger alemã até incorporou um destacamento Chetnik no seu avanço para retomar a costa do Adriático dos Partidários que a libertaram temporariamente.  O relatório sobre a colaboração alemão-Chetnik do XV Corpo de Exército em 19 de novembro de 1943 com o 2º Exército Panzer afirma que os Chetniks estavam "apoiando-se nas forças alemãs" por quase um ano. 

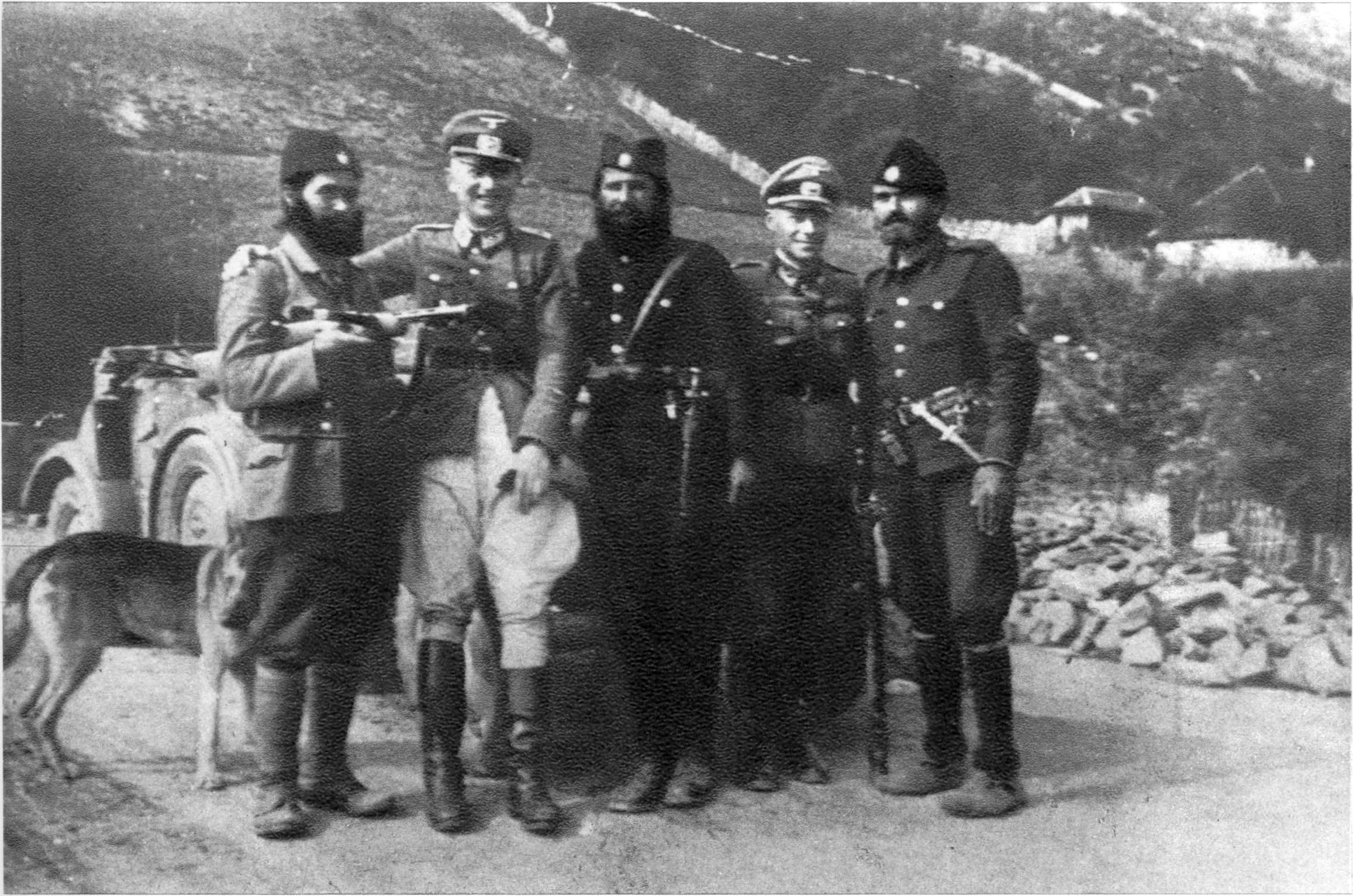
Um grupo de Chetniks posa com oficiais alemães

A colaboração germano-Chetnik entrou numa nova fase após a rendição italiana, porque os alemães tinham agora de policiar uma área muito maior do que antes e combater os guerrilheiros em toda a Jugoslávia. Consequentemente, liberalizaram significativamente a sua política em relação aos Chetniks e mobilizaram todas as forças nacionalistas sérvias contra os Partidários. O 2º Exército Panzer supervisionou esses desenvolvimentos: o XV Corpo de Exército foi agora oficialmente autorizado a utilizar as tropas Chetniks e forjar uma "aliança local". O primeiro acordo formal e direto entre as forças de ocupação alemãs e os Chetniks ocorreu no início de outubro de 1943 entre a 373ª Divisão de Infantaria (croata) liderada pelos alemães e um destacamento de Chetniks sob o comando de Mane Rokvić operando no oeste da Bósnia e em Lika. Posteriormente, os alemães até usaram tropas Chetnik para serviço de guarda em Split, Dubrovnik, Šibenik e Metković ocupadas. 
As tropas do NDH não foram utilizadas, apesar das exigências de Ustaše, pois as deserções em massa das tropas croatas para os guerrilheiros as tornaram pouco confiáveis. A partir deste ponto, a ocupação alemã começou a "favorecer abertamente" as tropas Chetnik (sérvias) em detrimento das formações croatas do NDH, devido às disposições pró-partidárias das bases croatas. Os alemães prestaram pouca atenção aos frequentes protestos de Ustaše sobre isso.  

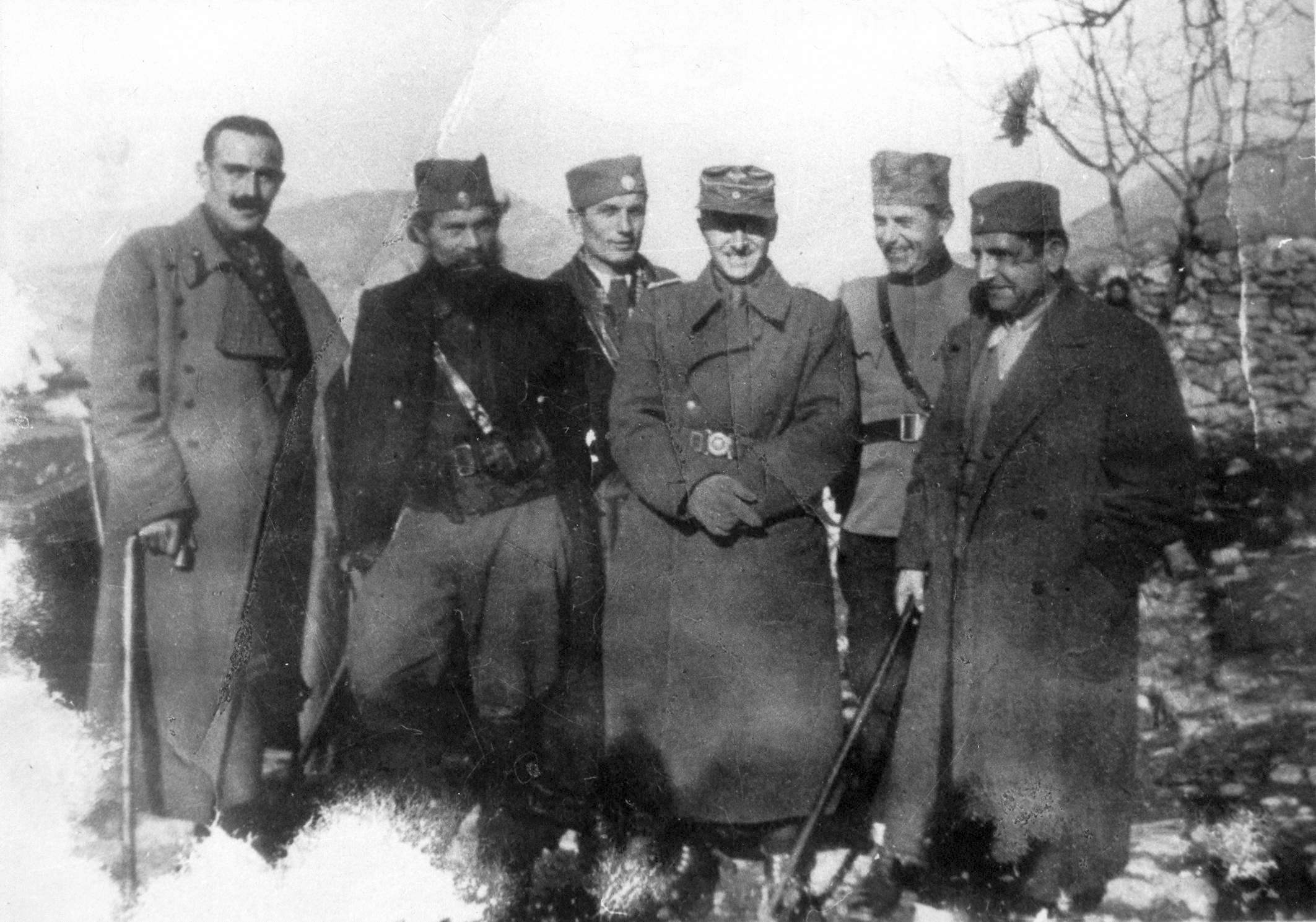
Comandante Chetnik Đorđije Lašić (primeiro da direita) com oficial alemão e Chetniks em Podgorica 1944

O Major da Ustaše Mirko Blaž (Vice-Comandante, 7ª Brigada da Guarda Pessoal de Poglavnik) observou que:
Os alemães não se interessam por política, encaram tudo do ponto de vista militar. Eles precisam de tropas que possam ocupar certas posições e limpar certas áreas dos Partidários. Se eles nos pedirem para fazer isso, não podemos fazê-lo. Os Chetniks podem.— Major Mirko Blaž, 5 de março de 1944.
Ao avaliar a situação na parte ocidental do Território do Comandante Militar na Sérvia, Bósnia, Lika e Dalmácia, o Capitão Merrem, oficial de inteligência do comandante-em-chefe alemão no sudeste da Europa, foi "cheio de elogios" às unidades Chetnik colaborar com os alemães e pelas relações tranquilas entre os alemães e as unidades Chetnik no terreno. Além disso, o Chefe do Estado-Maior do 2º Exército Panzer observou numa carta ao oficial de ligação Ustaše que os Chetniks que lutavam contra os Partidários no Leste da Bósnia estavam "dando uma contribuição valiosa para o estado croata" e que o 2º Exército "recusou-se em princípio" aceitar reclamações croatas contra a utilização destas unidades. A colaboração germano-Chetnik continuou a ocorrer até o final da guerra, com a aprovação tácita de Draža Mihailović e do Comando Supremo Chetnik no Território do Comandante Militar na Sérvia. Embora o próprio Mihailović nunca tenha assinado quaisquer acordos, ele endossou a política com o propósito de eliminar a ameaça partidária.  
O marechal de campo Maximilian von Weichs comentou:
Embora ele próprio (Draža Mihailović) se tenha abstido astutamente de dar a sua opinião pessoal em público, sem dúvida para ter carta branca para qualquer eventualidade (por exemplo, o desembarque dos Aliados nos Balcãs), ele permitiu que os seus comandantes negociassem com os alemães e cooperassem com eles. E eles fizeram isso, cada vez mais...— Marechal de Campo Maximilian von Weichs, 1945
A perda do apoio aliado em 1943 fez com que os chetniks se inclinassem mais do que nunca para os alemães em busca de assistência contra os guerrilheiros. Em 14 de agosto de 1944, o acordo Tito-Šubašić entre os guerrilheiros e o rei iugoslavo e o governo no exílio foi assinado na ilha de Vis. O documento apelava a todos os croatas, eslovenos e sérvios para se juntarem aos partidários. Mihailović e os Chetniks recusaram-se a seguir a ordem e a cumprir o acordo e continuaram a enfrentar os Partidários (agora a força aliada oficial da Iugoslávia). Consequentemente, em 29 de agosto de 1944, o rei Pedro II demitiu Mihailović do cargo de Chefe do Estado-Maior do Exército Iugoslavo e em 12 de setembro nomeou o marechal Tito em seu lugar. Neste ponto, Tito tornou-se o primeiro-ministro do estado iugoslavo e do governo conjunto.

#### Colaboração com o Governo de Salvação Nacional
No Território do Comandante Militar na Sérvia, os alemães instalaram inicialmente Milan Aćimović, como líder, mas depois substituíram-no pelo general Milan Nedić, antigo ministro da guerra, que governou até 1944. Em vez disso, Aćimović serviu mais tarde como o principal elo de ligação entre os alemães e os chetniks.  Na segunda metade de agosto de 1941, antes de Nedić assumir o poder, os alemães combinaram com Kosta Pećanac a transferência de vários milhares de seus chetniks para servirem como auxiliares da gendarmaria.  A colaboração entre o Governo de Salvação Nacional e os Chetniks de Mihailović começou no outono de 1941 e durou até o fim da ocupação alemã. 
Nedić inicialmente se opôs firmemente a Mihailović e aos Chetniks. Em 4 de setembro de 1941, Mihailović enviou o major Aleksandar Mišić e Miodrag Pavlović para uma reunião com Nedić e nada foi conseguido. Depois que Mihailović mudou sua política de cooperação moderada com os guerrilheiros para se tornar hostil a eles e cessar a atividade anti-alemã no final de outubro de 1941, Nedić relaxou sua oposição. Em 15 de outubro, o coronel Milorad Popović, agindo em nome de Nedić, deu a Mihailović cerca de 500.000 dinares (além de uma quantia igual dada em 4 de outubro) para persuadir os Chetniks a colaborar. Em 26 de outubro de 1941, Popović deu 2.500.000 dinares adicionais. 
Em meados de novembro de 1941, Mihailović colocou 2.000 dos seus homens sob o comando direto de Nedić e pouco depois estes homens juntaram-se aos alemães numa operação antipartidária.  Quando os alemães lançaram a Operação Mihailović em 6-7 de dezembro de 1941, com a intenção de capturar Mihailović e remover seu quartel-general em Ravna Gora, ele escapou, provavelmente porque foi avisado do ataque de Aćimović em 5 de dezembro.
Em junho de 1942, Mihailović deixou o Território do Comandante Militar na Sérvia e foi para Montenegro e ficou fora de contato com as autoridades de Nedić até retornar. Em setembro de 1942, Mihailović orquestrou a desobediência civil contra o governo Nedić através do uso de folhetos e mensagens clandestinas de transmissores de rádio.  Esta obediência civil pode ter sido orquestrada para ser usada como disfarce para conduzir operações de sabotagem em linhas ferroviárias usadas para abastecer as forças do Eixo no Norte de África, no entanto, tem sido contestada.  No outono de 1942, os Chetniks de Mihailović (e Pećanac) que haviam sido legalizados pela administração Nedić foram dissolvidos. Em 1943, Nedić temia que os Chetniks se tornassem os principais colaboradores dos alemães e depois que os Chetniks assassinaram Ceka Đorđević, vice-ministro de assuntos internos, em março de 1944 ele optou por substituí-lo por um Chetnik proeminente na esperança de acabar com a rivalidade. Um relatório preparado em abril de 1944 pelo Escritório de Serviços Estratégicos dos EUA comentou que:
(Mihailović) deve ser visto da mesma forma que Nedić, Ljotić e as forças de ocupação búlgaras.— Relatório do Escritório de Serviços Estratégicos, abril de 1944
Em meados de agosto de 1944, Mihailović, Nedić e Dragomir Jovanović reuniram-se secretamente na aldeia de Ražani, onde Nedić concordou em dar cem milhões de dinares como salários e em solicitar aos alemães armas e munições para Mihailović. Em 6 de setembro de 1944, sob a autoridade dos alemães e formalização por Nedić, Mihailović assumiu o comando de toda a força militar da administração Nedić, incluindo a Guarda Estatal Sérvia, o Corpo de Voluntários Sérvios e a Guarda de Fronteira Sérvia.

#### Contatos com a Hungria
Em meados de 1943, o Estado-Maior Húngaro organizou um encontro entre um oficial sérvio do regime de Nedić e Mihailović. O oficial foi instruído a expressar a Mihailović o pesar da Hungria pelo massacre de Novi Sad e a prometer que os responsáveis seriam punidos. A Hungria reconheceu Mihailović como o representante do governo jugoslavo no exílio e pediu-lhe, no caso de um desembarque dos Aliados nos Balcãs, que não entrasse na Hungria com as suas tropas, mas que deixasse a questão da fronteira para a conferência de paz. Após o estabelecimento do contato, alimentos, remédios, munições e cavalos foram enviados para Mihailović. Durante a sua visita a Roma em abril de 1943, o primeiro-ministro Miklós Kállay falou sobre a cooperação ítalo-húngara com os chetniks, mas Mussolini disse que favorecia Tito. 
A Hungria também tentou contactar Mihailović através do representante do governo real iugoslavo em Istambul, a fim de cooperar contra os guerrilheiros. O Ministro dos Negócios Estrangeiros jugoslavo, Momčilo Ninčić, teria enviado uma mensagem a Istambul pedindo aos húngaros que enviassem um enviado e um político sérvio dos territórios ocupados pela Hungria para negociar. Nada resultou destes contactos, mas Mihailović enviou um representante, Čedomir Bošnjaković, a Budapeste. Por sua vez, os húngaros enviaram armas, medicamentos e libertaram prisioneiros de guerra sérvios dispostos a servir com os chetniks no Danúbio. 
Após a ocupação alemã da Hungria em março de 1944, a relação Chetnik foi um dos poucos contactos estrangeiros independentes da influência alemã que a Hungria teve. Um diplomata húngaro, L. Hory, anteriormente destacado em Belgrado, visitou duas vezes Mihailović na Bósnia, e os húngaros continuaram a enviar-lhe munições, mesmo através do território croata.  O último contato entre Mihailović e a Hungria ocorreu em 13 de outubro de 1944, pouco antes do golpe de 15 de outubro patrocinado pela Alemanha. 

### Táticas terroristas e ações de "limpeza étnica"
A ideologia Chetnik girava em torno da noção de uma Grande Sérvia dentro das fronteiras da Iugoslávia, a ser criada a partir de todos os territórios em que os sérvios fossem encontrados, mesmo que os números fossem pequenos. Este objectivo foi durante muito tempo a base do movimento por uma Grande Sérvia. Durante a ocupação do Eixo, a noção de limpeza ou “limpeza étnica” destes territórios foi introduzida em grande parte em resposta aos massacres de sérvios pelos Ustashe no Estado Independente da Croácia.  No entanto, os maiores massacres de Chetnik ocorreram no leste da Bósnia, onde precederam quaisquer operações significativas da Ustashe.  De acordo com Pavlowitch, as táticas terroristas foram cometidas por comandantes locais da organização Chetnik. Mihailović desaprovou estes actos de limpeza étnica contra civis, mas não tomou medidas para impedir estes actos de terror, dada a falta de comando que tinha sobre os comandantes locais e os métodos rudimentares de comunicação que existiam na estrutura de comando de Chetnik. 
Antes da eclosão da Segunda Guerra Mundial, o uso de tácticas terroristas tinha uma longa tradição na área, à medida que vários grupos oprimidos procuravam a sua liberdade e atrocidades eram cometidas por todas as partes envolvidas no conflito na Jugoslávia.  Durante os primeiros estágios da ocupação, os Ustaše também recrutaram vários muçulmanos para ajudar nas perseguições aos sérvios, e embora apenas um número relativamente pequeno de croatas e muçulmanos se envolvessem nessas atividades, e muitos se opusessem a elas, essas ações iniciaram um ciclo de violência e retribuição entre católicos, ortodoxos e muçulmanos, à medida que cada um procurava livrar os outros dos territórios que controlavam. 
Em particular, os ideólogos Ustaše estavam preocupados com a grande minoria sérvia no NDH e iniciaram actos de terror em larga escala em Maio de 1941. Dois meses depois, em Julho, os alemães protestaram contra a brutalidade destas acções. Seguiram-se represálias, como no caso de Nevesinje, onde os camponeses sérvios organizaram uma revolta em resposta à perseguição, expulsaram a milícia Ustaše, mas depois envolveram-se em represálias, matando centenas de muçulmanos e alguns croatas, a quem associaram aos Ustaše. 
Uma diretiva datada de 20 de dezembro de 1941, dirigida aos comandantes recém-nomeados em Montenegro, Major Đorđije Lašić e Capitão Pavle Đurišić, delineou, entre outras coisas, a limpeza das populações não-sérvias, a fim de criar uma Grande Sérvia: 
1. A luta pela liberdade de toda a nossa nação sob o cetro de Sua Majestade o Rei Pedro II;
2. a criação de uma Grande Jugoslávia e dentro dela de uma Grande Sérvia que será etnicamente pura e incluirá a Sérvia, Montenegro, Bósnia e Herzegovina, Srijem, o Banat e Bačka;
3. a luta pela inclusão na Jugoslávia de todos os territórios eslovenos ainda não libertados sob o domínio italiano e alemão (Trieste, Gorizia, Ístria e Caríntia), bem como da Bulgária e do norte da Albânia com Skadar;
4. a limpeza do território estatal de todas as minorias nacionais e elementos a-nacionais;
5. a criação de fronteiras contíguas entre a Sérvia e Montenegro, bem como entre a Sérvia e a Eslovénia, eliminando a população muçulmana de Sandžak e as populações muçulmanas e croatas da Bósnia e Herzegovina.

A autenticidade da directiva é contestada.  Alguns atribuíram a diretiva como tendo vindo de Mihailović.    Outros alegaram que não existe nenhum original e que pode ter sido uma falsificação feita por Đurišić para atender aos seus propósitos.   O quartel-general de Mihailović enviou mais instruções ao comandante da Segunda Brigada Sarajevo Chetnik esclarecendo o objetivo: "Deve ficar claro para todos que, depois da guerra ou quando for o momento apropriado, concluiremos nossa tarefa e que ninguém, exceto os sérvios, permanecerá em terras sérvias. Explique isso ao [nosso] pessoal e garanta que eles façam disso a sua prioridade. Você não pode colocar isso por escrito ou anunciá-lo publicamente, porque os turcos [muçulmanos] também ouviriam sobre isso, e isso não deve ser divulgado de boca em boca." 
Os Chetniks massacraram sistematicamente os muçulmanos nas aldeias que capturaram. No final do outono de 1941, os italianos entregaram as cidades de Višegrad, Goražde, Foča e arredores, no sudeste da Bósnia, aos Chetniks para funcionarem como uma administração fantoche e as forças do NDH foram obrigadas pelos italianos a retirar-se de lá.  Depois que os Chetniks ganharam o controle de Goražde em 29 de novembro de 1941, eles começaram um massacre de prisioneiros da Guarda Nacional e oficiais do NDH que se tornou um massacre sistemático da população civil muçulmana local, com várias centenas de assassinados e seus corpos deixados pendurados na cidade ou jogado no rio Drina. Em 5 de dezembro de 1941, os Chetniks receberam a cidade de Foča dos italianos e massacraram cerca de quinhentos muçulmanos.  Em agosto de 1942, destacamentos sob o comando de Zaharije Ostojić mataram pelo menos 2.000 muçulmanos na área de Čajniče e Foča. Desde a primavera de 1942, em certas ações militares de chetniks e italianos em Lika, norte da Dalmácia, Gorski kotar e Kordun, os assassinatos tornaram-se mais frequentes enquanto aldeias eram saqueadas e queimadas. A maioria das vítimas foram activistas do NOP e suas famílias, enquanto a população daquela área foi intimidada, especialmente os sérvios. A proclamação de Momčilo Đujić em 1942 para a população de Lika e do oeste da Bósnia ordenou que todas as unidades Chetnik "ocupassem todas as aldeias e cidades e tomassem todo o poder em suas mãos ", ameaçando "destruir todos os assentamentos" se resistissem, independentemente de estes os assentamentos são croatas ou sérvios. Massacres adicionais contra os muçulmanos na área de Foča ocorreram em agosto de 1942. No total, mais de duas mil pessoas foram mortas em Foča. 
No início de Janeiro, os Chetniks entraram em Srebrenica e mataram cerca de mil civis muçulmanos na cidade e nas aldeias vizinhas. Na mesma época, os Chetniks dirigiram-se para Višegrad, onde as mortes teriam chegado aos milhares. Os massacres continuaram nos meses seguintes na região.  Só na aldeia de Žepa, cerca de trezentos foram mortos no final de 1941. No início de janeiro, os chetniks massacraram cinquenta e quatro muçulmanos em Čelebić e incendiaram a aldeia. Em 3 de março, um contingente de Chetniks queimou até a morte quarenta e dois aldeões muçulmanos em Drakan. 

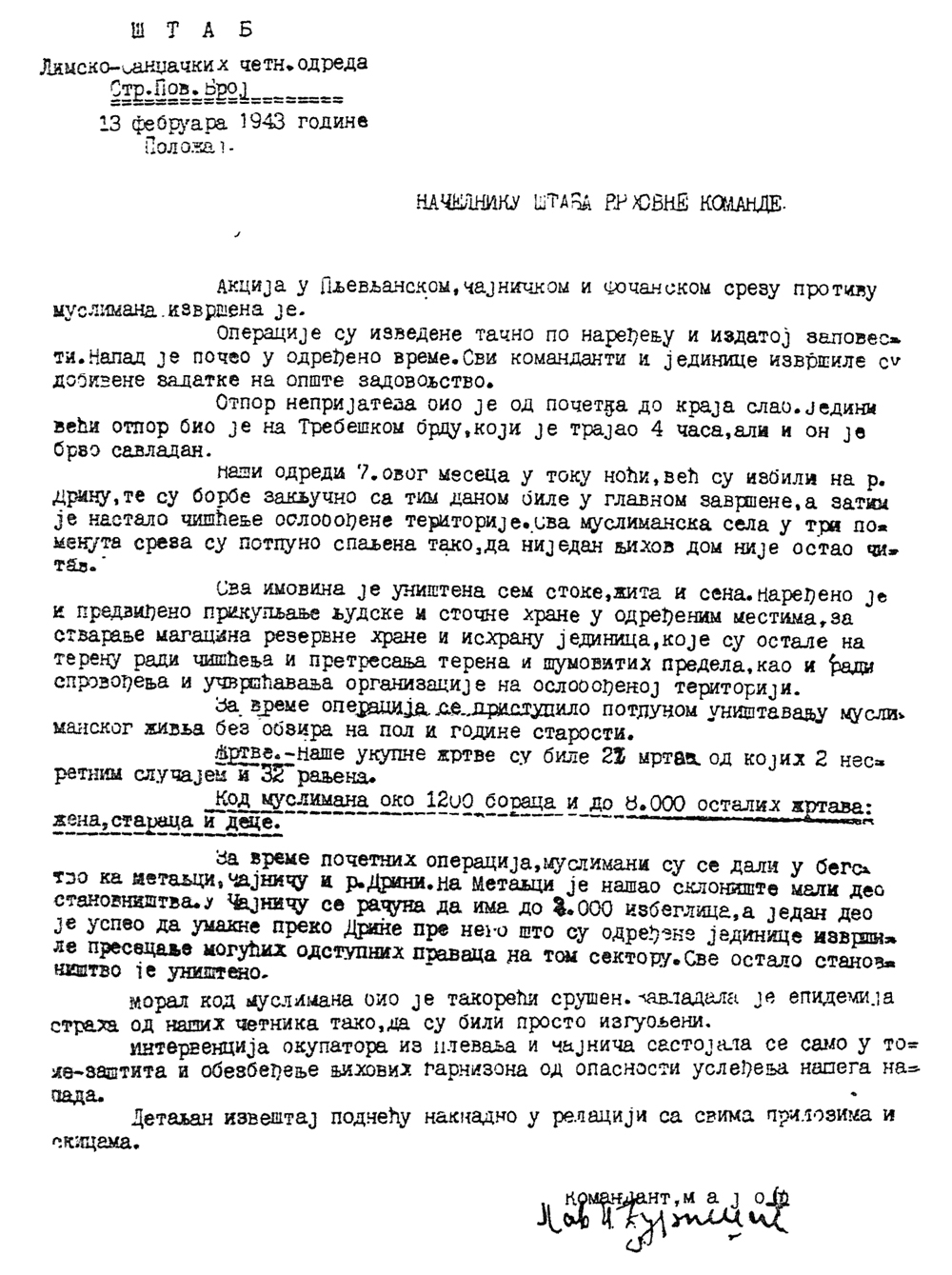
Relatório de Đurišić de 13 de fevereiro de 1943 detalhando os massacres de muçulmanos nos condados de Čajniče e Foča, no sudeste da Bósnia, e no condado de Pljevlja, em Sandžak

No início de janeiro de 1943 e novamente no início de fevereiro, as unidades montenegrinas de Chetnik foram ordenadas a realizar "ações de limpeza" contra os muçulmanos, primeiro no condado de Bijelo Polje em Sandžak e depois em fevereiro no condado de Čajniče e parte do condado de Foča no sudeste da Bósnia. e em parte do condado de Pljevlja em Sandžak.  Em 10 de janeiro de 1943, Pavle Đurišić, o oficial Chetnik encarregado dessas operações, apresentou um relatório a Mihailović, Chefe do Estado-Maior do Comando Supremo. O seu relatório incluiu os resultados destas "operações de limpeza", que segundo Tomasevich, foram que "trinta e três aldeias muçulmanas foram incendiadas e 400 combatentes muçulmanos (membros da milícia muçulmana de autoprotecção apoiada pelos italianos) e cerca de 1.000 mulheres e crianças foram mortas, contra 14 Chetnik mortos e 26 feridos”. 
Em outro relatório enviado por Đurišić datado de 13 de fevereiro de 1943, ele relatou que: "Os Chetniks mataram cerca de 1.200 combatentes muçulmanos e cerca de 8.000 idosos, mulheres e crianças; as perdas dos Chetniks na ação foram de 22 mortos e 32 feridos".  Acrescentou que “durante a operação a destruição total dos habitantes muçulmanos foi realizada independentemente do sexo e da idade”.  O número total de mortes em operações anti-muçulmanas entre janeiro e fevereiro de 1943 é estimado em 10.000. A taxa de baixas teria sido maior se um grande número de muçulmanos já não tivesse fugido, a maioria para Sarajevo, quando a acção de Fevereiro começou. 
De acordo com uma declaração do Comando Supremo de Chetnik de 24 de fevereiro de 1943, estas foram contramedidas tomadas contra as atividades agressivas muçulmanas; no entanto, todas as circunstâncias mostram que estes massacres foram cometidos de acordo com a implementação da directiva de 20 de Dezembro de 1941.  Em Março de 1943, Mihailović listou a acção Chetnik em Sandžak como um dos seus sucessos, observando que tinham "liquidado todos os muçulmanos nas aldeias exceto aqueles nas pequenas cidades". 
As ações contra os croatas foram em menor escala, mas semelhantes em ação.  No verão de 1941, Trubar, Bosansko Grahovo e Krnjeuša foram os locais dos primeiros massacres e outros ataques contra croatas étnicos no sudoeste da Krajina da Bósnia. Ao longo de agosto e setembro de 1942, os Chetniks, sob o comando de Petar Baćović, intensificaram as suas ações contra os croatas locais nas áreas do interior do sul da Dalmácia. Em 29 de agosto, os chetniks mataram entre 141 e 160 croatas de várias aldeias nas áreas de Zabiokovlje, Biokovo e Cetina enquanto participavam da "Operação Albia" antipartidária italiana.  Do final de agosto ao início de setembro de 1942, os chetniks destruíram 17 aldeias croatas e mataram 900 croatas ao redor da cidade de Makarska. 
No início de outubro de 1942, na aldeia de Gata, perto de Split, cerca de cem pessoas foram mortas e muitas casas queimadas, supostamente como represália pela destruição de algumas estradas na área e realizada por conta dos italianos. Nesse mesmo Outubro, formações sob o comando de Petar Baćović e Dobroslav Jevđević, que participavam na Operação Italiana Alfa na área de Prozor, massacraram um mínimo de quinhentos croatas e muçulmanos e queimaram numerosas aldeias.  Baćović observou que "Nossos Chetniks mataram todos os homens com 15 anos de idade ou mais. . . . Dezessete aldeias foram totalmente queimadas." Mario Roatta, comandante do Segundo Exército Italiano, opôs-se a estes "massacres em massa" de civis não combatentes e ameaçou suspender a ajuda italiana aos Chetniks se não terminassem. 

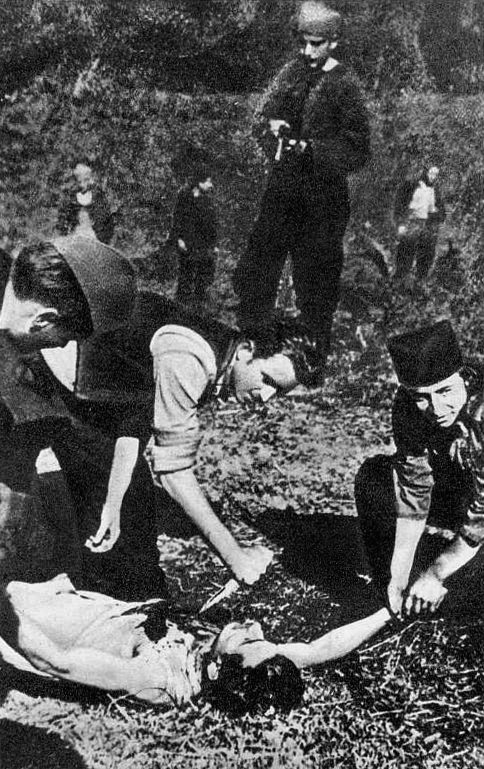
Chetniks em Šumadija matam um guerrilheiro por meio de extração de coração.

O historiador croata Vladimir Žerjavić estimou inicialmente o número de muçulmanos e croatas mortos pelos chetniks em 65.000 (33.000 muçulmanos e 32.000 croatas; tanto combatentes como civis). Em 1997, ele revisou este número para 47 mil mortos (29 mil muçulmanos e 18 mil croatas). De acordo com Vladimir Geiger, do Instituto Croata de História, Zdravko Dizdar, um historiador, estima que os chetniks mataram um total de 50.000 croatas e muçulmanos – a maioria civis – entre 1941 e 1945. Segundo Ramet, os Chetniks destruíram completamente 300 aldeias e pequenas cidades e um grande número de mesquitas e igrejas católicas.  Alguns historiadores afirmam que durante este período o genocídio foi cometido contra muçulmanos    e croatas.   
Os Partisans também foram alvo de táticas terroristas. No Território do Comandante Militar na Sérvia, com excepção de alguns actos terroristas contra os homens de Nedić e Ljotić, e no Montenegro contra os separatistas, o terror foi dirigido exclusivamente contra os Partidários, as suas famílias e simpatizantes, por motivos ideológicos. O objetivo era a destruição completa dos Partidários.  Os Chetniks criaram listas de indivíduos que seriam liquidados e unidades especiais conhecidas como "trojkas negras" foram treinadas para realizar esses atos de terror.  Durante o verão de 1942, usando nomes fornecidos por Mihailović, listas de apoiadores individuais de Nedić e Ljotić a serem assassinados ou ameaçados foram transmitidas pela rádio BBC durante a programação de notícias em servo-croata. Assim que os britânicos descobriram isso, as transmissões foram interrompidas, embora isso não tenha impedido os Chetniks de continuarem a cometer assassinatos. 

### Perda do apoio aliado
Para reunir inteligência, missões oficiais de inteligência dos Aliados ocidentais foram enviadas tanto para os Partidários quanto para os Chetniks. A informação recolhida pelos contactos foi crucial para o sucesso das missões de abastecimento e foi a principal influência na estratégia Aliada na Jugoslávia. A busca por inteligência resultou no desaparecimento dos Chetniks e no seu eclipse pelos Partisans. O chefe da missão britânica, coronel Bailey, foi fundamental para destruir a posição de Mihailović com o lado britânico.
Os alemães estavam executando a Operação Schwarz, uma de uma série de ofensivas dirigidas aos combatentes da resistência, quando FWD Deakin foi enviado pelos britânicos para coletar informações. Seus relatórios continham duas observações importantes. A primeira foi que os guerrilheiros foram corajosos e agressivos na batalha contra a 1ª Divisão Alemã de Montanha e a 104ª Divisão Ligeira, sofreram baixas significativas e precisaram de apoio. A segunda observação foi que toda a 1ª Divisão de Montanha Alemã transitou da Rússia em linhas ferroviárias através do território controlado por Chetnik. As interceptações britânicas do tráfego de mensagens alemão confirmaram a timidez de Chetnik.

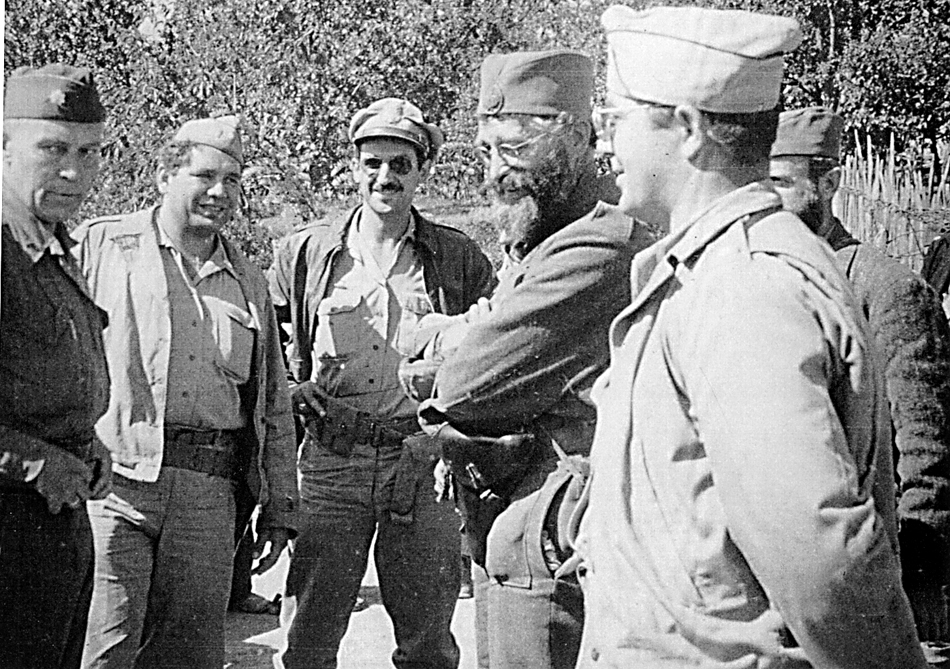
Draža Mihailović com McDowell e outros oficiais dos EUA

Em suma, os relatórios de inteligência resultaram num aumento do interesse dos Aliados nas operações aéreas da Jugoslávia e numa mudança de política.  Em setembro de 1943, a política britânica ditou ajuda igual aos chetniks e aos guerrilheiros, mas em dezembro, as relações entre os chetniks e os britânicos azedaram depois que os chetniks se recusaram a obedecer às ordens de sabotar os alemães sem a garantia de um desembarque aliado nos Bálcãs. Com o tempo, o apoio britânico passou dos Chetniks, que se recusaram a parar de colaborar com os italianos e alemães em vez de os combater, para os Partisans, que estavam ansiosos por aumentar a sua actividade anti-Eixo. 
Após a Conferência de Teerã, os Partidários receberam o reconhecimento oficial como a legítima força de libertação nacional pelos Aliados, que posteriormente criaram a Força Aérea dos Balcãs (sob a influência e sugestão do Brigadeiro Fitzroy Maclean) com o objetivo de fornecer aumento de suprimentos e apoio aéreo tático. para os partidários.  Em fevereiro de 1944, os Chetniks de Mihailovic não cumpriram as exigências britânicas de demolir pontes importantes sobre os rios Morava e Ibar, fazendo com que os britânicos retirassem suas ligações e interrompessem o fornecimento aos Chetniks.  Embora o apoio britânico aos Chetniks tenha cessado, os americanos não estavam nada entusiasmados com o abandono britânico dos Chetniks anticomunistas.  À medida que o apoio mudou para os guerrilheiros, os Chetniks de Mihailović tentaram recomeçar o apoio aliado aos Chetniks, demonstrando a sua vontade de ajudar os Aliados.  Esta vontade de ajudar foi posta em prática quando o Gabinete de Serviços Estratégicos (OSS) abordou os Chetniks de Mihailovic em meados de 1944 para organizar o transporte aéreo dos aviadores americanos abatidos. Esta operação conhecida como Missão Halyard resultou no resgate de 417 aviadores norte-americanos que anteriormente eram mantidos em segurança pelos Chetniks de Mihailovic. Mihailović mais tarde recebeu a Legião de Mérito do presidente dos EUA, Harry S. Truman, pelo resgate dos pilotos aliados. 

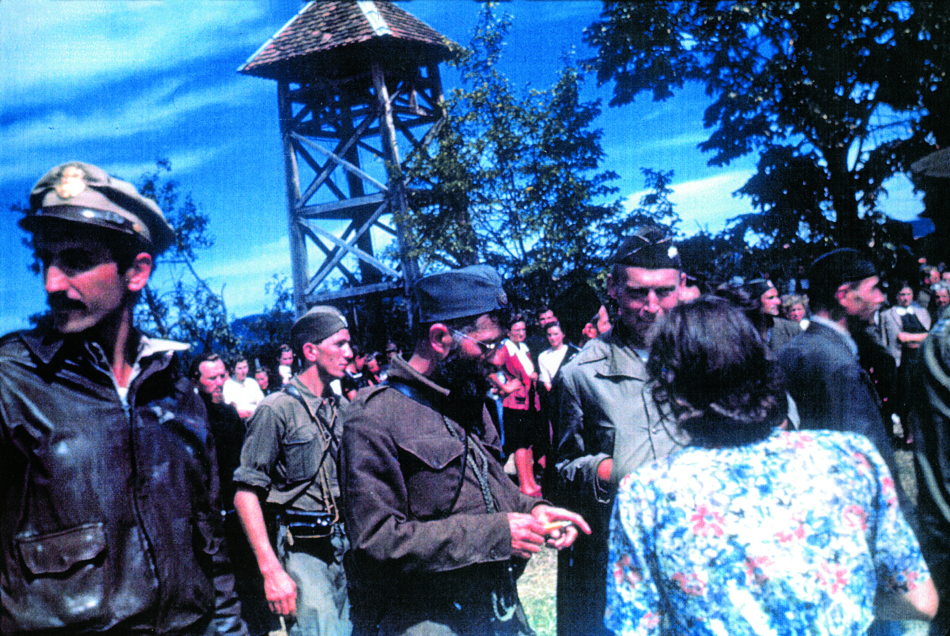
Cerimônia militar conjunta EUA/Chetnik em Pranjani, 6 de setembro de 1944: Capitão. Nick Lalich (OSS), general. Dragoljub Mihailović (Exército Iugoslavo na Pátria) e o Coronel Robert McDowell (OSS)

Em 14 de agosto de 1944, o acordo Tito-Šubašić entre os guerrilheiros e o governo no exílio foi assinado na ilha de Vis. O documento apelava a todos os croatas, eslovenos e sérvios para se juntarem aos partidários. Mihailović e os Chetniks recusaram-se a aceitar o acordo do Governo Real e continuaram a enfrentar os Partidários, agora a força aliada oficial da Iugoslávia. Consequentemente, em 29 de agosto de 1944, o rei Pedro II demitiu Mihailović do cargo de Chefe do Estado-Maior do Exército Iugoslavo e em 12 de setembro nomeou o marechal Josip Broz Tito em seu lugar. Em 6 de outubro de 1944, o governo Nedić transferiu a Guarda Estatal Sérvia para o comando de Mihailović, embora a cooperação tenha se mostrado impossível e eles se separaram em janeiro de 1945, enquanto estavam na Bósnia.  Durante a cooperação entre Chetniks e SDS, eles, ao lado da milícia muçulmana, ajudaram os alemães a assumir melhores posições em Sandžak, ao mesmo tempo que os ajudaram a tomar cidades importantes dos guerrilheiros em outubro de 1944, permitindo que o Grupo de Exércitos E recuasse para a Bósnia. 

### Cooperação com os soviéticos
Em Setembro de 1944, os soviéticos invadiram e ocuparam a Roménia e a Bulgária, retirando-as da guerra e colocando as forças soviéticas nas fronteiras da Jugoslávia. Os chetniks não estavam despreparados para isto e, durante toda a guerra, a sua propaganda esforçou-se por aproveitar as simpatias pró-russas e pan-eslavas da maioria da população sérvia. A distinção entre o povo russo e o seu governo comunista foi elaborada, assim como a suposta diferença entre os partidários iugoslavos, que eram alegadamente trotskistas, e os soviéticos, que eram estalinistas. 
Em 10 de setembro de 1944, uma missão Chetnik de aproximadamente 150 homens, liderada pelo tenente-coronel Velimir Piletić, comandante do nordeste da Sérvia, cruzou o Danúbio para a Romênia e estabeleceu contato com as forças soviéticas em Craiova.  Seu objetivo principal, de acordo com as memórias de um deles, o tenente-coronel. Miodrag Ratković deveria estabelecer um acordo soviético para certos objetivos políticos: a cessação da guerra civil através da mediação soviética, eleições livres supervisionadas pelas potências aliadas e o adiamento de quaisquer julgamentos relacionados com a guerra para depois das eleições. Antes que a missão pudesse seguir para Bucareste, onde estavam as missões militares americanas e britânicas, eles foram denunciados por um dos assessores de Piletić como espiões britânicos e presos pelos soviéticos em 1º de outubro. 
Embora os chetniks acreditassem que poderiam lutar como aliados dos soviéticos ao mesmo tempo que lutavam contra os guerrilheiros, conseguiram alguma cooperação local com os primeiros, ao mesmo tempo que antagonizavam os alemães. Numa circular de 5 de outubro, Mihailović escreveu: “Consideramos os russos como nossos aliados. A luta contra as forças de Tito na Sérvia continuará." Os alemães estavam cientes da disposição dos Chetniks através de interceptações de rádio, e a sua inteligência informou em 19 de outubro que "os Chetniks nunca foram preparados por Draža Mihailović através de propaganda apropriada para um encontro de combate com os russos. Draža Mihailović, pelo contrário, manteve a ficção de que os russos, como aliados dos americanos e dos britânicos, nunca agirão contra os interesses dos nacionalistas sérvios." 
O comandante de um grupo do Shock Corps, tenente-coronel. Keserović foi o primeiro oficial Chetnik a cooperar com os soviéticos. Em meados de outubro, suas tropas encontraram as forças soviéticas que avançavam da Bulgária para o centro-leste da Sérvia e juntas capturaram a cidade de Kruševac, os soviéticos deixando Keserović no comando da cidade. Em três dias, Keserović avisava os seus colegas comandantes que os russos estavam apenas conversando com os guerrilheiros e desarmando os chetniks. Keserović relatou ao Comando Supremo em 19 de outubro que seu delegado na divisão soviética havia retornado com uma mensagem ordenando que seus homens fossem desarmados e incorporados às forças armadas partidárias até 18 de outubro. 
Outro comandante Chetnik a cooperar com os soviéticos foi o capitão Predrag Raković do Segundo Corpo de exército de Ravna Gora, cujos homens participaram na captura de Čačak, onde capturaram 339 soldados do Russisches Schutzkorps Serbien (que entregaram aos soviéticos). Raković aparentemente tinha um acordo por escrito com o comandante soviético local, colocando ele e seus homens sob o comando soviético em troca do reconhecimento de que eram homens de Mihailović. Após um protesto de Tito ao marechal Fiódor Tolbúkhin, comandante da frente, a cooperação de Keserović e Raković chegou ao fim. Em 11 de novembro, este último escondeu-se e as suas forças fugiram para oeste para evitar serem desarmadas e colocadas sob controlo partidário. 

### Retirada e dissolução
Finalmente, em abril e maio de 1945, quando os guerrilheiros vitoriosos tomaram posse do território do país, muitos chetniks recuaram em direção à Itália e um grupo menor em direção à Áustria. Muitos foram capturados pelos guerrilheiros ou devolvidos à Iugoslávia pelas forças britânicas, enquanto vários foram mortos nas repatriações de Bleiburg. Alguns foram julgados por traição e condenados a penas de prisão ou morte. Muitos foram executados sumariamente, especialmente nos primeiros meses após o fim da guerra. Mihailović e seus poucos seguidores restantes tentaram lutar para voltar a Ravna Gora, mas ele foi capturado pelas forças partidárias. Em março de 1946, Mihailović foi levado para Belgrado, onde foi julgado e executado sob a acusação de traição em julho. Durante os últimos anos da Segunda Guerra Mundial, muitos Chetniks desertaram de suas unidades, quando o comandante-chefe partidário, marechal Josip Broz Tito, proclamou uma anistia geral a todas as forças desertores por um tempo. Após o fim da Segunda Guerra Mundial, a autoridade jugoslava empreendeu ações radicais para destruir os grupos Chetnik restantes, especialmente na área de Lika. Um dos métodos radicais foi o deslocamento forçado dos sérvios da área de Gospić, Plaški, Donji Lapac e Gračac. Os ataques chetnik às aldeias foram registados em junho de 1945, como se fosse o ataque a Dobroselo. A parte principal dos Chetniks estava localizada na área de Lapac enquanto no inverno de 1946 foram organizadas ações contra eles, o que atesta a gravidade da ameaça Chetnik.

## Consequências

### República Socialista Federativa da Iugoslávia

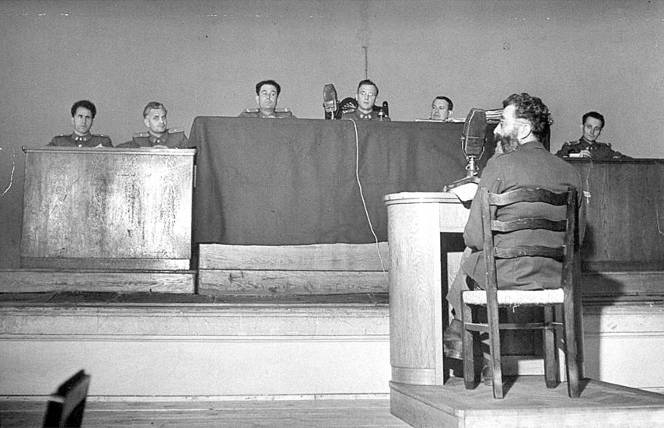
Draža Mihailović sob julgamento, 1946.

Após o fim da Segunda Guerra Mundial, os Chetniks foram banidos na nova República Socialista Federativa da Iugoslávia. Em 29 de novembro de 1945, o rei Pedro II foi deposto pela Assembleia Constituinte Iugoslava após um resultado esmagador do referendo. Os líderes Chetnik escaparam do país ou foram presos pelas autoridades. Em 13 de março de 1946, Mihailović foi capturado pela OZNA, a agência de segurança iugoslava. Ele foi levado a julgamento, considerado culpado de alta traição contra a Iugoslávia, condenado à morte e depois executado por um pelotão de fuzilamento em 17 de julho.  Várias outras figuras proeminentes do Chetnik foram julgadas durante o julgamento, Rade Radić e Miloš Glišić foram condenados à morte e executados ao lado de Mihailović, Mladen Žujović foi condenado à morte à revelia e outros quatro foram condenados à prisão.
Em agosto de 1945, os comandantes do Chetnik Dragutin Keserović e Vojislav Lukačević foram condenados à morte e executados em 17 de agosto 
Em 1947, Đujić foi julgado e condenado à revelia por crimes de guerra pela Iugoslávia.  Ele foi declarado um criminoso de guerra que, como comandante da Divisão Dinara, foi responsável por organizar e executar uma série de assassinatos em massa, massacres, torturas, estupros, roubos e prisões, e colaborar com os ocupantes alemães e italianos.  Ele foi acusado de ser responsável pela morte de 1.500 pessoas durante a guerra. 
Após sua chegada aos Estados Unidos, Đujić e seus combatentes desempenharam um papel na fundação do Movimento Ravna Gora dos Chetniks Sérvios.  Outras facções Chetniks chegaram ao meio-oeste dos Estados Unidos e à Austrália. 
De acordo com Denis Bećirović, após a guerra, as estruturas estatais da Iugoslávia, incluindo a Bósnia e Herzegovina, consideraram a maioria dos padres ortodoxos sérvios como inimigos potenciais ou reais do Estado. A atitude negativa do Partido Comunista da Jugoslávia em relação à Igreja Ortodoxa Sérvia também foi influenciada pelo facto de alguns padres durante a guerra terem apoiado o movimento Chetnik. Em documentos da Comissão para os Assuntos Religiosos afirma-se que "a maioria dos padres durante a guerra apoiaram e cooperaram com o movimento de Draža Mihailović; que protegeram e mantiveram contacto com criminosos de guerra; e que nomearam pessoas na administração de instituições eclesiásticas que foram condenadas por colaborar com o ocupante".
Em janeiro de 1951, o governo iugoslavo acusou 16 indivíduos de orientação Chetnik de fazerem parte de uma conspiração que planejava derrubar o governo e reintegrar o rei Petar com assistência da inteligência militar francesa e americana. Dos acusados, 15 foram condenados a longas penas de prisão e um foi condenado à morte. Em 12 de janeiro de 1952, o governo relatou que quatro ou cinco "brigadas" Chetnik, com cerca de 400 homens cada, ainda existiam e estavam nas fronteiras da Hungria, Romênia, Bulgária e Albânia, e nas florestas montenegrinas, atacando reuniões do partido comunista e da polícia. edifícios. Ainda em novembro de 1952, pequenos grupos Chetnik operavam nas montanhas e florestas ao redor de Kalinovik e Trnovo. Os julgamentos de Chetniks durante a guerra continuaram até 1957. 
Em 1957, Blagoje Jovović, juntamente com outros ex-Chetniks que viviam na Argentina, receberam uma denúncia de um ex-general italiano sobre o paradeiro de Ante Pavelić, ex-Poglavnik do NDH que estava escondido na Argentina.  Na época, Pavelić havia fugido para a Argentina com a ajuda de membros do clero católico através da rota de fuga conhecida como ratlines. Jovović e outros Chetniks colocaram em ação um plano de assassinato e em 10 de abril de 1957, Jovović conseguiu rastrear Pavelić.  Pavelić sobreviveu à tentativa de assassinato depois de receber dois ferimentos à bala, apenas para sucumbir aos ferimentos e morrer dois anos depois, em 28 de dezembro de 1959. 
Em 1975, Nikola Kavaja, um simpatizante da diáspora Chetnik que vivia em Chicago e pertencia ao Conselho de Defesa Nacional da Sérvia (SNDC), foi, por sua própria iniciativa, responsável por bombardear a casa de um cônsul jugoslavo, o primeiro de uma série de ataques contra o Estado iugoslavo nos Estados Unidos e Canadá. Ele e seus co-conspiradores foram capturados em uma armação armada pelo Federal Bureau of Investigation e condenados por terrorismo pelo incidente e por planejarem bombardear duas recepções iugoslavas no Dia da República da Iugoslávia. Mais tarde naquele ano, durante o voo para receber a sentença, ele sequestrou o voo 293 da American Airlines com a intenção de lançar o avião contra a sede de Tito em Belgrado, mas foi dissuadido; ele finalmente recebeu uma sentença de prisão de 67 anos. 

## Legado

### Guerras Iugoslavas

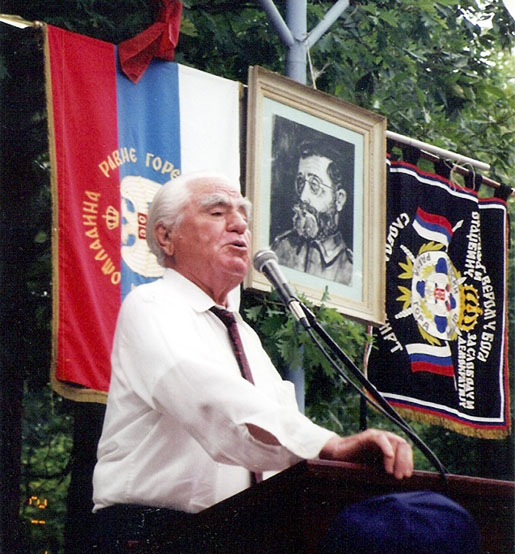
Momčilo Đujić discursando no Canadá, julho de 1991.

Bandeira Chetnik moderna, usada pelos soldados sérvios durante as Guerras Iugoslavas.

Após a tomada do poder por Slobodan Milošević em 1989, vários grupos Chetnik "regressaram"  e o seu regime "deu um contributo decisivo para o lançamento da insurreição Chetnik em 1990-1992 e para o seu financiamento posteriormente".  A ideologia Chetnik foi influenciada pelo memorando da Academia Sérvia de Ciências e Artes.  Em 28 de junho de 1989, no 600º aniversário da Batalha de Kosovo, os sérvios no norte da Dalmácia, Knin, Obrovac e Benkovac, onde havia "antigos redutos de Chetnik", realizaram as primeiras manifestações do governo anti-croata. 
No mesmo dia, Momčilo Đujić declarou Vojislav Šešelj "imediatamente assume o papel de um vojvoda Chetnik "  e ordenou-lhe "expulsar todos os croatas, albaneses e outros elementos estrangeiros do solo sagrado sérvio", afirmando que retornaria apenas quando a Sérvia foi purificada dos "últimos judeus, albaneses e croatas".  A Igreja Ortodoxa Sérvia iniciou a procissão do relicário do Príncipe Lazar, que participou na Batalha do Kosovo e foi canonizado, e no verão chegou à eparquia de Zvornik-Tuzla na Bósnia e Herzegovina onde havia um sentimento de " tragédia histórica do povo sérvio, que vive um novo Kosovo" acompanhada de declarações nacionalistas e da iconografia Chetnik. 
Mais tarde naquele ano, Vojislav Šešelj, Vuk Drašković e Mirko Jović formaram a Renovação Nacional Sérvia (SNO),  um partido Chetnik.  Em março de 1990, Drašković e Šešelj se separaram para formar um partido Chetnik separado,  o Movimento de Renovação da Sérvia (SPO).  Em 18 de junho de 1990, Šešelj organizou o Movimento Chetnik Sérvio (SČP), embora não tenha sido permitido o registro oficial devido à sua óbvia identificação Chetnik. Em 23 de fevereiro de 1991, fundiu-se com o Partido Radical Nacional (NRS), estabelecendo o Partido Radical Sérvio (SRS) com Šešelj como presidente e Tomislav Nikolić como vice-presidente.  Era um partido Chetnik,  orientado para o neofascismo com uma luta pela expansão territorial da Sérvia.   Em julho de 1991, confrontos sérvio-croatas eclodiram na Croácia e comícios foram realizados nas montanhas Ravna Gora com cantos a favor da guerra e relembrando "glórias" dos massacres de croatas e muçulmanos em Chetnik durante a Segunda Guerra Mundial.  O SPO realizou muitos comícios em Ravna Gora  
Durante as Guerras Iugoslavas, muitos paramilitares sérvios se autodenominaram Chetniks.  A ala militar do SRS era conhecida como "Chetniks" e recebeu armamento do Exército Popular Iugoslavo (JNA) e da polícia sérvia.  Šešelj ajudou pessoalmente a armar os sérvios na Croácia  e recrutou voluntários na Sérvia e Montenegro, enviando 5.000 homens para a Croácia e até 30.000 para a Bósnia e Herzegovina.  De acordo com Šešelj, "os Chetniks nunca agiram fora da égide do Exército Popular Iugoslavo e da polícia sérvia".  Željko Ražnatović, um autodenominado Chetnik, liderou uma força Chetnik chamada Guarda Voluntária Sérvia (ODS),  estabelecida em 11 de outubro de 1990.  O ODS estava conectado ao Ministério do Interior da Sérvia,  operava sob o comando do JNA,  e reportava-se diretamente a Milošević.  Tinha entre 1.000 e 1.500 homens.  Jović, na época Ministro do Interior sérvio, organizou a ala jovem do SNO nas Águias Brancas,  um paramilitar intimamente baseado no movimento Chetnik da Segunda Guerra Mundial,  e pediu "um Sérvia cristã e ortodoxa, sem muçulmanos e sem incrédulos."  Chegou a ser associado ao SRS, embora Šešelj negasse a conexão. 
Tanto as Águias Brancas quanto o SDG receberam instruções do Serviço de Contra-espionagem Iugoslavo.  Em setembro-outubro de 1991, os Ozren Chetniks foram estabelecidos para "dar continuidade às 'melhores' tradições Chetnik da Segunda Guerra Mundial".  Um grupo paramilitar chamado Vingadores Chetnik também existia e era liderado por Milan Lukić , que mais tarde assumiu o comando das Águias Brancas.  Uma unidade Chetnik liderada por Slavko Aleksić operou sob o comando do Exército da Republika Srpska. Em 1991, lutou na área de Krajina, na Croácia, e em 1992, em torno de Sarajevo, na Bósnia e Herzegovina. 
Milošević e Radovan Karadžić, o presidente da autoproclamada Republika Srpska, usaram as forças subordinadas Chetnik de Šešelj e Ražnatović como parte de seu plano para expulsar os não-sérvios e formar uma Grande Sérvia através do uso de limpeza étnica, terror e desmoralização. .  As formações de Šešelj e Ražnatović atuaram como grupos "autônomos" no Plano RAM  que buscava organizar os sérvios fora da Sérvia, consolidar o controle dos Partidos Democráticos Sérvios (SDS) e preparar armas e munições  em um esforço estabelecer um país onde "todos os sérvios com seus territórios viveriam juntos no mesmo estado".  De acordo com o historiador Noel Malcolm, as "medidas tomadas por Karadžić e seu partido - [declarando sérvios] "regiões autônomas", o armamento da população sérvia, pequenos incidentes locais, propaganda ininterrupta, o pedido de "proteção do exército federal " – correspondia exatamente ao que tinha sido feito na Croácia. Poucos observadores poderiam duvidar que um único plano estava em operação." 
Unidades Chetnik envolvidas em assassinatos em massa e crimes de guerra.  Em 1991, a cidade croata de Erdut foi tomada à força pelo ODS e pelo JNA  e anexada ao estado fantoche da República da Krajina Sérvia. Croatas e outros não-sérvios foram expulsos ou mortos e os sérvios repovoaram aldeias vazias na área.  Em 1 de abril de 1992, o ODS atacou Bijeljina e realizou um massacre de civis muçulmanos.  Em 4 de abril, os irregulares de Chetnik ajudaram o JNA no bombardeio de Sarajevo. Em 6 de abril, os Chetniks e o JNA atacaram Bijeljina, Foča, Bratunac e Višegrad. Em 9 de Abril, o ODS e os Chetniks de Šešelj ajudaram o JNA e unidades especiais da força de segurança sérvia a ultrapassar Zvornik e a livrar- se da sua população muçulmana local. 
Relatórios enviados por Ražnatović a Milošević, Ratko Mladić e Blagoje Adžić afirmaram que o plano estava a progredir, observando que o ataque psicológico à população bósnia na Bósnia e Herzegovina foi eficaz e deveria continuar.  As forças Chetnik também se envolveram em assassinatos em massa em Vukovar e Srebrenica.  As Águias Brancas foram responsáveis pelos massacres em Voćin, Višegrad, Foča, Sjeverin e Štrpci,  e por aterrorizar a população muçulmana em Sandžak.  Em setembro de 1992, os Chetniks tentaram forçar os muçulmanos Sandžak em Pljevlja a fugir, demolindo suas lojas e casas enquanto gritavam "os turcos vão embora" e "esta é a Sérvia". Em meados de 1993, sofreram mais de cem atentados, sequestros, expulsões e tiroteios. O SPO ameaçou os muçulmanos com a expulsão ao reagir aos pedidos de autonomia em Sandžak. 
Em 15 de maio de 1993, Šešelj proclamou dezoito combatentes Chetnik como vojvodas, nomeando cidades que foram purificadas de não-sérvios em sua citação, e posteriormente foram abençoadas por um padre ortodoxo.  Šešelj passou a ser descrito como "um homem cujas unidades de comando assassinas operando na Croácia e na Bósnia deram continuidade ao pior da tradição Chetnik". 

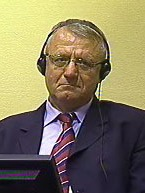
Vojislav Šešelj sob julgamento no TPIJ.

Mais tarde, o SRS tornou-se parceiro da coligação governamental de Milosević e, em 1998, Đujić declarou publicamente que se arrependia de ter concedido esse título a Šešelj. Ele foi citado como tendo dito: "Fui ingênuo quando nomeei Šešelj [como] Vojvoda; peço ao meu povo que me perdoe. O maior coveiro da Sérvia é Slobodan Milošević"  e que está "decepcionado com Šešelj por colaborar abertamente com o Partido Socialista de Milošević, com comunistas que apenas mudaram de nome. Šešelj manchou a reputação dos chetniks e do  sérvio." o TPIJ para enfrentar acusações de crimes de guerra  e foi absolvido em 2016.
Nikolić, a quem Šešelj, em 1993, proclamou vojvoda  e condecorado com a Ordem dos Cavaleiros Chetnik pela "coragem pessoal na defesa da pátria" de seus subordinados,  assumiu o SRS.  Ele prometeu buscar uma Grande Sérvia "por meios pacíficos".  Em 2008, Lukić foi condenado à prisão perpétua por crimes contra a humanidade e crimes de guerra. 
O jornalista britânico Misha Glenny, autor de "A Queda da Iugoslávia", afirmou que o renascimento dos nacionalistas sérvios na Iugoslávia na década de 1990 foi um dos "aspectos mais horríveis e assustadores da queda do comunismo na Sérvia e na Iugoslávia" e " esta raça, que encontra nutrição na perpetração de atos indescritíveis de brutalidade, encapsula tudo o que é irracional e inaceitável na sociedade dos Balcãs."

### Historiografia sérvia
Na década de 1980, os historiadores sérvios iniciaram o processo de reexame da narrativa de como a Segunda Guerra Mundial foi contada na Iugoslávia, que foi acompanhado pela reabilitação do líder chetnik Draža Mihailović. Preocupados com a época, os historiadores sérvios procuraram justificar a história de Chetnik, retratando os chetniks como combatentes justos pela liberdade que lutavam contra os nazistas, ao mesmo tempo que removiam dos livros de história as alianças ambíguas com os italianos e alemães.   Considerando que os crimes cometidos por Chetniks contra croatas e muçulmanos na historiografia sérvia são em geral "encobertos de silêncio". 

## Período contemporâneo

### Sérvia

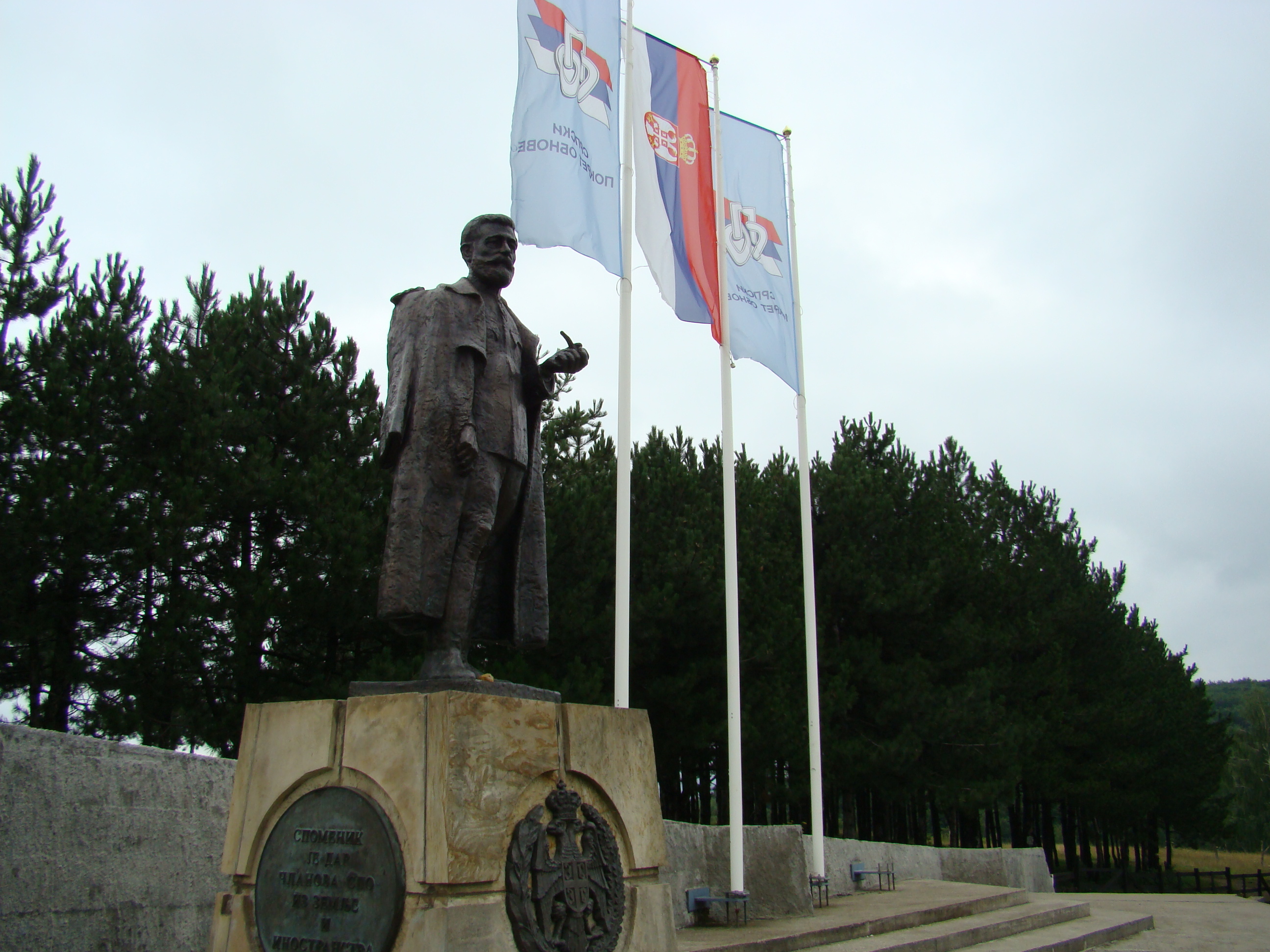
Monumento a Draža Mihailović em Ravna Gora.

Na Sérvia houve um renascimento do movimento Chetnik.   Desde o início da década de 1990, o SPO realiza anualmente o "Parlamento de Ravna Gora"  e em 2005 foi organizado com financiamento estatal pela primeira vez.  O presidente croata Stjepan Mesić posteriormente cancelou uma visita planejada à Sérvia, pois coincidiu com a reunião.  As pessoas que comparecem ao Parlamento usam iconografia Chetnik e t-shirts com a imagem de Mihailović  ou de Mladić,  que está a ser julgado no TPIJ por acusações de genocídio, crimes contra a humanidade e crimes de guerra.  O SRS liderado por Nikolić, ainda a favor de uma Grande Sérvia e enraizado no movimento Chetnik,  venceu as eleições de 2003 com 27,7 por cento e ganhou 82 assentos dos 250 disponíveis.  Em 2005, o Patriarca Pavle da Igreja Ortodoxa Sérvia apoiou o SRS.  Mais tarde, venceu as eleições de 2007 com 28,7 por cento dos votos.  Em 2008, Nikolić rompeu com o SRS sobre a questão da cooperação com a União Europeia e formou o Partido Progressista Sérvio. 
Os livros didáticos sérvios contêm o revisionismo histórico do papel do Chetnik na Segunda Guerra Mundial desde a década de 1990.  A reinterpretação e o revisionismo concentraram-se principalmente em três áreas: relações Chetnik-Partidárias, colaboração do Eixo e crimes contra civis.  O livro didático sérvio de 2002 destinado aos anos finais do ensino médio  saudou os chetniks como patriotas nacionais, minimizou o movimento partidário e resultou em protestos de historiadores que consideraram o trabalho duvidoso.  Não continha nenhuma menção à colaboração de Chetnik ou às atrocidades cometidas por Chetniks contra não-sérvios. Dizia-se que os chetniks que mataram indivíduos que cooperaram com os comunistas eram renegados.  Os Chetniks foram referidos como "o núcleo da resistência cívica sérvia" e "ao contrário dos comunistas, que queriam dividir o espaço étnico sérvio, procuraram expandir a Sérvia incorporando Montenegro, toda a Bósnia-Herzegovina, parte da Dalmácia, incluindo Dubrovnik e Zadar, todo o Srem, incluindo Vukovar, Vinkovi e Dalj, Kosovo e Metohija, e Sul da Sérvia (Macedônia)", e foram retratados como traídos pelos Aliados Ocidentais.  O movimento Chetnik é considerado o único com "interesses nacionais sérvios" e a sua derrota foi equiparada à derrota da Sérvia, afirmando em negrito que: "Na Segunda Guerra Mundial, a cidadania sérvia foi destruída, o nacional o movimento foi destruído e a intelectualidade demolida."  Após críticas públicas, o livro didático de 2006 para o último ano do ensino fundamental mencionou a colaboração, mas tentou justificá-la e afirmou que todas as facções da guerra colaboraram. 
Em março de 2004, a Assembleia Nacional da Sérvia aprovou uma nova lei que igualou os chetniks e os partidários como antifascistas equivalentes.   A votação foi de 176 a favor, 24 contra e 4 abstenções. Vojislav Mihailović, vice-presidente do Parlamento sérvio e neto de Draža Mihailović, afirmou que era "tarde, mas dá satisfação a uma boa parte da Sérvia, seus descendentes. Eles não obterão recursos financeiros, mas terão a satisfação de que seus avós, pais, foram verdadeiros lutadores por uma Sérvia livre."  As associações partidárias de veteranos de guerra criticaram a lei e afirmaram que a Sérvia foi "o primeiro país da Europa a declarar um movimento traidor como libertador e os veteranos não tinham direito a subsídio e assistência médica, embora mantivessem seus direitos a pensão e reabilitação.   De acordo com Goran Marković, os revisionistas de hoje veem o movimento Chetnik como antifascista, embora em novembro de 1941 este movimento tenha começado a colaborar com os ocupantes e outros quislings, na verdade significa que em 1941 tivemos um movimento antifascista que se recusou a luta contra o fascismo e colaborou com o fascismo.
O jogador de basquete sérvio Milan Gurović tem uma tatuagem de Mihailović no braço esquerdo, o que resultou na proibição desde 2004 de jogar na Croácia, onde é "considerado um incitamento... de ódio racial, nacional ou religioso ".  Mais tarde, a Bósnia e Herzegovina e a Turquia promulgaram tal proibição.  O músico de rock e poeta sérvio Bora Đorđević, líder da popular banda de rock Riblja Čorba, também é um autoproclamado Chetnik, mas chamando-o de "movimento nacional que é muito mais antigo que a Segunda Guerra Mundial", e acrescentando que ele não odeia outras nações e nunca foi membro do SRS nem defendeu a Grande Sérvia. 

### Montenegro
Em maio de 2002, foram preparados planos para um complexo memorial "Montenegrino Ravna Gora" localizado perto de Berane. O complexo seria dedicado a Đurišić, que não só passou parte de sua juventude em Berane, mas também estabeleceu ali seu quartel-general durante a guerra.  Em junho de 2003, Vesna Kilibarda, a Ministra da Cultura montenegrina, proibiu a construção do monumento, dizendo que o Ministério da Cultura não havia solicitado aprovação para erguê-lo. 
A Associação dos Veteranos de Guerra do Exército de Libertação Nacional (SUBNOR) opôs-se à construção do monumento dizendo que Đurišić era um criminoso de guerra responsável pela morte de muitos colegas da associação de veteranos e de 7.000 muçulmanos.  A associação também estava preocupada com as organizações que apoiaram a construção, incluindo a Igreja Ortodoxa Sérvia e a sua ala montenegrina, liderada pelo Metropolita Amfilohije.  A Associação Muçulmana de Montenegro condenou a construção e afirmou que "esta é uma tentativa de reabilitá-lo e é um grande insulto aos filhos das vítimas inocentes e ao povo muçulmano em Montenegro."  Em 4 de julho, o governo montenegrino proibiu a inauguração do monumento, afirmando que "causou preocupação pública, encorajou a divisão entre os cidadãos de Montenegro e incitou o ódio e a intolerância nacionais e religiosos".  Um comunicado de imprensa da comissão responsável pela construção do monumento afirmava que as ações tomadas pelo governo eram "absolutamente ilegais e inadequadas".  No dia 7 de julho, o estande preparado para a construção do monumento foi retirado pela polícia.  
Em 2011, o partido político sérvio montenegrino Nova Democracia Sérvia (NOVA) renovou esforços para a construção de um monumento e declarou que Đurišić e outros oficiais reais jugoslavos eram "líderes da revolta de 13 de julho" e que "continuaram a sua luta para libertar o país sob a liderança do Rei Pedro e do Governo do Reino da Iugoslávia." 

### Bósnia e Herzegovina
Em 22 de julho de 1996, a entidade Republika Srpska da Bósnia e Herzegovina criou uma lei de direitos dos veteranos que abrangia explicitamente os ex-Chetniks, mas não incluía os ex-partidários. 
Durante a Guerra da Bósnia, a principal estrada de tráfego em Brčko foi renomeada como "Avenida do General Draža Mihailović" e em 8 de setembro de 1997 uma estátua de Mihailović foi erguida no centro da cidade.  Em 2000, a rua foi renomeada como "Boulevard da Paz"  e em 2004, após lobby dos repatriados bósnios e intervenção do Gabinete do Alto Representante, a estátua foi transferida para um cemitério ortodoxo localizado nos arredores. de Brčko.  Foi removido em 20 de outubro de 2005 e em 18 de agosto de 2013 inaugurado em Višegrad. 
Em maio de 1998, o Movimento Chetnik Ravna Gora da Republika Srpska foi fundado e proclamou-se o ramo militar da SDS e da SRS. Em abril de 1998, a "data chave na sua história recente" ocorreu quando Šešelj fez um discurso num encontro em Brčko com representantes da SDS, da SRS, da Aliança Nacional Sérvia (SNS), da Assembleia das Irmãs Sérvias de Madre Jevrosima, o Conselho Superior de Veteranos Chetnik da Republika Srpska e o Movimento Chetnik Ravna Gora da Sérvia presentes. Em abril de 1999, foi legalmente registrado e mais tarde renomeado como Movimento Nacional da Pátria Sérvia. Indivíduos importantes em seus primórdios incluíram: Karadžić, Mladić, Nikola Poplašen, Dragan Čavić, Mirko Banjac, Mirko Blagojević, Velibor Ostojić, Vojo Maksimović e Božidar Vučurević. Operou em quatorze regiões onde os membros trabalham em "trojkas" e se infiltram em várias organizações civis.  Em 5 de maio de 2001, interrompeu as cerimônias de lançamento da pedra fundamental para a destruída Mesquita Omer Pasha em Trebinje  e em 7 de maio para a destruída Mesquita Ferhat Pasha em Banja Luka.  A revista bósnia Dani, ligada aos jornais Oslobođenje, afirmou que a "comunidade internacional" e a Organização para a Segurança e Cooperação na Europa a designaram como uma organização terrorista e pró-fascista.  Em 2005, o presidente dos Estados Unidos, George W. Bush, emitiu uma ordem executiva e os seus activos nos EUA foram, entre outras organizações, congelados por obstrução ao Acordo de Dayton. 
Em 12 de julho de 2007, um dia após o 12º aniversário do massacre de Srebrenica e o enterro de mais 465 vítimas, um grupo de homens vestidos com uniformes Chetnik marchou pelas ruas de Srebrenica. Todos usavam distintivos de unidades militares que cometeram o massacre em julho de 1995.  Em 11 de julho de 2009, após o enterro de 543 vítimas em Srebrenica, membros do movimento Ravna Gora Chetnik profanaram a bandeira da Bósnia e Herzegovina, marcharam no ruas vestindo camisetas com o rosto de Mladić e cantando músicas de Chetnik.    Um grupo de homens e mulheres associados ao grupo sérvio de extrema direita Obraz "vocou insultos dirigidos às vítimas e em apoio ao movimento Chetnik, pedindo a erradicação do Islã."  Um relatório completo do incidente foi apresentado ao Gabinete do Procurador Distrital local, mas ninguém foi processado.  O Partido Social Democrata da Bósnia e Herzegovina tem feito campanha pela criação de uma lei que proibiria o grupo na Bósnia. 

### Croácia
Milorad Pupovac do Partido Sérvio Democrático Independente na Croácia (atual líder dos Sérvios da Croácia e membro do Parlamento da Croácia), descreveu a organização como "colaboradores fascistas". 

### Estados Unidos
Os sérvio-americanos ergueram um monumento dedicado a Pavle Đurišić no cemitério sérvio em Libertyville, Illinois. A direção e os jogadores do clube de futebol Red Star Belgrade visitaram-no em 23 de maio de 2010. 

### Ucrânia
Em março de 2014, voluntários sérvios que se autodenominam Chetniks, liderados pelo ultranacionalista sérvio Bratislav Živković, viajaram para Sebastopol, na Crimeia, para apoiar o lado pró-russo na crise da Crimeia. Eles falaram de "sangue eslavo comum e fé ortodoxa", citaram semelhanças com os cossacos e alegaram estar retribuindo o favor dos voluntários russos que lutaram no lado sérvio das guerras iugoslavas.  Participando nos combates em curso no leste da Ucrânia desde o seu início no início de 2014, foi relatado em agosto de 2014 que os Chetniks mataram 23 soldados ucranianos e retiraram uma "quantidade significativa de veículos blindados" durante confrontos com o exército ucraniano. A maioria dos simpatizantes são da Sérvia, de áreas habitadas pelos sérvios de Montenegro e da Bósnia-Herzegovina e, segundo fontes ucranianas, mataram centenas de ucranianos durante a guerra. De acordo com um combatente paramilitar sérvio na Ucrânia, Milutin Malisic, que foi um ex-combatente no Kosovo, afirmou que “os sérvios têm uma responsabilidade para com os seus irmãos ortodoxos”.
De acordo com Zoran Dragišić, especialista em segurança baseado em Belgrado, é a doutrinação que atrai os jovens sérvios, alguns deles quase crianças, a juntarem-se à guerra. Uma lei de 2014 na Sérvia denuncia o turismo de guerra entre cidadãos sérvios como ilegal e, em 2018, o chefe paramilitar sérvio Bratislav Zivkovic foi preso na Sérvia por ter aderido ao movimento separatista na Ucrânia. Zivkovic foi banido da Romênia por 15 anos em 2017, depois de ter espionado bases da OTAN em 2017.
Em junho de 2018, a Procuradoria-Geral da Ucrânia lançou uma investigação sobre 54 supostos membros de uma legião estrangeira pró-Rússia. Entre os suspeitos estavam seis sérvios, que mais tarde lutaram na Síria, participando em ataques às tropas ucranianas na parte oriental do país em 2014. O ex-porta-voz especial da polícia, Radomir Počuča, postava regularmente vídeos, fotos e entradas de Esther no Facebook. O embaixador ucraniano na Sérvia, Oleksandr Aleksandrovych, afirmou em novembro de 2017 que a Sérvia não estava fazendo o suficiente para impedir os cidadãos sérvios de lutar no leste da Ucrânia. Aleksandrovych afirmou que cerca de 300 sérvios operavam na Ucrânia e afirmou que os turistas sérvios seriam detidos na fronteira e, se agissem de forma suspeita, seriam presos, uma vez que estavam "lá para matar ucranianos". Kyiv então avisou Belgrado. O ministro das Relações Exteriores da Sérvia, Ivica Dačić, insistiu que a Sérvia respeitasse a integridade territorial da Ucrânia.

## Uso depreciativo
O termo "Chetnik" às vezes é usado como um termo depreciativo para um nacionalista sérvio ou um sérvio étnico em geral. De acordo com Jasminka Udovički, durante a Guerra da Independência da Croácia, a mídia croata referiu-se aos sérvios como "hordas chetniks barbudas", "terroristas e conspiradores" e um "povo pouco inclinado à democracia". Demonizar os "terroristas servo-chetniks" tornou-se a principal preocupação. Durante a Guerra da Bósnia, o termo encontrou uso na guerra de propaganda étnica travada pelos combatentes e, portanto, para o lado bósnio, foi cada vez mais usado para se referir ao inimigo como um vilão, imaginado como "primitivo, desordenado, cabelos longos e barbudos".

### Livros
- Allen, Beverly (1996). Rape Warfare: The Hidden Genocide in Bosnia-Herzegovina and Croatia. Ithaca: University of Minnesota Press. ISBN 978-0-8014-4158-5
- Bailey, Ronald H. (1998). Partisans and guerrillas. Chicago, Illinois: Time-Life Books. ISBN 978-0-7835-5719-9
- Bakke, Elisabeth (2010). «Party Systems Since 1989». In:  Ramet, Sabrina P. Central and Southeast European Politics Since 1989. Cambridge: Cambridge University Press. pp. 64–90. ISBN 978-1-139-48750-4
- Bank, Jan; Gevers, Lieve (2016). Churches and Religion in the Second World War. London: Bloomsbury Publishing. ISBN 978-1-4725-0480-7
- Bartrop, Paul R. (2012). A Biographical Encyclopedia of Contemporary Genocide. Santa Barbara: ABC-CLIO. ISBN 978-0-313-38679-4
- Laqueur, Walter; Baumel, Judith Tydor, eds. (2001). The Holocaust Encyclopedia. New Haven, Connecticut: Yale University Press. ISBN 0-300-08432-3
- Bećirević, Edina (2014). Genocide on the Drina River. [S.l.]: Yale University Press. ISBN 9780300192582
- Bianchini, Stefano (2010). «The EU in the Values and Expectations of Serbia». In:  Listhaug, Ola; Ramet, Sabrina P.; Dulić, Dragana. Civic and Uncivic Values: Serbia in the Post-Milošević Era. Budapest: Central European University Press. pp. 221–240. ISBN 978-963-9776-98-2
- Bugajski, Janusz (2002). Political Parties of Eastern Europe: A Guide to Politics in the Post-Communist Era. Armonk: M. E. Sharpe. ISBN 978-0-7656-2016-3
- Burzanović, Tihomir-Tiho (1998). Dva metka za Pavelića (em sérvio). [S.l.]: Kulturni centar "Sveti Sava"
- Cigar, Norman (1995). Genocide in Bosnia: The Policy of "Ethnic Cleansing". College Station: University of Minnesota Press. ISBN 978-1-58544-004-7
- Cohen, Philip J. (1996). Serbia's Secret War: Propaganda and the Deceit of History. College Station: Texas A&M University Press. ISBN 978-0-89096-760-7
- Dizdar, Zdravko; Sobolevski, Mihael (1999). Prešućivani četnički zločini u Hrvatskoj i u Bosni i Hercegovini 1941–1945. (em croata). Zagreb: Croatian Institute of History & Dom i svijet. ISBN 953-6491-28-1
- Deak, Istvan (2018). Europe on Trial: The Story of Collaboration, Resistance, and Retribution during World War II. London: Taylor & Francis. ISBN 978-0-429-97350-5
- Ekmečić, Milorad (2007). Dugo kretanje između klanja i oranja: Istorija Srba u Novom Veku 1492–1992. [S.l.]: Zavod za udžbenike. ISBN 9788617145147
- Figa, Jozef (2004). «Framing the Conflict: Slovenia in Search of Her Army». Civil-Military Relations, Nation Building, and National Identity: Comparative Perspectives. Westport, Connecticut: Praeger. ISBN 978-0-313-04645-2
- Fischer, Bernd J. (2007). Balkan Strongmen: Dictators and Authoritian Rulers of Southeast Europe. [S.l.]: Purdue University Press. ISBN 978-1-55753-455-2
- Ford, Kirk (1992). OSS and the Yugoslav Resistance, 1943–1945. College Station, Texas: Texas A&M University Press. ISBN 978-1-58544-040-5
- Goldstein, Ivo (1999). Croatia: A History. London: C. Hurst & Co. ISBN 978-1-85065-525-1
- Hoare, Marko Attila (2001). «Civilian-Military Relations in Bosnia-Herzegovina 1992–1995». In:  Magaš, Branka; Žanić, Ivo. The War in Croatia and Bosnia-Herzegovina 1991–1995. London: Frank Cass. pp. 178–199. ISBN 978-0-7146-8201-3
- Hoare, Marko Attila (2006). Genocide and Resistance in Hitler's Bosnia: The Partisans and the Chetniks 1941–1943. New York: Oxford University Press. ISBN 978-0-19-726380-8
- Hoare, Marko Attila (2007). The History of Bosnia: From the Middle Ages to the Present Day. London: Saqi. ISBN 978-0-86356-953-1
- Hoare, Marko Attila (2013). Bosnian Muslims in the Second World War. Oxford, UK: Oxford University Press. ISBN 978-0-231-70394-9
- Hockenos, Paul (2003). Homeland Calling: Exile Patriotism and the Balkan Wars. Ithaca: Cornell University Press. ISBN 978-0-8014-4158-5
- Höpken, Wolfgang (2007). «Between Civic Identity and Nationalism: History Textbooks in East-Central and Southeastern Europe». In:  Ramet, Sabrina P.; Matić, Davorka. Democratic Transition in Croatia: Value Transformation, Education, and Media. College Station: Texas A&M University Press. pp. 163–192. ISBN 978-1-60344-452-1
- Jelić-Butić, Fikreta (1986). Četnici u Hrvatskoj, 1941–1945 [The Chetniks in Croatia, 1941–1945] (em servo-croata). Zagreb: Globus. ISBN 978-86-343-0010-9
- Judah, Tim (2000). The Serbs: History, Myth and the Destruction of Yugoslavia. New Haven: Yale University Press. ISBN 978-0-300-08507-5
- Karchmar, Lucien (1987). Draža Mihailović and the Rise of the Četnik Movement, 1941–1945. New York: Garland Publishing. ISBN 978-0-8240-8027-3
- Krestić, Vasilije (2004). Great Serbia: truth, misconceptions, abuses : papers presented at the International Scientific Meeting held in the Serbian Academy of Sciences and Arts Belgrade, October 24–26, 2002. [S.l.]: SANU. ISBN 978-86-7025-377-3
- Lukic, Rénéo; Lynch, Allen (1996). Europe From the Balkans to the Urals: The Disintegration of Yugoslavia and the Soviet Union. [S.l.]: Oxford University Press. ISBN 978-0-19-829200-5
- Macartney, C. A. (1957). October Fifteenth: A History of Modern Hungary, 1929–1945. II. Edinburgh: Edinburgh University Press
- MacDonald, David Bruce (2002). Balkan Holocausts?: Serbian and Croatian Victim Centered Propaganda and the War in Yugoslavia. Manchester: Manchester University Press. ISBN 978-0-7190-6467-8
- Martin, David (1946). Ally betrayed, the uncensored story of Tito and Mihailovich. New York: Prentice-Hall. ISBN 978-1-2585-0874-6
- Magaš, Branka; Žanić, Ivo (2001). The War in Croatia and Bosnia-Herzegovina 1991–1995. London: Frank Cass. ISBN 978-0-7146-8201-3
- Malcolm, Noel (1994). Bosnia: A Short History. New York: New York University Press. ISBN 978-0-8147-5520-4
- Matković, Hrvoje (2002). Povijest Nezavisne Države Hrvatske (em croata). [S.l.]: Naklada Pavičić. ISBN 978-953-6308-39-2
- Mennecke, Martin (2012). «Genocidal Violence in the Former Yugoslavia». In:  Totten, Samuel; Parsons, William S. Centuries of Genocide: Essays and Eyewitness Accounts. New York: Routledge. ISBN 978-0-415-87191-4
- Milazzo, Matteo J. (1975). The Chetnik Movement & the Yugoslav Resistance. Baltimore: Johns Hopkins University Press. ISBN 978-0-8018-1589-8
- Mitrović, Andrej (2007). Serbia's Great War, 1914–1918. West Lafayette: Purdue University Press. ISBN 978-1-55753-476-7
- Mojzes, Paul (2011). Balkan Genocides: Holocaust and Ethnic Cleansing in the 20th Century. Lanham, Maryland: Rowman & Littlefield. ISBN 978-1-4422-0665-6
- Newman, John Paul (2015). Yugoslavia in the Shadow of War: Veterans and the Limits of State Building, 1903–1945. [S.l.]: Cambridge University Press. ISBN 978-1-107-07076-9
- Pajović, Radoje (1977). Kontrarevolucija u Crnoj Gori: Četnički i federalistički pokret 1941–1945 (em servo-croata). Cetinje, Yugoslavia: Obod
- Pavlaković, Vjeran (2005). «Serbia Transformed?». In:  Ramet, Sabrina P. Serbia since 1989: Politics and Society under Milosevic and After. Seattle: University of Washington Press. ISBN 978-0-295-80207-7
- Pavlowitch, Stevan K. (2002). Serbia: the History behind the Name. London: C. Hurst & Co. Publishers. ISBN 978-1-85065-476-6
- Pavlowitch, Stevan K. (2007). Hitler's New Disorder: The Second World War in Yugoslavia. New York: Columbia University Press. ISBN 978-1-85065-895-5
- Popović, Jovo; Lolić, Marko; Latas, Branko (1988). Pop izdaje: Četnički vojvoda Momčilo Đujić [Traitor Priest: The Chetnik Vojvoda Momčilo Đujić] (PDF) (em servo-croata). Zagreb: Stvarnost. ISBN 978-86-7075-039-5
- Prusin, Alexander (2017). Serbia Under the Swastika: A World War II Occupation. Urbana: University of Illinois Press. ISBN 978-0-252-09961-8
- Ramet, Sabrina P. (2006). The Three Yugoslavias: State-Building and Legitimation, 1918–2005. Bloomington: Indiana University Press. ISBN 978-0-253-34656-8
- Ramet, Sabrina P. (2008). Serbia, Croatia and Slovenia at Peace and at War: Selected Writings, 1983–2007. Berlin: LIT Verlag. ISBN 978-3-03735-912-9
- Ramet, Sabrina P. (2010a). «Politics in Croatia Since 1990». In:  Ramet, Sabrina P. Central and Southeast European Politics Since 1989. Cambridge: Cambridge University Press. pp. 258–285. ISBN 978-1-139-48750-4
- Ramet, Sabrina P. (2010b). «Serbia and Montenegro Since 1989». In:  Ramet, Sabrina P. Central and Southeast European Politics Since 1989. Cambridge: Cambridge University Press. pp. 286–310. ISBN 978-1-139-48750-4
- Ramet, Sabrina P.; Wagner, Peter F. (2010). «Post-socialist Models of Rule in Central and Southeast Europe». In:  Ramet, Sabrina P. Central and Southeast European Politics Since 1989. Cambridge: Cambridge University Press. pp. 9–36. ISBN 978-1-139-48750-4
- Redžić, Enver (2005). Bosnia and Herzegovina in the Second World War. Abingdon: Frank Cass. ISBN 978-0-7146-5625-0
- Roberts, Walter R. (1987). Tito, Mihailović and the Allies: 1941–1945. New Brunswick, NJ: Duke University Press. ISBN 978-0-8223-0773-0
- Röhr, Werner, ed. (1994). Europa unterm Hakenkreuz: Okkupation und Kollaboration (1938–1945) (em alemão). Berlin: Hüthig
- Ron, James (2003). Frontiers and Ghettos: State Violence in Serbia and Israel. Berkeley: University of California Press. ISBN 978-0-520-93690-4
- Sadkovich, James J. (1998). The U.S. Media and Yugoslavia, 1991–1995. [S.l.]: Greenwood Publishing Group. ISBN 978-0-275-95046-0
- Samardžić, Radovan; Duškov, Milan (1993). Serbs in European Civilization. Belgrade, Serbia and Montenegro: Nova. ISBN 978-86-7583-015-3
- Sells, Michael Anthony (1998). The Bridge Betrayed: Religion and Genocide in Bosnia. Berkeley: University of California Press. ISBN 978-0-520-92209-9
- Shub, Boris (1943). Hitler's Ten-Year War on the Jews. New York: Institute of Jewish Affairs
- Singleton, Frederick Bernard (1985). A Short History of the Yugoslav Peoples. New York: Cambridge University Press. ISBN 978-0-521-27485-2
- Sirotković, Hodimir; Margetić, Lujo (1988). Povijest država i prava naroda SFR Jugoslavije [The History of the States and the Rights of the People of SFR Yugoslavia] (em servo-croata). Zagreb: Školska knj. ISBN 978-86-03-99180-2
- Stojanović, Dubravka (2010). «Value Changes in the Interpretations of History in Serbia». In:  Listhaug, Ola; Ramet, Sabrina P.; Dulić, Dragana. Civic and Uncivic Values: Serbia in the Post-Milošević Era. Budapest: Central European University Press. pp. 221–240. ISBN 978-963-9776-98-2
- Tanner, Marcus (2001). Croatia : a nation forged in war 2nd ed. New Haven; London: Yale University Press. ISBN 0-300-09125-7
- Tasić, Dmitar (2020). Paramilitarism in the Balkans: Yugoslavia, Bulgaria, and Albania, 1917–1924. Oxford: Oxford University Press. ISBN 978-0-19-189922-5
- Tasić, Nikola (1995). Историја Београда [History of Belgrade] (em servo-croata). [S.l.]: Балканолошки институт САНУ [Balkan Institute of SANU]. ISBN 978-86-7179-021-5
- Tillotson, Michael (2011). SOE and The Resistance: As told in The Times Obituaries. [S.l.]: A&C Black. ISBN 978-1-4411-4356-3
- Thomas, Robert (1999). Serbia Under Milošević: Politics in the 1990s. London: C. Hurst. ISBN 978-1-85065-367-7
- Toal, Gerard; Dahlman, Carl T. (2011). Bosnia Remade: Ethnic Cleansing and Its Reversal. New York: Oxford University Press. ISBN 978-0-19-973036-0
- Totten, Samuel; Bartrop, Paul R. (2008). Dictionary of Genocide. I. [S.l.]: ABC-CLIO. ISBN 978-0-313-34642-2
- Timofejev, Aleksej (2010). «Crvena armija i JVuO tokom jeseni 1944 – nesuđena saradnja». Istorija 20. Veka. 1. Institut za noviju istoriju Srbije. pp. 85–102
- Tomasevich, Jozo (1969). «Yugoslavia During the Second World War». In:  Vucinich, Wayne S. Contemporary Yugoslavia: Twenty Years of Socialist Experiment. Berkeley: University of California Press. pp. 59–118. OCLC 652337606
- Tomasevich, Jozo (1975). War and Revolution in Yugoslavia, 1941–1945: The Chetniks. Stanford: Stanford University Press. ISBN 978-0-8047-0857-9
- Tomasevich, Jozo (2001). War and Revolution in Yugoslavia, 1941–1945: Occupation and Collaboration. Stanford: Stanford University Press. ISBN 978-0-8047-3615-2
- Trbovich, Ana S. (2008). A Legal Geography of Yugoslavia's Disintegration. New York: Oxford University Press. ISBN 978-0-19-533343-5
- U.S. Army (1986) [1953]. The German Campaigns in the Balkans (Spring 1941). Washington, D.C.: United States Army Center of Military History. OCLC 16940402. CMH Pub 104-4. Consultado em 1 de agosto de 2020. Cópia arquivada em 19 de junho de 2009
- Velikonja, Mitja (2003). Religious Separation and Political Intolerance in Bosnia-Herzegovina. College Station: Texas A&M University Press. ISBN 978-1-58544-226-3
- Latas, Branko; Dželebdžić, Milovan (1979). Četnički pokret Draže Mihailovića. Belgrade: Beogradski Izdavačko-grafički zavod
- Radanović, Milan (2016). Kazna i zločin:Snage kolaboracije u Srbiji. Belgrade: Rosa Luxemburg Stiftung
- Veljan, Nejra; Ćehajić, Maida (2020). «A Dangerous Nexus? History, Ideology and the Structure of the Contemporary Chetnik Movement». Sarajevo, Bosnia and Herzegovina: Atlantic Initiative. Democracy and Security in Southeastern Europe. VII (1): 22–40. ISSN 1986-5708
- West, Richard (2012). Tito and the Rise and Fall of Yugoslavia. [S.l.]: Faber & Faber. ISBN 978-0-571-28110-7
- Yeomans, Rory (2012). Visions of Annihilation: The Ustasha Regime and the Cultural Politics of Fascism, 1941–1945. Pittsburgh: University of Pittsburgh Press. ISBN 9780822977933

### Jornais
- Hehn, Paul N. (1971). «Serbia, Croatia and Germany 1941–1945: Civil War and Revolution in the Balkans». University of Alberta. Canadian Slavonic Papers. 13 (4): 344–373. JSTOR 40866373. doi:10.1080/00085006.1971.11091249
- Jeffrey, Alex (2006). «Building State Capacity in Post-conflict Bosnia and Herzegovina: The Case of Brcko District» (PDF). Elsevier. Political Geography. 25 (2): 203–227. doi:10.1016/j.polgeo.2005.11.003. Cópia arquivada (PDF) em 1 Fev 2014
- Pavlowitch, Stevan K. (maio de 2005). «Review of Le Monténégro et l'Italie durant la Seconde Guerre mondiale: Histoire, mythes et réalités by Antoine Sidoti». The English Historical Review. 120 (487): 863. doi:10.1093/ehr/cei317
- Newman, John Paul (2017). «War Veterans, Fascism, and Para-Fascist Departures in the Kingdom of Yugoslavia, 1918–1941». Fascism. 6: 42–74. doi:10.1163/22116257-00601003

### Notícias
- Binder, David (13 set 1999). «Momcilo Djujic, Serbian Priest and Warrior, Dies at 92». The New York Times
- «Bora Čorba kod Hrge: Ponosan sam četnik». Dnevnik. 22 de janeiro de 2007. Consultado em 29 de maio de 2008. Cópia arquivada em 28 fev 2019
- Bosnia and Herzegovina: Country Reports on Human Rights Practices (Relatório). U.S. Department of State. 4 de março de 2002
- Burns, John F. (10 de maio de 1992). «The Demographics of Exile: Victorious Serbs Repopulate Croatian Villages». The New York Times
- «Chetniks rehabilitated». B92. 17 de maio de 2005. Consultado em 15 de janeiro de 2014. Arquivado do original em 16 de janeiro de 2014
- «Četnici "personae non gratae"» [Chetniks "persona non grata"]. B92 (em servo-croata). 23 dez 2004
- «Četnički simboli u Srebrenici» [Chetniks Symbols in Srebrenica]. Index (em servo-croata). 13 de julho de 2009
- Ćirić, Aleksandar (23 dez 2004). «Četnici – Partizani 12:5». Vreme
- «Controversial group in Srebrenica incident». B92. 13 de julho de 2009. Consultado em 16 de junho de 2010. Arquivado do original em 4 de novembro de 2012
- Dimitrijević, Bojan B. (2014). Vojska Nedićeve Srbije: Oružane snage srpske vlade, 1941–1945 [The Army of Nedić's Serbia: The Armed Forces of the Serbian Government, 1941–1945] (em sérvio). Belgrade: Službeni Glasnik. ISBN 978-86-519-1811-0
- Engelberg, Stephen (10 dez 1991). «Serbs in Croatia Build Political Foundation to Support Their Military Gains». The New York Times
- Gudžević, Sinan (18 de junho de 2010). «Na kapi zvezda, u glavi kokarda». e-Novine (em servo-croata)
- Horvat, Karmen (13 de julho de 2009). «Chetniks Urinate on Bosnia-Herzegovina Flag». Dalje. Consultado em 16 de junho de 2010. Cópia arquivada em 19 out 2012
- «Incidenti u Srebrenici i Bratuncu: Četničko orgijanje ne zanima tužioce?» [Incidents in Srebrenica and Bratunac: Chetnik Orgies Do Not Faze Prosecutors?]. 24 sata (em servo-croata). 7 ago 2009. Consultado em 17 de junho de 2010. Arquivado do original em 11 ago 2018
- «Istetoviran mu Draža Mihailović: Gurović se vraća u Crvenu Zvezdu!». Dnevnik. 27 ago 2010
- Jungvirth, Goran (14 de junho de 2013). «Seselj Denies Close Cooperation with Karadzic». Institute for War & Peace Reporting. Consultado em 21 de janeiro de 2014. Arquivado do original em 9 de julho de 2014
- Kebo, Amra (1 de maio de 2005). «US Sanctions Alarm Bosnians». Institute for War & Peace Reporting[ligação inativa]
- «Ko je ubijao u Antinu?». B92 (em servo-croata). 17 de junho de 2005
- Kusmuk, Milica (18 ago 2013). «Spomenik Draži Mihailoviću kod Višegrada». Novosti (em servo-croata)
- «Ministarka kulture zabranila podizanje spomenika Đurišiću». B92 (em servo-croata). 11 de junho de 2003
- «Montenegrin WWII veterans protest against unveiling of Chetnik monument». BBC. 19 de maio de 2003
- «Montenegrin police destroy base for monument to controversial WWII leader». BBC. 7 de julho de 2003
- «Montenegro: Muslims condemn plan to unveil monument to WWII warlord». BBC. 20 de junho de 2003
- «NOVA predlaže da država podigne spomenik Pavlu Đurišiću». Vijesti (em servo-croata). 13 ago 2011. Consultado em 16 set 2014. Cópia arquivada em 9 de junho de 2012
- «Paljenje zastave BiH: Nema kazni za četničko divljanje» [Burning of the BiH Flag: No Sanctions for Chetnik Rampage]. 24 sata. 24 fev 2010. Consultado em 17 de junho de 2010. Cópia arquivada em 11 ago 2018
- Pavlović, Momčilo; Mladenović, Božica (26 de maio de 2003). «Život i smrt Koste Pećanca» [Life and Death of Kosta Pećanac]. Glas Javnosti (em servo-croata). Consultado em 25 de julho de 2020
- Pećanin, Senad (2 ago 2002). «Our Local Chetniks». Dani. Consultado em 23 de janeiro de 2014. Arquivado do original em 1 abr 2018
- Phillips, John (31 de julho de 2005). «Patriarch backs party led by war-crimes suspect». The Independent
- «Policija srušila postolje za spomenik Đurišiću». B92 (em servo-croata). 7 de julho de 2003
- «Predsjednik Mesić o odgodi posjeta SCG-u». HRT. 17 de maio de 2005. Consultado em 15 dez 2007. Arquivado do original em 17 de novembro de 2007
- Prijović, Zvonko (7 de maio de 2002). «Crnogorska Ravna gora». Glas javnosti (em servo-croata)
- Prijović, Zvonko (13 de junho de 2003). «Neće biti obeležja Pavlu Đurišiću». Glas javnosti (em servo-croata)
- «Ravnogorski sabor». B92. 13 de maio de 2007
- «Ravnogorski sabor, 15. put». B92. 13 de maio de 2006
- «Rehabilitovan Dragiša Vasić» [Dragiša Vasić Rehabilitated]. Blic (em servo-croata). 15 dez 2009
- Ristic, Marija (6 de março de 2014). «Serbian Fighters Help 'Russian Brothers' in Crimea». Balkan Insight
- Sekulović, Milutin (10 de junho de 2003). «Partizanski komandant, pa – vojvoda». Večernje novosti (em servo-croata)
- «Serb Leader Momcilo Djujic Dies; Led Chetniks During World War II». The Washington Times. 14 set 1999
- «Serbian player not allowed into Croatia». ESPN. 13 de novembro de 2004
- Silber, Laura (3 ago 1993). «Serbia's Ultranationalist Leader Emerges as Formidable Political Force». Los Angeles Times
- «Sramotno: četničko orgijanje po Srebrenici i Bratuncu» [Shameful: Chetnik Orgies in Srebrenica and Bratunac]. Slobodna Dalamacija. 13 de julho de 2009
- Strauss, Julius (29 dez 2003). «Party leader pulls election strings from prison cell». The Telegraph
- Voloder, Vanda (12 de julho de 2007). «Četnici bili u Srebrenici, ali policija nije reagirala» [Chetniks Were in Srebrenica, But Police Did Not Respond]. 24 sata. Cópia arquivada em 13 de novembro de 2009
- «Zabranjen skup za otkrivanje spomenika Đurišiću». B92 (em servo-croata). 4 de julho de 2003

### Sites
- «-nik». Online Etymology Dictionary. 2020. Consultado em 23 de julho de 2020
- «cete». merriam-webster.com. Merriam-Webster. Consultado em 23 de julho de 2020
- «chetnik». Online Etymology Dictionary. 2020. Consultado em 23 de julho de 2020